# Liste von Luftfahrt-Zwischenfällen 1990 bis 1999
Dies ist eine Teilliste von Luftfahrt-Zwischenfällen der Jahre 1990 bis 1999 beim Betrieb von Verkehrsluftfahrzeugen. Für übrige Zeitspannen siehe Listen von Luftfahrt-Zwischenfällen.
Für militärische Flugunfälle siehe Liste von Zwischenfällen (Militärluftfahrt) ab 1981.
Für Zwischenfälle von Luftfahrzeugen der Allgemeinen Luftfahrt siehe Liste von Zwischenfällen (Allgemeine Luftfahrt).
Einträge mit eigenem Artikel in Wikipedia sind mit (A) gekennzeichnet.

## Liste

### 1990
- 13. Januar – In einer Tupolew Tu-134A der sowjetischen Aeroflot (Luftfahrzeugkennzeichen CCCP-65951) fielen auf dem Weg von Tjumen nach Ufa durch einen Brand in einem Frachtabteil Triebwerke und Elektrik aus. Bei der folgenden Notlandung nahe Perwouralsk (Russland) verloren 27 der 71 Insassen ihr Leben.[1]

- (A) 15. Januar – Eine CASA C-212-200 der costa-ricanischen Sansa Regional Airline (SANSA) (TI-SAB) wurde im Steigflug nach dem Start vom Flughafen San José 16 km entfernt davon in einen wolkenverhüllten Berg geflogen. Alle 23 Insassen (3 Besatzungsmitglieder und 20 Passagiere) wurden bei diesem CFIT (Controlled flight into terrain) während eines Sichtfluges getötet (siehe auch SANSA-Flug 32).[2]

- 25. Januar – Eine Hawker Siddeley HS 748-207 der Airfast Indonesia (PK-OBW) musste wegen schlechten Wetters am Zielflughafen Selaparang ausweichen. Dabei flog sie in den 42 Kilometer ostnordöstlich davon gelegenen Vulkan Rinjani (Indonesien). Bei diesem CFIT (Controlled flight into terrain) wurden alle 19 Insassen getötet, drei Besatzungsmitglieder und 16 Passagiere.[3]

- 25. Januar – Einer Boeing 707 der kolumbianischen Luftfahrtgesellschaft Avianca (HK-2016) ging nach stundenlangen Warteschleifen beim Anflug auf den John F. Kennedy International Airport (New York, USA) der Treibstoff aus. Nach einem Fehlanflug infolge schlechten Wetters stürzte die Maschine mit leeren Tanks ab. Von den 158 Menschen an Bord starben 73, während 85 überlebten.[4]

- 10. Februar – Eine Fairchild Swearingen Metro II der kanadischen Perimeter Airlines (C-FGEP) kehrte aufgrund mehrerer Warnanzeigen zum Flughafen Winnipeg, Kanada, zurück. Ein Triebwerk wurde abgestellt. Beim Ausfahren des Fahrwerks fiel ein größerer Teil des linken Hauptfahrwerks zu Boden. Daraufhin kam es beim Aufsetzen zur Bruchlandung mit Totalschaden. Alle elf Passagiere und die beiden Piloten überlebten.[5]

- (A) 12. Februar – Eine Fokker F-27-200 der brasilianischen Transportes Aéreos Regionais (PT-LCG) befand sich im Anflug auf den Flughafen Bauru. Ein Flugkapitän in Ausbildung hatte den Sinkflug zu spät eingeleitet. Der auf dem Flug mitfliegende Ausbilder verlangte, dass der Anflug trotz der zu großen Flughöhe und der zu hohen Fluggeschwindigkeit fortgesetzt werden solle. Als der auszubildende Flugkapitän verunsichert war, übernahm der Ausbilder das Steuer. Die Maschine setzte zu schnell auf der Landebahn auf. Beim anschließenden Durchstarten wurden die Triebwerke zu abrupt beschleunigt, woraufhin es zu mangelnder Leistung kam, die Fokker 600 Meter hinter dem Flughafen wieder zu Boden ging und mit einem Pkw kollidierte. Zwei Insassen des Pkw und ein Pilot wurden getötet, während 40 Insassen der Maschine den Unfall überlebten (siehe auch Flugunfall der TAM Linhas Aéreas in Bauru 1990).[6]

- (A) 14. Februar – Ein Airbus A320 der Indian Airlines (VT-EPN) wurde beim Landeanflug ca. 700 Meter vor der Landebahn des Flughafens HAL Bangalore auf einen Golfplatz geflogen. Die Maschine war durch eine Verwechslung der Bedienelemente viel zu schnell gesunken. Von den 146 Menschen an Bord starben 92, während 54 überlebten. Etliche Passagiere hatten schon vorher ihre Anschnallgurte geöffnet, wodurch sie auf den Boden geschleudert wurden.[7] Die ersten Rettungskräfte des Flughafens waren zwar innerhalb von zwei Minuten am Pistenende, konnten jedoch den Unfallort nicht erreichen, da sie keinen Schlüssel hatten, um ein Ausfalltor in der Flughafenumzäunung zu öffnen. Noch rund 15 Minuten nach dem Unfall war das Tor verschlossen.[8] Später eintreffendes Personal sägte das Schloss schließlich auf. Zwei Löschfahrzeuge erreichten dann von innerhalb des Geländes den Brandherd mit ihrem Löschmitteleinsatz nur unzulänglich und hatten auch keine Möglichkeit, die eigenen Tanks in der Nähe wieder aufzufüllen.[9] Die ersten Retter erreichten das Flugzeug zu Fuß, als noch Hilferufe aus dem Rumpfteil hinter der linken Tragfläche drangen. Drei oder vier Personen wurden dort gerettet (siehe auch Indian-Airlines-Flug 605).[10]

- 18. Februar – Eine Douglas DC-9-32 der spanischen Aviaco (Luftfahrzeugkennzeichen EC-BIQ) schlug beim Versuch des Durchstartens auf dem Flughafen Menorca (Spanien) mit + 3,56 g extrem hart auf der Landebahn auf. Die Piloten kehrten nach Palma de Mallorca zurück, wo eine sichere Landung durchgeführt werden konnte. Allerdings war das Flugzeug irreparabel beschädigt. Alle 89 Insassen, sieben Besatzungsmitglieder und 82 Passagiere, überlebten den Unfall.[11]

- 24. Februar – An Bord einer Fokker F-27-600 der deutschen FTG (D-AELB) kam es zu einem beidseitigen Triebwerksausfall und Abriss des rechten Motors von der Tragfläche. Die Besatzung hatte im Rahmen eines Übungsflugs zuvor den Strömungsabriss in Landekonfiguration geprobt, worauf die Motoren mit Überhitzung und Vibrationen reagierten. Die anschließende Notlandung auf einem Feld in der Nähe von Bergisch Gladbach, etwa 12 Kilometer nördlich des Startflughafens Köln/Bonn, glückte und die zweiköpfige Besatzung konnte sich in Sicherheit bringen, die Maschine jedoch brannte aus und musste abgeschrieben werden.[12]

- (A) 18. März – Eine aus Guanaja kommende und zum Weiterflug nach San Pedro Sula vorgesehene Douglas DC-3/C-47A-75-DL der honduranischen SAHSA (HR-SAZ) kam bei der Zwischenlandung auf dem Flughafen Roatán wegen starker Seitenwinde von der Landebahn ab und rollte ins Karibische Meer. Bei dem Unfall starben sieben der 32 Insassen an Bord (siehe auch Flugunfall einer Douglas DC-3 der SAHSA 1990).

- 22. März – Eine Hawker Siddeley Trident 2E der Air China (B-2208) wurde für die Landung auf dem Flughafen Guilin Qifengling (China) zu hoch angeflogen und setzte erst sehr spät auf der Landebahn auf. Sie überrollte das Ende der sehr nassen Landebahn, geriet in weichen Boden und wurde irreparabel beschädigt. Alle 107 Insassen, fünf Besatzungsmitglieder und 102 Passagiere, überlebten den Unfall.[13]

- 1. April – Die Piloten einer Armstrong Whitworth Argosy 222 der neuseeländischen SAFE Air – Straits Air Freight Express (ZK-SAF) brachen den Anflug auf ihr Ziel ab, den Flughafen Wellington, weil das linke Hauptfahrwerk beim Ausfahren nicht verriegelte. Sie beschlossen, zum Flughafen Blenheim-Woodbourne (Neuseeland) auszuweichen, da dort die Technikabteilung der Firma angesiedelt war. Beim Ausrollen während der dortigen Landung brach das linke Hauptfahrwerk zusammen; das Flugzeug kam nach links von der Landebahn 25 ab und wurde irreparabel beschädigt. Die Gründe für das Versagen lagen in mehreren Wartungsfehlern. Beide Piloten, die einzigen Insassen auf dem Frachtflug, überlebten den Unfall. Es war der letzte Totalverlust einer Argosy.[14]

- 5. April – Eine Lockheed L-1049/C-121C Super Constellation der dominikanischen Aerolineas Mundo (AMSA) (HI-515CT) stürzte in der Nähe von Levittown (Puerto Rico) in Strandnähe ins Meer. Der Kapitän war ohne Genehmigung für einen Überführungsflug mit dem stillgelegten Triebwerk Nr. 3 (rechts innen) vom Flughafen San Juan (Puerto Rico) gestartet. Im Steigflug fing Triebwerk Nr. 2 (links innen) Feuer, gefolgt vom Ausfall von Triebwerk Nr. 1 (links außen). Beide Triebwerke waren schon vor dem Start als unzuverlässig bekannt gewesen. Von den 3 Besatzungsmitglieder, den einzigen Insassen auf dem Frachtflug, wurde eines getötet.[15]

- 7. April – Eine Martin 4-0-4 der bolivianischen Transportes Aéreos Samuel Selum - TASS (CP-1738) verunglückte bei einer Notlandung auf dem Flugplatz Camiare bei Santa Ana del Yacuma (Bolivien). Dort war die Maschine auch für einen Frachtflug nach La Paz gestartet, als das Triebwerk Nr. 2 (rechts) nach 7 Minuten starke Vibrationen entwickelte. Bei der Notlandung mit Rückenwind brach das rechte Hauptfahrwerk zusammen. Das Flugzeug wurde irreparabel beschädigt. Alle drei Besatzungsmitglieder überlebten den Unfall. Dies war der letzte Totalverlust einer Martin 4-0-4.[16]

- (A) 12. April – Eine de Havilland DHC-6-300 Twin Otter der norwegischen Widerøe (LN-BNS) wurde auf ihrem Flug von Værøy nach Bodø (beide in Norwegen) kurz nach dem Start von extremen Turbulenzen erfasst. Dabei brach das Höhenleitwerk oder das Höhenruder ab, und die unkontrollierbare Maschine stürzte ab. Alle fünf Personen an Bord kamen ums Leben. Aufgrund anderer ähnlicher Zwischenfälle am Flughafen von Værøy wurde dieser geschlossen und durch einen Heliport ersetzt (siehe auch Widerøe-Flug 839).[17]

- 18. April – An einer de Havilland Canada DHC-6-200 Twin Otter der panamaischen Aeroperlas (N187SA) fiel kurz nach dem Abheben vom Flughafen Contadora (Panama) das Triebwerk Nr. 2 (rechts) aus. Das Flugzeug geriet in eine Sinkflugkurve, die es bis zum Aufschlag im Meer beibehielt. Von den 22 Insassen kamen 20 ums Leben, die drei Besatzungsmitglieder und 17 Passagiere.[18]

- 30. April – An einer Douglas DC-4/C-54P der US-amerikanischen Aero Union (N67109) brach bei der Landung auf dem Chico Municipal Airport (Kalifornien, USA) das Bugfahrwerk zusammen. In der auf einem Trainingsflug befindlichen Maschine brach ein Feuer aus, und das Flugzeug wurde irreparabel beschädigt. Die beiden Besatzungsmitglieder, einzige Insassen auf dem Flug, überlebten den Unfall.[19]

- (A) 5. Mai – Eine Frachtmaschine des Typs Douglas DC-6BF der US-amerikanischen Aerial Transit Company (N84BL) stürzte kurz nach dem Start vom Flughafen Guatemala-Stadt in ein Wohngebiet. Außer den drei Besatzungsmitgliedern kamen 24 Menschen am Boden ums Leben. Die Maschine war auf dem Weg nach Miami, als Triebwerksprobleme entstanden.[20]

- 7. Mai – Nach der harten Landung auf dem Flughafen Neu-Delhi brach ein Triebwerk einer Boeing 747-200 der Air India (VT-EBO) teilweise aus der Aufhängung, ausgelöst durch einen Wartungsfehler. Dadurch entstand ein Feuer, das auf die gesamte Tragfläche übergriff und die 747 zerstörte. Alle 215 Insassen überlebten.[21]

- (A) 11. Mai – Vor dem Start auf dem Flughafen Manila explodierte der mittlere Tank einer Boeing 737-300 der Philippine Airlines (EI-BZG). Die Maschine brannte aus, noch bevor sie vollständig geräumt werden konnte. Von den 120 Personen an Bord kamen 8 ums Leben (siehe auch Philippine-Airlines-Flug 143).[22]

- 19. Mai – Eine Douglas DC-3A der US-amerikanischen K&K Aircraft (N1FN) kollidierte auf einem Agrarflug mit Stromleitungen. Das Flugzeug stieg steil nach oben und stürzte nach einem Strömungsabriss aus 1200 Fuß (365 Meter) Höhe bei Capon Bridge ab, 38 Kilometer südwestlich vom Startflughafen Martinsburg (West Virginia, USA). Beide Piloten, die einzigen Insassen, wurden getötet.[23]

- Im Juni 1990 (genaues Datum unbekannt) wurde eine Lockheed L-1049/C-121J Super Constellation der dominikanischen Aerochago Airlines (HI-532CT) bei der Landung auf dem Flughafen Santo Domingo-Las Américas (Dominikanische Republik) irreparabel beschädigt. Über Personenschäden ist nichts bekannt.[24]

- 6. Juni – Eine Fairchild FH-227B der brasilianischen Fluggesellschaft Transportes Aéreos da Bacia Amazônica (PT-ICA), die auf dem Flughafen Belém gestartet war, wurde kurz vor der Landung auf dem Flughafen Altamira ins Gelände geflogen. Bei dem Unfall kamen 22 von 42 Personen ab Bord ums Leben. Es stellte sich heraus, dass der Kapitän mit nur 4½ Stunden Schlaf in der Nacht vor dem Flug übernächtigt war, weil er seine eigentliche Ruhezeit genutzt hatte, um Arbeiten in seiner Wohnung durchzuführen.[25]

- 1. August – Eine aus Jerewan, Armenien kommende Jakowlew Jak-40 der sowjetischen Aeroflot (CCCP-87453) wurde beim Anflug auf den Flughafen Stepanakert (Aserbaidschanische SSR) bei schlechter Sicht gegen einen Berg geflogen. Keiner der 46 Insassen überlebte diesen CFIT (Controlled flight into terrain).[26]

- 12. August – An einer Lockheed L-100-30 Hercules der US-amerikanischen Southern Air Transport (SAT) (N911SJ) verloren kurz nach dem Start vom Flughafen Juba (Sudan) nacheinander alle vier Triebwerke an Leistung. Bei der Rückkehr und Notlandung auf dem Startflughafen wurde das Landebahnende überrollt und das Flugzeug irreparabel beschädigt. Alle fünf Insassen, vier Besatzungsmitglieder und ein Passagier, überlebten.[27]

- (A) 16. August – Eine Convair CV-240-23 der dominikanischen Aerochago Airlines (HI-376CT) stürzte in das Meer der Mona-Passage zwischen Puerto Rico und der Dominikanischen Republik. Der Pilot einer anderen Maschine hörte im Funk eine Notfallmeldung und sah die Convair abstürzen, nachdem sie Teile des Hecks verloren hatte. Das Flugzeug und seine Insassen blieben vermisst. Es wird vermutet, dass es nach einer schlecht ausgeführten Umrüstung mit einem Frachttor im Flug auseinanderbrach. Beide Piloten, die einzigen Insassen auf dem Frachtflug, kamen ums Leben (siehe auch Flugunfall einer Convair CV-240 der Aerochago Airlines 1990).[28]

- (A) 11. September – Bei einem Überführungsflug von Malta nach Peru via Island verschwand eine Boeing 727 der peruanischen Faucett (OB-1303) vor Neufundland, Kanada im Nord-Atlantik. Alle 16 Insassen kamen dabei um. Es wird vermutet, dass das Flugzeug wegen Treibstoffmangels etwa 290 Kilometer südöstlich von Neufundland notgewassert wurde (siehe auch Verschwinden einer Boeing 727 der Faucett Perú).[29]

- (A) 20. September 1990 – Eine Boeing 707-321B der US-amerikanischen Omega Air (N320MJ) verunglückte beim Start vom Pinal Airpark. Die ausgesonderte Passagiermaschine war von der Omega Air Inc. gekauft worden und sollte zur Davis-Monthan Air Force Base geflogen werden, um dort durch die 309th Aerospace Maintenance and Regeneration Group zerlegt zu werden, um die Triebwerke für Maschinen der United States Air Force zu verwenden. Kurz nach dem Start ging die Maschine zu Boden, wobei eines der drei Besatzungsmitglieder ums Leben kam. Die Unfalluntersuchung kam zu dem Schluss, dass der Kapitän die Checkliste vermutlich aus dem Stegreif abgearbeitet und dabei eine falsche Höhenrudertrimmung übersehen hatte. Zudem war das Cockpit der Maschine bereits teilzerlegt: Etwa 50 Anzeigen und Schalter, die vertraglich anderen Verwertungsunternehmen zustanden, waren bereits ausgebaut worden (siehe auch Flugunfall einer Boeing 707 der Omega Air 1990).[30]

- (A) 20. September – Eine Embraer EMB 110P1 (PT-FAW) der Regierung des brasilianischen Bundesstaats Pernambuco stieg kurz nach dem Start steil in die Luft und neigte sich nach rechts. Kurz darauf beobachteten Augenzeugen, wie die Maschine im Sturzflug ins Meer stürzte. Bei dem Unfall starben alle 12 Personen an Bord der Maschine. Bei der Unfalluntersuchung wurde angenommen, dass die Besatzung aufgrund der Hektik vor dem Start die Checklisten nicht sauber abgearbeitet hatte, wodurch die Maschine mit einer falschen Startkonfiguration in die Luft stieg. Die Ermittler stellten zudem fest, dass beide Piloten über sehr wenig Flugerfahrung mit der Embraer EMB-110 verfügten. Zudem hatten sie vor dem Unfall länger nicht mehr in einer Maschine dieses Typs gesessen (siehe auch Flugunfall bei Fernando de Noronha 1990).[31]

- (A) 2. Oktober – Auf dem Flughafen Guangzhou-Baiyun (alt) kollidierte eine entführte Boeing 737-247 der chinesischen Xiamen Airlines (B-2510) mit zwei anderen Flugzeugen. Als die Piloten wegen Treibstoffmangels notlanden wollten, kam es in der Landephase zu einem Handgemenge mit dem Entführer, worauf die Maschine hart aufsetzte und von der Landebahn abkam. Sie kollidierte mit einer geparkten Boeing 707 der China Southwest Airlines (B-2402) und einer Boeing 757-21B der China Southern Airlines (B-2812), deren Piloten auf die Startfreigabe warteten. In der außer Kontrolle geratenen Boeing 737 wurden 82 der 102 Menschen an Bord getötet, in der Boeing 757 kamen 46 von 122 Insassen ums Leben. In der Boeing 707 überlebte das einzige an Bord befindliche Besatzungsmitglied Alle drei Maschinen wurden zerstört (siehe auch Xiamen-Airlines-Flug 8301).[32][33][34]

- (A) 14. November – Eine McDonnell Douglas DC-9-32 der Alitalia (I-ATJA) wurde beim Unterschreiten der Mindestflughöhe während des Endanflugs auf die Landebahn 14 am Flughafen Zürich ins Gelände geflogen. Sie prallte dabei rund neun Kilometer vor der Landeschwelle in den bewaldeten Stadlerberg zwischen Weiach und Stadel bei Niederglatt. Alle 46 Insassen wurden dadurch getötet (siehe auch Alitalia-Flug 404).[35]

- (A) 21. November – Auf dem Inlandsflug der Bangkok Airways von Bangkok nach Ko Samui (Thailand) verloren die Piloten einer De Havilland Canada DHC-8-100 (HS-SKI) die räumliche Orientierung. In schlechtem Wetter sank die Maschine unbemerkt und stürzte in eine Kokosnuss-Plantage. Keiner der 38 Insassen überlebte (siehe auch Bangkok-Airways-Flug 125).

- (A) 3. Dezember – Zwei Verkehrsmaschinen der US-amerikanischen Northwest Airlines, eine Douglas DC-9-14 auf dem Weg nach Pittsburgh (N3313L) und eine Boeing 727 (N278US) auf dem Weg nach Memphis, kollidierten auf dem Flughafen von Detroit, Michigan (USA) im Nebel am Boden. Die Piloten der DC-9 waren versehentlich auf die Startbahn gerollt. Bei dem Zusammenprall mit über 150 km/h wurde bei jeder Maschine eine Tragfläche abgerissen und bei der DC-9 brach Feuer aus. Dabei wurden 8 Menschen getötet, 190 Insassen überlebten (siehe auch Flugzeugkollision auf dem Detroit Metropolitan Wayne County Airport 1990).[36]

- Am 4. Dezember 1990 wurde eine Boeing 707-321C der Sudania Air Cargo (ST-SAC) beim Landeanflug etwa 5 Kilometer vor der Landebahn 06 ins Gelände geflogen, als sie bei schlechter Sicht mit einem Strommast kollidierte. Alle 10 Insassen, 7 Passagiere und 3 Besatzungsmitglieder, kamen bei dem Unfall ums Leben (siehe auch Flugunfall einer Boeing 707 der Sudania Air Cargo bei Nairobi).[37]

- 8. Dezember – Eine Douglas DC-3/C-47D der bolivianischen Servicios Aereos Virgen de Copacabana (SAVCO) (CP-1668) kollidierte während der Triebwerksüberprüfung vor dem Start auf dem Flughafen Cochabamba (Bolivien) mit einem Gebäude. Dabei zerlegte sich der linke Propeller; Teile davon trafen den Kapitän, der dadurch ums Leben kam.[38]

- 15. Dezember – Eine Douglas DC-6B der bolivianischen Frigorifico Santa Rita (CP-1953) verunglückte in der Nähe des Flugplatzes San Ignacio de Moxos (Bolivien). Die näheren Umstände sind nicht bekannt. Das Flugzeug wurde irreparabel beschädigt und später als Wohnung genutzt. Alle 3 Besatzungsmitglieder, die einzigen Insassen, überlebten.[39]

### 1991
- Im Jahr 1991 (genaues Datum unbekannt) kam es an einer Douglas DC-4/C-54A-10-DC der kongolesischen GLM Aviation (Luftfahrzeugkennzeichen 9Q-CWP) am Flughafen Kinshasa-Ndjili (Kongo) zu einem explosionsartigen Triebwerksschaden. Über Personenschäden ist nichts bekannt. Das Flugzeug wurde irreparabel beschädigt.[40]

- 4. Januar – Bei einem Frachtflug der spanischen Aeromarket Express mit einer Douglas DC-3 (EC-EQH), der vom Flughafen Palma de Mallorca starten und am Flughafen Menorca landen sollte, kam das Flugzeug um 07:12 Uhr von der Startbahn ab. Die Maschine wurde irreparabel beschädigt, beide Crewmitglieder überlebten.[41]

- 10. Januar – Eine Boeing 707-3K1C der rumänischen Romavia (YR-ABD) verunglückte bei der Landung auf den Flughafen Bukarest-Otopeni, Rumänien, nach einem örtlichen Testflug und fing Feuer. Alle 13 Crewmitglieder überlebten.[42]

- 12. Januar – Eine Tupolew Tu-134AK der Vietnam Airlines (VN-A126) wurde bei einer sehr harten Landung auf dem Flughafen Tan-Son-Nhat irreparabel beschädigt. Personen kamen nicht zu Schaden.[43]

- Im Februar 1991 (genaues Datum unbekannt) wurde eine Tupolew Tu-124V der Iraqi Airways (YI-AEL) auf dem Flughafen Bagdad (Irak) durch Bomben der USA und ihrer Verbündeten während des Golfkriegs zerstört. Über Personenschäden ist nichts bekannt, es gab jedoch keine Todesfälle.[44]

- Im Februar 1991 (genaues Datum unbekannt) wurde eine Tupolew Tu-124V der Iraqi Airways (YI-AEY) auf dem Flughafen Bagdad (Irak) durch Bomben der USA und ihrer Verbündeten während des Golfkriegs zerstört. Über Personenschäden ist nichts bekannt, es gab jedoch keine Todesfälle.[45]

- (A) 1. Februar – Eine Boeing 737-300 der US-amerikanischen USAir (N388US) landete auf dem Flughafen Los Angeles International, während auf derselben Bahn noch eine Fairchild Swearingen Metro III der Skywest Airlines (N683AV) auf die Startfreigabe wartete. Bei dem Zusammenstoß starben 22 Menschen in der B737 und alle 12 in der Metro. Ursache waren Koordinierungsfehler der Flugsicherung (siehe auch USAir-Flug 1493).[46][47]

- 10. Februar – Die Piloten einer Douglas DC-6/C-118A der kolumbianischen Air Colombia (HK-1702) mussten 16 Kilometer vom Startflughafen Bogota-Eldorado (Kolumbien) entfernt eine Notlandung in einem Feld durchführen. Kurz nach dem Abheben hatte Triebwerk Nr. 1 der Frachtmaschine (links außen) Feuer gefangen, das sich auf Triebwerk Nr. 2 (links innen) ausbreitete. Bei der geglückten Notlandung rollte das Flugzeug noch 400 Meter auf dem Feld, zerbrach dann in zwei Teils und brannte aus. Alle 85 Insassen überlebten: Die Passagiere, 80 auf dem Boden sitzende Soldaten, konnten sich ebenso retten wie die fünfköpfige Besatzung.[48]

- (A) 20. Februar – Eine BAe 146-200 der LAN Chile (CC-CET) überrollte bei der Landung auf dem Flughafen Puerto Williams (Chile) die Landebahn und stürzte in den Beagle-Kanal. Von den 72 Personen an Bord starben 20 (siehe auch LAN-Chile-Flug 1069).[49]

- (A) 3. März – Absturz einer Boeing 737-200 der US-amerikanischen United Airlines (N999UA) beim Landeanflug auf Colorado Springs, Colorado. Alle 25 Menschen an Bord starben. Vermutliche Ursache: Fehlfunktion der Seitenrudersteuerung (siehe auch United-Airlines-Flug 585).

- (A) 5. März – Auf dem Flug von Maracaibo nach Santa Barbara prallte eine Douglas DC-9-32 der Linea Aeropostal Venezolana (LAV) (YV-23C) nahe La Valesa gegen einen Berg. Alle 45 Insassen starben (siehe auch Aeropostal-Flug 109).[50]

- 12. März – Eine Douglas DC-8-62H der US-amerikanischen Air Transport International (N730PL) verunglückte beim Start auf dem John F. Kennedy International Airport in New York. Dabei wurde das Flugzeug zerstört, es kam jedoch keine der 5 Personen an Bord ums Leben. Ursache waren durch den Flugingenieur falsch berechnete Start- und Trimmungsdaten, der dafür ein um 45 Tonnen zu niedriges Gewicht angesetzt hatte. Deshalb konnte das Flugzeug nicht abheben.[51]

- 16. März – Eine Lockheed L-100-30 Hercules der angolanischen Transafrik, gemietet von der bolivianischen Transportes Aéreos Bolivianos (TAB) (CP-1564), wurde während des Reisefluges in Flugfläche 170 (etwa 5180 Meter) mit einer Luftabwehrrakete abgeschossen. Die Maschine stürzte 32 Kilometer von Malanje (Angola) entfernt ab. Alle 9 Insassen, 3 Besatzungsmitglieder und 6 Passagiere, wurden getötet.[52]

- 23. März – Eine aus Taschkent kommende Antonow An-24 der sowjetischen Aeroflot (CCCP-46472) schoss bei der Landung in Nawoi, Usbekistan über die Bahn hinaus und fing Feuer. Die vierköpfige Besatzung sowie 34 der 63 Passagiere kamen ums Leben. Die Maschine ist für 50 Passagiere zugelassen.[53]

- 23. März – Eine Fairchild-Hiller FH-227B der französischen Transport Aérien Transrégional (F-GCPZ) fing auf dem Flughafen Dinard-Pleurtuit (Département Ille-et-Vilaine) Feuer und brannte aus. Menschen kamen nicht zu Schaden.[54]

- 31. März – Nach Steuerungsproblemen mit einer Vickers Viscount 745D der kolumbianischen Intercontinental de Aviacion (HK-1708) wurde nach der Landung auf dem Flughafen Medellin-Olaya Herrera (Kolumbien) ein langer Riss im Hauptholm festgestellt. Vermutlich war der Riss schon bei einem Zusammenbruch des Fahrwerks am 14. Februar 1988 entstanden. Die beiden Piloten, einzige Insassen des Frachtflugs, überlebten den Sturzflug.[55]

- 4. April – Eine Douglas DC-3/C-47B-15-DK der kanadischen Central Mountain Air (C-FQNF) stürzte bei schlechtem Wetter auf den zugefrorenen Thutade Lake (British Columbia). Von den sieben Insassen kamen sechs ums Leben, alle drei Crewmitglieder und drei Passagiere.[56]

- (A) 5. April – Eine aus Atlanta kommende Embraer EMB 120 der US-amerikanischen Atlantic Southeast Airlines (N270AS) stürzte drei Kilometer vor der Landebahn von Brunswick, Georgia ab. Alle 23 Insassen starben dabei. Ursache war eine fehlerhafte Steuerung der Propellerblätter am linken Motor (siehe auch Atlantic-Southeast-Airlines-Flug 2311).[57]

- 14. Mai – An einer Curtiss C-46A-55-CK Commando der bolivianischen Transportes Aéreos El Dorado (CP-1617) fiel im Steigflug das Triebwerk Nr. 2 (rechts) aus. Es wurde eine Bauchlandung nahe dem Flughafen Beni (Bolivien) durchgeführt. Alle fünf Insassen, der einzige Pilot und vier Passagiere, überlebten den Unfall.[58]

- 15. Mai – An einer Douglas DC-3/C-47B der kolumbianischen ADES Colombia – Aerolineas del Este (HK-3177) fiel rund 8 Minuten nach dem Start vom Flughafen Villavicencio-La Vanguardia (Kolumbien) das Triebwerk Nr. 2 (rechts) aus. Die Besatzung meldete, dass sie zum Ausgangspunkt umkehren würde. Allerdings konnte die Höhe nicht gehalten werden, und das Flugzeug stürzte einen Kilometer nördlich des Zielflughafens auf eine Weide. Die Maschine befand sich offiziell auf einem reinen Frachtflug, doch außer 3000 Kilogramm Lebensmitteln waren auch noch 11 Passagiere an Bord. Von den 14 Insassen kamen 13 ums Leben, zwei Besatzungsmitglieder und alle 11 Passagiere.[59]

- (A) 26. Mai – Bei einer Boeing 767 der österreichischen Lauda Air (OE-LAV) schaltete sich nach dem Start in Bangkok, Thailand, durch einen Systemfehler im Steigflug die Schubumkehr beim linken Triebwerk ein. Dadurch stürzte die Maschine nahe Bangkok ab. Es kamen 213 Passagiere und 10 Crewmitglieder ums Leben (siehe auch Lauda-Air-Flug 004).

- 13. Juni – Eine Boeing 727-200 der Korean Air (HL7350) wurde auf dem Flughafen Daegu gelandet, ohne dass die Besatzung vorher das Fahrwerk ausgefahren hatte. Sie hatte die vor der Landung vorgeschriebene Checkliste nicht gelesen und sogar noch das Fahrwerk-Warnhorn mittels der zugehörigen Sicherung ausgeschaltet, als dieses im Anflug ertönte. Alle 127 Insassen überlebten die Bauchlandung, das Flugzeug wurde allerdings irreparabel beschädigt.[60]

- 20. Juni – Eine Douglas DC-6BF der kolumbianischen Aerosucre (HK-3511X) wurde beim zweiten Anflug auf den Flughafen Barranquilla (Kolumbien) im Nebel 1,5 Kilometer vor der Landebahn in Bäume geflogen und stürzte ab. Die aus Bogotá kommende reine Frachtmaschine hatte auch 17 Passagiere an Bord, was natürlich verboten war. Bei diesem CFIT (Controlled flight into terrain) wurden von diesen 2 getötet; die anderen sowie die dreiköpfige Besatzung überlebten.[61]

- (A) 26. Juni – Eine BAC 1-11-402 AP der nigerianischen Okada Air (5N-AOW) musste 10 Kilometer vom Flughafen Sokoto in Nigeria entfernt eine Notlandung durchführen, nachdem der Maschine beim Fliegen in Warteschleifen der Treibstoff ausgegangen war. Von den 53 Insassen starben 4. Die Maschine war auf einem Flug von Lagos nach Kano wegen widriger Wetterverhältnisse nach Sokoto umgekehrt, konnte den dortigen Flughafen jedoch nicht anfliegen, da dieser zur abendlichen Stunde bereits geschlossen und die Befeuerung abgeschaltet war (siehe auch Flugunfall einer BAC 1-11 der Okada Air bei Sokoto).[62]

- 28. Juni – Eine Lockheed TriStar 1 der deutschen LTU (D-AERI) brannte auf dem Flughafen Düsseldorf bei der Reinigung in einem Hangar nach Wartungsarbeiten aus. Es gab keine Verletzten, jedoch wurde die Maschine vollständig zerstört.[63]

- (A) 9. Juli – Eine CASA C-212 Aviocar 200 der peruanischen Aerochasqui (OB-1218) wurde kurz nach dem Start vom Flugplatz Bellavista (Peru) wegen des Verdachts auf Drogenschmuggel von wahrscheinlich selbst unter Drogeneinfluss stehenden Polizisten abgeschossen. Alle 15 Menschen an Bord starben (siehe auch Abschuss einer CASA Aviocar der Aerochasqui).[64]

- (A) 11. Juli – Eine mit nigerianischen Pilgern besetzte Douglas DC-8-61 der kanadischen Nationair (C-GMXQ) stürzte kurz nach dem Start in Dschidda, Saudi-Arabien, ab. Alle 261 Menschen an Bord starben. Es war der Unfall einer DC-8 mit den meisten Todesopfern. Grund waren beim Start in Brand geratene Reifen (siehe auch Nigeria-Airways-Flug 2120).

- 14. August – Eine aus Bukarest kommende Frachtmaschine des Typs Iljuschin Il-18 der rumänischen TAROM (YR-IMH) kollidierte aufgrund eines zu tiefen Landeanflugs auf den Flughafen Timișoara mit bergigem Gelände. Bei diesem CFIT (Controlled flight into terrain) wurden alle neun Menschen an Bord getötet.[65]

- 14. August – Eine Hawker Siddeley HS 748-232 2A der kanadischen Kelner Airways (C-FKTL) geriet auf dem Flughafen Big Trout (Ontario, Kanada) in Brand, als eine Ladung von Heizöl entladen wurde. Personen kamen nicht zu Schaden; das Flugzeug brannte aus.[66]

- (A) 16. August – Beim Anflug auf den Flughafen Imphal (Indien) wurde eine aus Kalkutta kommende Boeing 737-2A8 der Indian Airlines (VT-EFL) in einen Hügel geflogen, weil die Piloten vom Landekurs abgewichen waren. Durch diesen CFIT (Controlled flight into terrain) wurden alle 69 Menschen an Bord getötet (siehe auch Indian-Airlines-Flug 257).[67]

- 20. August – Eine Britten-Norman BN-2A-26 Islander der US-amerikanischen Temsco Helicopters (N68HA) startete auf dem Flughafen Ketchikan (Alaska) für einen Flug zum 135 Kilometer entfernten Wrangell. Etwa 45 Kilometer vom Flughafen entfernt entschied sich der Pilot aufgrund der schlechten Wetterbedingungen zur Umkehr nach Ketchikan. Noch 33 Kilometer vom Ziel entfernt flog die Maschine in einer Höhe von 250 m ins Gelände. Der Pilot und alle 3 Passagiere kamen ums Leben.[68]

- 2. September – Eine Lockheed L-100-20 Hercules der US-amerikanischen Southern Air Transport (SAT) (N521SJ) rollte auf dem Flughafen von Wau (Sudan) auf dem Weg zur Startbahn über eine Landmine und wurde zerstört. Alle fünf Besatzungsmitglieder überlebten.[69]

- 11. September – Eine Embraer EMB 120 der US-amerikanischen Britt Airways (N33701) verunglückte, die sich auf dem Flug von Laredo nach Houston befand. Ursache war die fehlerhafte Wartung am linken Höhenleitwerk. Bei dem Absturz am Eagle Lake (Texas) kamen alle 14 Insassen ums Leben.[70]

- 16. September – Eine Handley Page Herald 401 der kolumbianischen LACOL (HK-2701) flog sechs Kilometer vor dem Zielflughafen Barranquilla (Kolumbien) bei dunstigem Wetter ins Gelände. Die Maschine kam aus Bogotá und wurde zerstört. Alle 7 Insassen des Frachtfluges, drei Besatzungsmitglieder und vier Passagiere, wurden getötet. Es war der letzte tödliche Unfall mit einer Handley Page Herald.[71]

- 17. September – Eine Lockheed L-100-30 Hercules der Ethiopian Airlines (ET-AJL) wurde bei der Rückkehr zum Flughafen Dschibuti in den Berg Mount Arey geflogen. Aufgrund von Problemen mit dem Bugfahrwerk war der Flug nach Dire Dawa abgebrochen worden. Alle 4 Besatzungsmitglieder wurden getötet.[72]

- 18. September – Eine Convair CV-580 der kanadischen Canair Cargo (C-FICA) stürzte bei Belvidere Center (Vermont, USA) aus der Reiseflughöhe von 16.000 Fuß (rund 4900 Meter) ab. Der Kapitän hatte gerade einmal das Cockpit verlassen, als der Erste Offizier bei dem nächtlichen Flug in Wolken die räumliche Orientierung und dann auch die Kontrolle über das Flugzeug verlor. Die Struktur der Maschine wurde überlastet, sie brach auseinander und stürzte ab. Beide Piloten, die einzigen Insassen auf dem Frachtflug, kamen ums Leben.[73]

- 27. September – Eine de Havilland Canada DHC-6-300 Twin Otter der Solomon Islands Airlines (H4-SIA) wurde in einer Höhe von 4110 Fuß (1250 Metern) gegen die südliche Wand des Mount Nashua geflogen, südlich von Guadalcanal (Salomonen). Die Piloten hatten trotz Starkregens und niedriger Wolken im Sichtflug ihre Reiseflughöhe verlassen. Durch diesen CFIT (Controlled flight into terrain) wurden alle 15 Insassen getötet, beide Besatzungsmitglieder und 13 Passagiere.[74]

- 29. September – An einer Curtiss C-46A-45-CU Commando der CORAL Colombia (HK-3238) überdrehte kurz nach dem Start vom Flughafen Villavicencio-La Vanguardia (Kolumbien) das Triebwerk Nr. 2 (rechts). Die Rückkehr zum Startflughafen gelang nicht mehr. Bei der Notlandung 1,5 Kilometer nordöstlich davon geriet das Flugzeug in einen Graben, zerbrach und fing Feuer. Von den 10 Insassen auf dem angeblichen „Frachtflug“ kam ein Passagier ums Leben, alle vier Besatzungsmitglieder und die restlichen 5 Passagiere überlebten.[75]

- 11. Oktober – Eine Curtiss C-46D-20-CU Commando der kolumbianischen Lineas Aéreas Nacionales (LANSA) (HK-750) verunglückte auf einem illegalen Schmuggelflug bei der Landung auf einer Piste nahe Quiriguá (Guatemala). Die Maschine hatte 3 Tonnen Kokain als Fracht geladen. Sie war mit dem gefälschten Luftfahrzeugkennzeichen N500 versehen. Alle 6 Insassen, zwei Besatzungsmitglieder und 4 Passagiere, wurden getötet.[76]

- 3. November – Eine Douglas DC-3/C-47A-1-DK der spanischen Aeromarket (EC-FDH) flog unmittelbar nach dem Abheben vom Flughafen Barcelona-El Prat (Spanien) in etwa 60 Metern Höhe eine scharfe Linkskurve. Der Kapitän, der einzige Pilot an Bord, konnte die Querneigung abfangen, jedoch verlor das Flugzeug an Geschwindigkeit. Bei der folgenden Notlandung wurde die Maschine irreparabel beschädigt. Alle 3 Insassen, auch die beiden Passagiere, überlebten den Unfall.[77]

- 7. November – Eine Jakowlew Jak-40 der russischen Aeroflot (Luftfahrzeugkennzeichen CCCP-87526), unterwegs von Elista verunglückte im Landeanflug, als sie 23 km westnordwestlich des Flughafens Machatschkala in einen Hügel geflogen wurde. Die Besatzung war sich ihrer Position nicht bewusst und ließ das Flugzeug über einem bergigen Gebiet in 550 Metern Höhe mit dem Berg Kukurtbash kollidieren. Anscheinend befanden sich von den 47 Passagieren 13 ohne Papiere an Bord des mit 32 Passagiersitzen ausgestatteten Flugzeugs. Außerdem wurde das maximale Startgewicht um 260 kg überschritten. Durch diesen CFIT (Controlled flight into terrain) wurden alle 51 Insassen getötet, die vier Besatzungsmitglieder und 47 Passagiere. Dies war der zweitschwerste Unfall einer Jak-40, gemessen an der Zahl der getöteten Insassen.[78]

- (A) 11. November – An einer Embraer EMB 110P1 der brasilianischen Nordeste Linhas Aéreas (PT-SCU) kam es beim nächtlichen Startlauf auf dem Flughafen Recife zu einem uneingedämmten Triebwerkschaden, bei dem das Triebwerk in Brand geriet. Anstatt den Start abzubrechen, setzte der Kapitän diesen fort. Nach dem Abheben lösten sich brennende Triebwerksteile von der Maschine und fielen zu Boden. Kurze Zeit später kam es zum Kontrollverlust, die Maschine stürzte 500 Meter nordöstlich vom Flughafen auf einen öffentlichen Platz im Stadtgebiet von Recife und explodierte. Dabei kamen alle 15 Insassen der Embraer und 2 Personen am Boden ums Leben. Als Unfallursachen wurden Wartungsfehler und eine mangelhafte Pilotenausbildung durch die Fluggesellschaft festgestellt (siehe auch Nordeste-Linhas-Aéreas-Flug 115).

- 26. November – Vermutlich wegen eines vereisten Höhenleitwerks verunglückte eine Antonow An-24 der sowjetischen Aeroflot (CCCP-47823) mit 41 Menschen an Bord beim Durchstartversuch im Landeanflug auf Bugulma, Tatarstan, Russland. Niemand überlebte.[79]

- 28. November – An einem Triebwerk einer Convair CV-240/T-29 der US-amerikanischen Rhoades International (N450GA) kam es kurz nach dem Start vom Akron-Canton Regional Airport (Ohio, USA) in 60 Metern Höhe an einem Triebwerk zu einer Rauchentwicklung. Beim Versuch einer Notlandung in einem Feld streifte die Maschine Stromkabel und einen Zaun, woraufhin sie aufschlug und Feuer fing. Beide Besatzungsmitglieder, die einzigen Insassen auf dem Überführungsflug, überlebten den Unfall. Das Flugzeug wurde zerstört.[80]

- 29. November – An einer Hawker Siddeley HS 748-272 2A der kanadischen Air Creebec (C-GGOO) explodierte beim Start auf dem Flugplatz Rivière-au-Saumon (Québec, Kanada) das Triebwerk Nr. 2 (rechts). Der Start wurde abgebrochen; es brach ein Brand aus. Die Ursache war, dass die Tanks der Wassereinspritzung für die Turbinen verunreinigte Flüssigkeit enthielten. Um eine voll beladene Maschine sicher abheben zu lassen, wurde während des Starts zur kurzzeitigen Schubkraftsteigerung demineralisiertes Wasser zur Erhöhung der Luftdichte und damit erhöhten Kraftstoffverbrauch in die Triebwerke eingespritzt. Das Fass für das Wasser/Methanol-Gemisch war nicht korrekt gekennzeichnet gewesen. Alle 35 Insassen, drei Besatzungsmitglieder und 32 Passagiere, überlebten den Unfall. Das Flugzeug wurde irreparabel beschädigt. Fast dieselbe Ursache hatte beim Paninternational-Flug 112 am 6. September 1971 den schweren Unfall einer BAC 1-11 der deutschen Fluggesellschaft Paninternational kurz nach dem Start vom Flughafen Hamburg ausgelöst.[81]

- 11. Dezember – Eine Curtiss C-46 der kolumbianischen Líneas Aéreas Suramericanas (HK-2716) wurde während des Anflugs auf den Flughafen Bogotá-Eldorado in einen Hügel geflogen (CFIT, Controlled flight into terrain). Die Maschine kam auf einem Positionierungsflug vom Flughafen Medellin-Rionegro. Alle 8 Insassen (je 4 Besatzungsmitglieder und Passagiere) wurden getötet.[82]

- (A) 22. Dezember – Eine Douglas DC-3 der deutschen Classic Wings Airline (D-CCCC) flog bei Heidelberg, Deutschland, während eines Rundflugs, vorwiegend aufgrund mehrerer Fehler der Piloten und deren massiver Ablenkung durch das Filmteam, in die Kuppe eines Berges. Von den 32 Menschen an Bord, darunter der Filmregisseur Martin Kirchberger, starben 28. Obwohl der Flug nach Sichtflugregeln geplant war, wurde in tiefliegende Bewölkung eingeflogen. Dabei waren die Cockpitscheiben teilweise zugehängt, damit das Filmteam bessere Aufnahmemöglichkeiten bekam, während der Kapitän das Cockpit verlassen hatte und der alleine im Cockpit anwesende Erste Offizier Interviews gab (siehe auch Flugunfall am Hohen Nistler).[83]

- (A) 27. Dezember – Eine McDonnell Douglas DC-9-81 (MD-81) der SAS Scandinavian Airlines mit dem Kennzeichen OY-KHO stürzte kurz nach dem Start auf ein Feld. Als „Wunder von Stockholm“ bezeichnet, überlebten alle 129 Menschen an Bord. Ursache war ein Ausfall beider Triebwerke aufgrund von Klareis (siehe auch Scandinavian-Airlines-Flug 751).

- (A) 29. Dezember – Ein Frachtflugzeug des Typs Boeing 747 der taiwanischen China Airlines (B-198) stürzte auf dem Flug von Taipeh nach Anchorage in einen Hügel bei Wanli, weil zwei Triebwerke durch Materialermüdung ausfielen und das Flugzeug nicht mehr steuerbar war (siehe auch China-Airlines-Flug 358).

### 1992
- (A) 3. Januar – Eine Beechcraft 1900C-1 der US-amerikanischen US Airways Express (Luftfahrzeugkennzeichen N55000) wurde im Landeanflug auf den Flugplatz Saranac Lake-Adirondack (New York) acht Kilometer nordöstlich davon in einen Berg geflogen, obwohl der Anflug mittels Instrumentenlandesystem (ILS) erfolgte. Von den vier Insassen wurden zwei getötet (siehe auch Commutair-Flug 4821).[84]

- 14. Januar – Eine verunglückte Douglas DC-6 eines unbekannten US-amerikanischen Betreibers (N75257) wurde in der Wüste bei Vizcaíno Baja California Sur (Mexiko) gefunden. Das Kennzeichen war wahrscheinlich gefälscht und die Maschine für Schmuggelflüge benutzt worden. Nähere Einzelheiten sind derzeit nicht verfügbar. Über Personenschäden ist nichts bekannt.[85]

- (A) 20. Januar – Ein Airbus A320 der französischen Air Inter (F-GGED) flog während des Anflugs auf Straßburg, Frankreich, wegen einer falsch voreingestellten Sinkrate gegen den Berg Mont Sainte-Odile. Von den 96 Menschen an Bord starben 87, nur 9 Menschen überlebten (siehe auch Air-Inter-Flug 148).[86]

- 3. Februar – Bei einer Douglas DC-4/C-54Q der US-amerikanischen West Indies Air Transport (N74AF) fiel während des Rollens auf dem Flugplatz Aguadilla-Borinquen (Puerto Rico, USA) die Hydraulik aus. Die Maschine kollidierte mit der rechten Tragfläche einer Lockheed Super Constellation (HI-542CT) und rollte in einen Graben. Ein Feuer brach aus, und das Flugzeug wurde irreparabel beschädigt. Der einzige Insasse überlebten den Totalschaden.[87]

- 3. Februar – Eine Lockheed L-1049H Super Constellation der dominikanischen Aerolineas Mundo (AMSA) (HI-542CT) wurde auf dem Flugplatz Aguadilla-Borinquen (Puerto Rico, USA) durch eine Douglas DC-4/C-54Q der US-amerikanischen West Indies Air Transport (N74AF) gerammt. Bei dieser war während des Rollens die Hydraulik ausgefallen. Die Maschine kollidierte mit der rechten Tragfläche der Super Constellation und rollte in einen Graben. Ein Feuer brach aus, und beide Flugzeuge wurden irreparabel beschädigt. Personen kamen in der Superconnie nicht zu Schaden.[88]

- 7. Februar – Eine Boeing 707-351B der Pakistan International Airlines (AP-AZW) kam bei der Landung auf dem Flughafen Karachi (Pakistan) seitlich von der Landebahn ab und wurde irreparabel beschädigt. Personen kamen nicht zu Schaden. Das Flugzeug wurde im Dezember 1993 verschrottet.[89]

- (A) 9. Februar – Eine aus Dakar kommende Convair CV-640 der Gambcrest aus Gambia (N862FW) wurde nahe Diouloulou (Senegal) beim Landeanflug auf den Flughafen Cap Skirring 50 Kilometer vom Zielflughafen entfernt in eine Hotelanlage geflogen. Bei diesem CFIT (Controlled flight into terrain) wurden 30 der 56 Menschen an Bord getötet (siehe auch Flugunfall einer Convair CV-640 im Senegal 1992).[90]

- (A) 15. Februar – Alle vier Personen an Bord einer Douglas DC-8-63F der US-amerikanischen Air Transport International (N794AL) verstarben, als die Crew während eines Durchstartmanövers am Flughafen Toledo Express die räumliche Orientierung verlor und die Maschine 5 Kilometer nordwestlich des Flughafens abstürzte (siehe auch Air-Transport-International-Flug 805).[91]

- 17. Februar – Eine US-amerikanische Douglas DC-6A/B (N72522), beschriftet mit dem falschen Luftfahrzeugkennzeichen XB-JAF, wurde nahe Tlahualilo (Durango, Mexiko) bei einem Unfall irreparabel beschädigt, wobei ein Feuer ausgebrochen war. Die Maschine war auf einem illegalen Flug unterwegs. Alle 4 Besatzungsmitglieder wurden getötet.[92]

- 29. Februar – Eine Douglas DC-3A der bolivianischen Frigorifico Santa Rita (CP-529) brannte auf dem kleinen Flugplatz der Carolita Ranch (Bolivien) aus. Bei einem Unfall knapp vier Monate vorher, am 11. November 1991, war es mit beiden Propellern zur Bodenberührung gekommen. Nach den Reparaturen wurden die Triebwerke zum ersten Mal seit dem Unfall angelassen. Dabei entstand ein Brand, eine Tragfläche fing Feuer und das gesamte Flugzeug brannte aus. Der Bordmechaniker, einzige Person an Bord, überlebte.[93]

- 2. März – Eine Curtiss C-46T Commando der bolivianischen Frigorifico Santa Rita (CP-754) stürzte beim Startversuch von der Piste der Estancia El Trompillo (Bolivien) ab. Ziel der mit Fracht beladenen Maschine war der Flughafen La Paz-El Alto. Auf der nassen Startbahn erreichte das Flugzeug keine ausreichende Geschwindigkeit, überflog knapp einen Zaun, streifte dann mit der linken Tragfläche den Boden und stürzte ab. Alle 5 Insassen, drei Besatzungsmitglieder und 2 Passagiere kamen ums Leben.[94]

- 3. März – Eine Douglas DC-6BF der US-amerikanischen Everts Air Fuel (N151) überrollte die nur 960 Meter lange, eisbedeckte Landebahn auf dem Flugplatz Selawik (Alaska, USA) mit leichtem Rückenwind. Der Umkehrschub funktionierte nicht, und das Flugzeug kam auf einem zugefrorenen Fluss mit zusammengebrochenem Fahrwerk zum Stillstand. Es wurde irreparabel beschädigt. Alle drei Besatzungsmitglieder, die einzigen Insassen auf dem Frachtflug, überlebten den Unfall.[95]

- (A) 12. März – Eine BAe Jetstream 31, die von der US-amerikanischen CCAir im Namen der USAir Express betrieben wurde (N165PC), wurde zwei Kilometer vor dem McGhee Tyson Airport bei Knoxville, Tennessee mit eingefahrenem Fahrwerk ins Gelände geflogen. Bei dem Unfall kamen beide Piloten, die als einzige Personen an Bord waren, ums Leben (siehe auch Flugunfall einer Jetstream 31 der USAir Express 1992).[96]

- (A) 22. März – Wegen vereister Tragflächen stürzte eine Fokker F28-4000 der US-amerikanischen USAir (N485US) beim Start vom Flughafen New York-LaGuardia, New York (USA), in die Flushing Bay. Von 51 Menschen an Bord starben 27 (siehe auch USAir-Flug 405).[97]

- (A) 24. März – Eine Boeing 707-321C der sudanesischen Golden Star Air Cargo, die im Auftrag der Sudan Airways betrieben wurde, flog im Landeanflug auf den Flughafen Athen-Ellinikon gegen einen Hügel, wobei alle 7 Personen an Bord starben. Der Pilot war von der vorgeschriebenen Flugroute abgekommen; die Besatzung hatte sich zu spät für die Durchführung eines Fehlanflugs entschieden (siehe auch Sudan-Airways-Flug 1165).[98]

- 31. März – Von einer Boeing 707-321C der nigerianischen Trans-Air Service (5N-MAS) riss bei Turbulenzen über den Alpen das Triebwerk 3 (rechts innen) ab. Dieses schlug dabei gegen Triebwerk 4 (rechts außen), welches sich ebenfalls von der Tragfläche löste. Trotz des Feuers, das sich beim Landeanflug an der beschädigten Tragfläche entzündete, gelang der Crew eine Notlandung auf dem Militärflugplatz Istres-Le Tubé (Département Bouches-du-Rhône, Frankreich). Nach Betätigen der Notbremse platzten die Reifen des linken Hauptfahrwerks; nach 2300 Metern Rollstrecke geriet das Flugzeug von der Landebahn ab und wurde irreparabel beschädigt. Das Frachtflugzeug befand sich auf einem Flug von Luxemburg nach Kano (Nigeria). Auslöser war Metallkorrosion der Triebwerkshalterung. Alle fünf Besatzungsmitglieder überlebten.[99]

- 7. April – Die Piloten einer Antonow An-24RV der Air Bissau (J5-GBE), unterwegs vom Flughafen Khartum (Sudan) zum Flughafen Tunis (Tunesien), wurden in der Wüste durch einen Sandsturm zur Landung gezwungen. Dabei kamen die drei Besatzungsmitglieder und drei von 13 Passagieren ums Leben, einer der Überlebenden war der palästinensische Politiker Jassir Arafat. Das Flugzeug wurde zum Totalschaden.[100]

- 22. April – Eine de Havilland Canada DHC-6-200 Twin Otter der US-amerikanischen Perris Valley Aviation (N141PV) stürzte beim Start vom Flugplatz Perris Valley (Kalifornien, USA) ab. Unmittelbar nach dem Abheben verlor das rechte Triebwerk an Leistung, die Tragfläche kippte um 90° nach rechts und die Maschine stürzte neben der Startbahn ab. Es stellte sich heraus, dass der vordere Treibstofftank 31 Liter eines stark verunreinigten Gemischs aus Wasser, einem Emulgator und bakteriellem Wachstum enthielt. Sowohl der Tankwagen als auch der unterirdische Treibstofftank enthielten dasselbe stark verunreinigte Gemisch. Von den 22 Insassen wurden 16 getötet, beide Besatzungsmitglieder und 14 Passagiere.[101]

- 11. Mai – Eine Convair CV-580 der US-amerikanischen Laredo Air (N73107) kollidierte auf dem Flugplatz Opa-Locka (Florida, USA) nach einem Ausfall der Bremsen mit einer Lockheed L-188 Electra (N360WS). Personen kamen nicht zu Schaden, aber das Flugzeug wurde irreparabel beschädigt.[102]

- (A) 6. Juni – Auf dem Flug von Panama-Stadt nach Cali, Kolumbien geriet eine Boeing 737 der panamaischen Copa Airlines (HP-1205CMP) 20 Minuten nach dem Start in ein Unwetter und stürzte nahe La Palma (Panama) ab. Alle 47 Menschen an Bord starben (siehe auch Copa-Airlines-Flug 201).

- 8. Juni – Drei der sechs Insassen einer Beechcraft C99 der US-amerikanischen GP Express Airlines (N118GP) starben, als die Maschine bei Anniston, Alabama ins Gelände geflogen wurde. Die Ermittler führten den Unfall auf den Einsatz einer schlecht ausgebildeten und unerfahrenen Besatzung zurück, die vor der Kollision ein mangelndes Situationsbewusstsein hatte und sich hinsichtlich der Geländebeschaffenheit irrte.[103]

- 21. Juli – Eine Douglas DC-3/C-47A-60-DL der luxemburgischen Legend Air (LX-DKT) wurde auf dem Flughafen Ostende (Belgien) während eines Sturms in die Boeing 707-330B Z-WKV der Air Zimbabwe geblasen. Die DC-3 wurde irreparabel beschädigt. Personen kamen nicht zu Schaden.[104]

- 24. Juli – Eine Vickers Viscount 816 der indonesischen Mandala Airlines (PK-RVU) wurde etwa 15 Kilometer westlich des Zielflughafens Ambon (Molukken) in einen 700 Meter hohen Berg geflogen. Alle 70 Insassen wurden dabei getötet. Dies war der Unfall mit den meisten Todesopfern an Bord einer Viscount (ohne Personenschäden am Boden).[105]

- (A) 24. Juli – Eine Antonow An-12BK der russischen Volga-Dnepr Airlines (CCCP-11342) befand sich im Anflug auf den Flughafen Skopje, als sich ein schweres Gewitter zusammenzog. Die Piloten versuchten, das Gewitter zu umfliegen, wobei sie die Orientierung verloren, da sie aufgrund des nicht funktionstüchtigen DME ihres Zielflughafens ihre genaue Position nicht kannten. Die Maschine wurde nahe Tetovo in einer Höhe von 1600 Metern gegen einen Berg geflogen, dabei kamen alle 8 Insassen ums Leben (siehe auch Flugunfall der Volga-Dnepr Airlines bei Tetovo).

- 27. Juli – Eine Vickers Viscount 798D der mexikanischen Aero Eslava (XA-SCM) wurde auf einem Überführungsflug 30 Kilometer östlich des Zielflughafens Mexiko-Stadt in den Berg Cerro Xocotlihuipa geflogen. Die Piloten hatten eine Freigabe für einen Sinkflug auf Flugfläche 120 (3660 Meter) erhalten, setzten den Sinkflug jedoch weiter fort, bis sie in 10.130 Fuß (3.080 Meter) mit dem Berg kollidierten. Der sogenannte Erste Offizier hatte keine Lizenz zum Fliegen einer Viscount. Durch diesen CFIT (Controlled flight into terrain) wurden alle 4 Menschen an Bord getötet, der Kapitän, der rechts im Cockpit sitzende Mann sowie die beiden als Passagier reisenden Flugbegleiterinnen.[106]

- 30. Juli – Eine Lockheed L-1011 Tristar 1 der US-amerikanischen Trans World Airlines (N11002) verunfallte bei einem viel zu spät abgebrochenen Start auf dem Flughafen New York/John F. Kennedy. Das Flugzeug brannte aus. Alle 280 Passagiere sowie die Besatzung überlebten. Auslöser war ein schon mehrfach defekt gewesener Sensor für den Anstellwinkel.[107][108]

- (A) 31. Juli – Eine Jakowlew Jak-42D der China General Aviation (B-2755) stürzte bei einem missglückten Startabbruch am Flughafen Nanjing-Dajiaochang (China) wieder auf die Startbahn zurück und rutschte rund 600 Meter hinter das Bahnende, weil die falsch eingestellte Höhenflossentrimmung einen normalen Flugzustand verhinderte. Von den 126 Insassen starben 108 (siehe auch China-General-Aviation-Flug 7552).[109]

- (A) 31. Juli – Die Piloten eines Airbus A310-300 der Thai Airways (HS-TID) mussten den Landeanflug auf den Flughafen Kathmandu abbrechen, nachdem eine Fehlfunktion der für diesen Flughafen zwingend notwendigen Landeklappen auftrat. Als die Störung behoben werden konnte, waren einige Flugmanöver für einen erneuten Anflug in dem bergigen Gelände erforderlich. Aufgrund unzureichender Kommunikation mit der Flugsicherung und folgenden Navigationsfehlern kollidierte die Maschine mit einem Berg, wobei alle 113 Insassen, 99 Passagiere und 14 Besatzungsmitglieder, ums Leben kamen. Dies war der erste Totalverlust eines Airbus A310 (siehe auch Thai-Airways-Flug 311).[110]

- 21. August – Eine Convair CV-440-80 der bolivianischen SASA – Servicios Aéreos Santa Ana (CP-1961) wurde im Sinkflug auf den Flughafen La Paz-El Alto (Bolivien) in einer Höhe von 15.000 Fuß (4.570 Metern) gegen den 5.421 Meter hohen Berg Chacaltaya geflogen. Durch diesen CFIT (Controlled flight into terrain) wurden alle 10 Insassen getötet, drei Besatzungsmitglieder und 7 Passagiere.[111]

- 24. August – Eine US-amerikanische, privat auf Ronald P. Lippert zugelassene Douglas DC-6B (N1125J) wurde auf dem Kendall-Tamiami Airport (Florida, USA) durch den Hurrikan Andrew irreparabel beschädigt. Über Personenschäden ist nichts bekannt.[112]

- 24. August – Eine Douglas DC-4/C-54D-5-DC des US-amerikanischen Besitzers Jose A. Balboa (N62433) wurde auf dem Flughafen Miami (Florida, USA) durch den Hurrikan Andrew irreparabel beschädigt. Über Personenschäden ist nichts bekannt.[113]

- 24. August – Eine Curtiss C-46D-10-CU Commando des US-amerikanischen International Flight Center (N625CL) wurde auf dem Flugplatz Kendall-Tamiami (Florida, USA) durch den Hurrikan Andrew irreparabel beschädigt. Personen kamen nicht zu Schaden.[114]

- 24. August – Eine Curtiss C-46F-1-CU Commando der US-amerikanischen Mayo Aviation (N67977) wurde auf dem Flugplatz Kendall-Tamiami (Florida, USA) durch den Hurrikan Andrew irreparabel beschädigt. Personen kamen nicht zu Schaden.[115]

- (A) 27. August – Beim Landeanflug auf Iwanowo, Russland wurde eine aus Donezk, Ukraine kommende Tupolew Tu-134A der russischen Aeroflot (CCCP-65058) 3 Kilometer vor dem Flughafen in den Boden geflogen. Dabei starben alle 84 Insassen. Die Unfallursache war ein Controlled flight into terrain (CFIT) (siehe auch Aeroflot-Flug 2808).[116]

- 27. August – An einer de Havilland Canada DHC-6-300 Twin Otter der TANS Perú (OB-1153) kam es zu einem Leistungsverlust beider Triebwerke. Beim Versuch einer Notlandung bei San Antonio del Estrecho (Peru) stürzte das Flugzeug in den Dschungel. Von den 21 Insassen kamen 8 ums Leben, zwei Besatzungsmitglieder und 6 Passagiere.[117]

- 28. August – Bei einer Vickers Viscount 843 der indonesischen Bouraq Indonesia Airlines (PK-IVX) entstand kurz nach dem Start vom Flughafen Banjarmasin-Syamsudin Noor (Indonesien) ein Triebwerksbrand im Motor Nr. 2 (links innen). Das Feuer konnte nicht gelöscht werden, die Notlandung bei der Rückkehr war erfolgreich. Das Flugzeug brannte aus. Alle 70 Insassen, sechs Besatzungsmitglieder und 64 Passagiere, überlebten.[118]

- 18. September – Eine Douglas DC-6/C-118A der venezolanischen AeroEjecutivos (YV-502C) stürzte 240 Kilometer nordwestlich des Startflughafens Curaçao (Niederlande) ins Meer. Der Nachtflug war von zahlreichen Gewittern geprägt. Alle 3 Besatzungsmitglieder, die einzigen Insassen auf dem Frachtflug, kamen ums Leben.[119]

- 19. September – Eine Curtiss C-46F-1-CU Commando der kolumbianischen AVESCA (HK-3468) stürzte brennend ab, als versucht wurde, zum Startflughafen Villavicencio (Kolumbien) zurückzukehren. Alle 11 Insassen des Frachtflugzeugs wurden getötet.[120]

- 26. September – An einer Harbin Yunshuji Y-12-II (9N-ACI) der Royal Nepal Airlines mit 14 Personen an Bord platzte beim Start auf dem Flughafen Lukla der Bugradreifen. Das Bugfahrwerk brach, die Maschine kollidierte außerhalb der Startbahn mit einem Damm, wurde schwer beschädigt und musste abgeschrieben werden. Alle Insassen (2 Besatzungsmitglieder, 12 Passagiere) überlebten.[121]

- (A) 28. September – Ein Airbus A300 (AP-BCP) der Pakistan International Airlines wurde beim Landeanflug auf den Flughafen Kathmandu (Nepal) in einen Berg geflogen. Alle 167 Insassen wurden getötet. Die Unfallursache war ein Controlled flight into terrain (CFIT) (siehe auch Pakistan-International-Airlines-Flug 268).[122]

- 1. Oktober – Eine Douglas DC-7B der US-amerikanischen TBM Inc. (N848D) wurde während eines Feuerlöscheinsatzes in das bergige Gelände nahe dem Union Valley Reservoir (Kalifornien) geflogen. Die Piloten hatten Triebwerksprobleme gemeldet, den Einsatz aber fortgesetzt. Die 34 Jahre alte Maschine wurde von ihrer zeitweiligen Basis auf dem Flughafen Stockton (Kalifornien, USA) aus eingesetzt. Bei diesem CFIT (Controlled flight into terrain) wurden beide Piloten, die einzigen Insassen, getötet. Dies war der letzte tödliche Unfall mit einer DC-7 nach ihrem Erstflug 1953.[123]

- (A) 4. Oktober – Eine Fracht-Boeing 747-285 der israelischen Fluggesellschaft El Al (4X-AXG) stürzte nach Ausfall von Triebwerken und Hydrauliksystem in Hochhäuser des Vorortes Bijlmermeer, Amsterdam. Bei dem Unfall starben 43 Menschen, davon 39 am Boden (siehe El-Al-Flug 1862).

- 8. Oktober – Eine Avia 14 (Iljuschin Il-14) der chinesischen Wuhan Airlines (B-4211) stürzte beim Versuch der Rückkehr zum Flughafen Lanzhou (China) ab, nachdem beim Start Triebwerksprobleme aufgetreten waren. Von den 35 Insassen kamen 14 ums Leben.[124]

- 15. Oktober – Eine Douglas DC-8-55 der kolumbianischen LAC Líneas Aéreas del Caribe (HK-3753X) verunglückte bei der Landung auf dem Flughafen Medellin-Olaya Herrera (Kolumbien). Nach dem Aufsetzen ging die Richtungskontrolle verloren, die Maschine verließ die Landebahn nach links und das Bugfahrwerk brach zusammen. Alle drei Besatzungsmitglieder, die einzigen Insassen des Frachtfluges, überlebten. Das Flugzeug wurde irreparabel beschädigt.[125]

- 18. Oktober – Eine CASA CN-235 der indonesischen Merpati Nusantara Airlines (PK-MNN) wurde in die Flanke des Vulkans Papandayan (Indonesien) geflogen. Die Maschine befand sich im Sichtanflug auf den Flughafen Bandung, obwohl Wolken den Vulkan verdeckten. Das Flugzeug schlug in einer Höhe von 6120 Fuß (1865 Metern) auf dem 2665 Meter hohen Vulkan auf. Durch diesen CFIT (Controlled flight into terrain) wurden alle 31 Insassen getötet, vier Besatzungsmitglieder und 27 Passagiere.[126]

- 21. Oktober – Eine de Havilland Canada DHC-6-300 Twin Otter der TANS Perú (OB-1155) stürzte nach einem Triebwerksausfall in den See Caballochoa (Peru). Von den 11 Insassen kamen 8 ums Leben, ein Besatzungsmitglied und 7 Passagiere.[127]

- 6. November – An einer Douglas DC-7CF der dominikanischen Aerochago Airlines (HI-619SP) fiel nach dem Start vom Flughafen Fort Lauderdale-Hollywood (Florida, USA) das Triebwerk Nr. 4 (rechts außen) aus. Eine Weile später kam es auch zum Ausfall des Triebwerks Nr. 2 (links innen). Der Kapitän entschied sich, bei Dania Beach eine Notwasserung durchzuführen. Alle fünf Insassen auf dem Frachtflug, drei Besatzungsmitglieder und zwei Passagiere, überlebten den Unfall. Die Maschine war überladen und über die Wartung des Flugzeugs und der Triebwerke gab es keine Aufzeichnungen.[128]

- (A) 14. November – Eine Jakowlew Jak-40 der Vietnam Airlines (VN-A449) kam im Landeanflug auf den Flughafen Nha Trang bei schlechter Sicht vom Kurs ab, unterschritt die Mindestflughöhe und wurde in einen Bergrücken geflogen. Als Rettungskräfte die Unfallstelle acht Tage nach dem Unfall erreichten, konnte noch eine niederländische Passagierin gerettet werden. Die restlichen 30 Insassen kamen bei diesem CFIT (Controlled flight into terrain) ums Leben (siehe auch Vietnam-Airlines-Flug 474).[129]

- 15. November – Eine Iljuschin Il-18D der kubanischen Aerocaribbean (CU-T1270) wurde beim Anflug auf den Flughafen Puerto Plata (Dominikanische Republik) 14 Kilometer vor dem Ziel in einen Berg geflogen. Keiner der 34 Insassen überlebte diesen Controlled flight into terrain (CFIT).[130]

- (A) 24. November – Absturz einer auf dem Flughafen Guangzhou-Baiyun (alt) gestarteten Boeing 737 der China Southern Airlines (B-2523) beim Landeanflug 20 Kilometer vor dem Ziel Guilin, China. Alle 141 Menschen an Bord starben (siehe auch China-Southern-Airlines-Flug 3943).

- 1. Dezember – Eine Canadair CL-44D4-6 der US-amerikanischen Tradewinds International Airlines (N100BB) wurde im Anflug auf den Flughafen Aguadilla-Borinquen (Puerto Rico) durch einen Blitz getroffen, woraufhin alle vier Triebwerke Leistung verloren. Die Piloten landeten noch sicher, jedoch kam es zu einer derart harten Landung, dass das Flugzeug irreparabel beschädigt wurde. Alle Besatzungsmitglieder, die einzigen Insassen auf dem Frachtflug, überlebten den Unfall.[131]

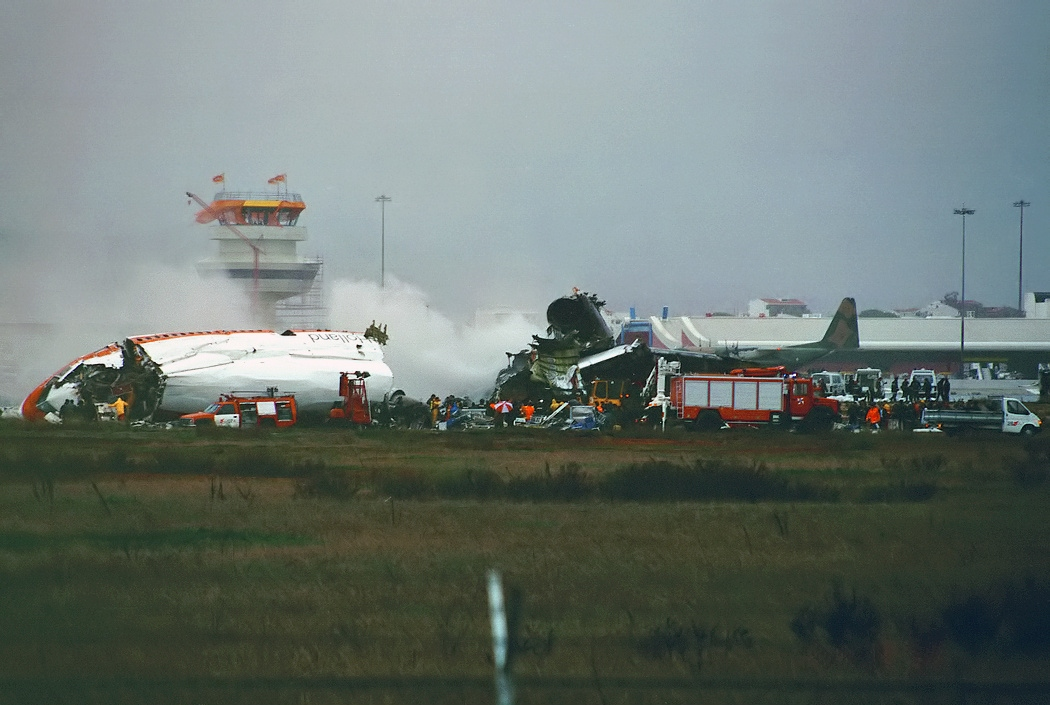
Die auf dem Martinair-Flug 495 in Faro verunglückte McDonnell Douglas DC-10

- 13. Dezember – Eine Fokker F-27-400M der kongolesischen Scibe Airlift Cargo Zaire (9Q-CBH) stürzte beim Anflug auf Goma, Zaire ab, wobei alle 37 Personen an Bord starben.

- (A) 21. Dezember – Eine in Amsterdam, Niederlande gestartete McDonnell Douglas DC-10 der holländischen Martinair (PH-MBN) verunglückte während der Landung in Faro, Portugal in schlechtem Wetter. Dabei starben 56 Menschen, 284 überlebten (siehe auch Martinair-Flug 495).[132]

- (A) 22. Dezember – Beim Anflug auf Tripolis, Libyen, stieß eine Boeing 727-2L5 der Libyan Arab Airlines (5A-DIA) mit einer MiG-23 der libyschen Luftstreitkräfte zusammen. Alle 157 Menschen an Bord der Boeing starben (siehe auch Libyan-Arab-Airlines-Flug 1103).[133]

### 1993
- 9. Januar – An einer Hawker Siddeley HS 748-234 der Bouraq Indonesia Airlines (Luftfahrzeugkennzeichen PK-IHE) gab es Probleme mit dem Triebwerk Nr. 2 (rechts). Bei der Rückkehr zum Startflughafen Surabaya (Indonesien) stürzte die Maschine 2 Kilometer davor in einen Sumpf, zerbrach und fing Feuer. Von den 44 Insassen kamen 15 ums Leben, vier Besatzungsmitglieder und 11 Passagiere.[134]

- 9. Januar – Eine Tupolew Tu-154B-2 der Indian Airlines, betrieben durch Uzbekistan Airways (UK-85533), setzte bei der Landung auf dem Flughafen Delhi-Indira Gandhi (Indien) rechts neben der Landebahn auf. Die Sichtweite im Nebel lag unter der vorgeschriebenen Mindestsicht. Sie kollidierte mit einigen festen Einrichtungen am Boden, erhob sich wieder in die Luft und landete schließlich auf dem Boden rechts neben der Landebahn. Dabei brachen die rechte Tragfläche und das Heck des Flugzeugs ab und es kam in Rückenlage zum Liegen. Als Unfallursachen wurden hauptsächlich die Fehler des usbekischen Kapitäns ermittelt, trotz der unzulässig schlechten Sicht nicht nach Ahmedabad auszuweichen und dann auch noch ein Durchstarten zu unterlassen, als der Sichtkontakt zur Landebahn verloren war. Alle 165 Insassen, 13 Besatzungsmitglieder und 152 Passagiere, überlebten trotzdem den Unfall.[135]

- 14. Januar – Eine Douglas DC-3/C-47A-40-DL der kanadischen Central Mountain Air (C-FAAM) stürzte nahe dem Flugplatz Bronson Creek (British Columbia, Kanada) ab. Der Rollwinkel erhöhte sich während einer Linkskurve in einer Höhe von 800 Fuß auf 90 Grad. Die Flugzeugnase senkte sich in der Folge und das Flugzeug verlor an Höhe, bevor es schließlich auf dem Boden aufschlug. Beide Piloten, die einzigen Insassen, kamen ums Leben.[136]

- 25. Januar – Eine Fairchild Hiller FH-227 der Transportes Aéreos Regionais da Bacia Amazônica (TABA) (PT-LCS) geriet auf einem Frachtflug von Belém zum Flughafen Altamira außer Kontrolle und stürzte während des nächtlichen Landeanflugs in den Dschungel bei Altamira. Alle drei Besatzungsmitglieder, die einzigen Insassen, kamen ums Leben.[137]

- (A) Am 8. Februar 1993 stieß eine Tupolew Tu-154M der Iran Airtour (EP-ITD) kurz nach dem Start vom Flughafen Teheran mit einer Suchoi Su-24 der Iranischen Luftwaffe zusammen, die gerade im Anflug war. Alle zwölf Besatzungsmitglieder und alle 119 Passagiere kamen ums Leben, außerdem die beiden Piloten des Kampfflugzeugs (siehe auch Flugzeugkollision bei Teheran 1993).[138]

- 18. Februar – Eine Douglas DC-7CF der dominikanischen Aerochago Airlines (HI-599CT) geriet beim Start auf dem Flughafen Las Américas (Dominikanische Republik) nach dem Ausfall des Triebwerks Nr. 4 (rechts außen) von der Startbahn ab und wurde irreparabel beschädigt. Alle drei Besatzungsmitglieder, die einzigen Insassen auf dem Frachtflug, überlebten den Unfall.[139]

- 20. Februar – Eine Convair CV-440-11 der panamaischen Cargo Three Panama (HP-1200CTH) stürzte 3 Kilometer westlich des Flughafens Bogotá-El Dorado (Kolumbien) auf ein Feld. Aufgrund eines Triebwerksbrandes hatten die Piloten versucht, zurückzukehren. Beide Piloten, die einzigen Insassen auf dem Frachtflug, kamen ums Leben.[140]

- 2. März – An einer Douglas DC-3/C-47A-20-DL der spanischen ARM (vormals Aeromarket), betrieben für die ebenfalls spanische Tadair, (EC-FAH) fiel unmittelbar nach dem Abheben vom Flughafen Palma de Mallorca (Spanien) das Triebwerk Nr. 1 (links) aus. Die Maschine stürzte ab. Beide Piloten, die einzigen Insassen auf dem Frachtflug, kamen ums Leben.[141]

- (A) 5. März – Eine Fokker 100 der mazedonischen Palair Macedonian Airways (PH-KXL) stürzte unmittelbar nach dem Start vom Flughafen Skopje wegen vereister Tragflächen ab. Von den 97 Personen an Bord starben 83.[142]

- 8. März – Am Triebwerk Nr. 2 (links innen) einer Douglas DC-6 der bolivianischen Compañia Aérea Nacional - CAN (CP-1654) entstanden beim Startlauf auf dem Flughafen Santa Rosa (Bolivien) Fehlzündungen. Obwohl die Entscheidungsgeschwindigkeit V1 bereits überschritten war, brach der Kapitän den Start noch ab. Dies führte zwangsläufig dazu, dass die Maschine das Ende der 1500 Meter langen Grasbahn überrollte, Feuer fing und zerstört wurde. Alle 4 Insassen des Frachtfluges, drei Besatzungsmitglieder und 1 Passagier überlebten den Unfall.[143]

- 24. März – In einer Douglas DC-7C der honduranischen Aero Servicios (HR-ALY) ereignete sich auf dem Flughafen Miami (Florida, USA) eine schwere Explosion, als ein Treibstofftank gereinigt wurde. Die linke Tragfläche wurde schwer beschädigt, das Flugzeug irreparabel beschädigt. Durch die Explosion wurde eine Person verletzt.[144]

- (A) 6. April – Eine McDonnell Douglas MD-11 der China Eastern Airlines (B-2171) hatte auf dem Flug von Shanghai nach Los Angeles im Reiseflug ein technisches Problem, weshalb der Autopilot ausgeschaltet wurde. Der Kapitän übernahm die Steuerung. Als der Kapitän das Flugzeug stabilisieren konnte, hatte die Maschine starke Schwingungen erfahren und 5.000 Fuß an Höhe verloren. Der Kapitän landete auf Shemya Island zwischen. Von den 255 Insassen kamen zwei Passagiere ums Leben. Grundursache war die mangelhafte Konstruktion des Bedienhebels für die Landeklappen (siehe auch China-Eastern-Airlines-Flug 583).

- 23. April – In schlechtem Wetter verunglückte eine in Ulan Bator gestartete Antonow An-26 der MIAT Mongolian Airlines bei Zavnah, Mongolei, wobei alle 32 Insassen umkamen.

- 24. April – Ein Airbus A300B2-1C der französischen Air Inter (F-BUAE) wurde beim Zurückschieben auf dem Flughafen Montpellier (Département Hérault, Frankreich) gegen einen Lichtmast gefahren. Dabei wurde er irreparabel beschädigt. Alle 324 Insassen, Besatzungsmitglieder und Passagiere, überlebten den Totalschaden.[145]

- (A) 26. April – Eine Boeing 737 der Indian Airlines mit Ziel Bombay rammte in Aurangabad (Indien) nach dem Abheben einen Lastwagen. Von 118 Menschen an Bord starben 55 (siehe auch Indian-Airlines-Flug 491).

- (A) 28. April – Eine Beechcraft C99 der US-amerikanischen GP Express Airlines (N115GP) wurde während eines Testfluges in den Boden geflogen, wobei die beiden an Bord anwesenden Piloten starben. Es stellte sich heraus, dass die Piloten versucht hatten, mit der Maschine ein verbotenes Kunstflugmanöver zu fliegen, aus dem sie das Flugzeug dann nicht mehr abfangen konnten (siehe auch Flugunfall der GP Express Airlines 1993).

- 6. Mai – Die Piloten einer Short 330-200 der Atlantic Air BVI (VP-LVR) brachen auf dem Flughafen Beef Island (Britische Jungferninseln) den Start ab, woraufhin die Maschine über das Ende der Startbahn hinaus ins Meer rollte. Das Flugzeug wurde irreparabel beschädigt, die 27 Passagiere und 3 Besatzungsmitglieder blieben unverletzt. Nachdem sämtliche Instrumente aus der Maschine ausgebaut worden waren, wurde es in 12 Metern Tiefe in der Nähe von Great Dog Island als Tauchspot versenkt.[146]

- 15. Mai – Eine Douglas DC-6BF der mexikanischen Carga del Caribe (XA-SEA) wurde auf einem Testflug bei regnerischem Wetter 22 Kilometer nördlich des Flughafens Cozumel (Mexiko) ins Wasser geflogen. Durch diesen CFIT (Controlled flight into terrain) wurde der Erste Offizier getötet und 2 Passagiere blieben vermisst, der Kapitän und ein Passagier überlebten.[147]

- (A) 19. Mai – Eine Boeing 727 der SAM Colombia prallte auf dem Weg nach Medellín Kolumbien 40 Kilometer südöstlich des Flughafens bei schlechtem Wetter gegen einen Berg. Alle 133 Menschen an Bord starben (siehe auch SAM-Colombia-Flug 501).

- 6. Juni – Eine de Havilland Canada DHC-6-300 Twin Otter der kolumbianischen Aerotransportes Casanare (Aerotaca) (HK-2759X) wurde bei einem Sichtanflug auf den Flughafen El Yopal (Kolumbien) 5 Kilometer vor dem Ziel in einen wolkenverhangenen Hügel geflogen. Durch diesen CFIT (Controlled flight into terrain) wurden beide Piloten getötet, die einzigen Insassen auf dem Überführungsflug.[148]

- 16. Juni – In einer de Havilland Canada DHC-6-300 Twin Otter der indonesischen Merpati Nusantara Airlines (PK-NUL) verschob sich beim Start vom Flughafen Nabire (Indonesien) die nicht ordnungsgemäß gesicherte Ladung Reis nach hinten. Daraufhin hob sich die Flugzeugnase steil nach oben, es kam zum Strömungsabriss und Absturz. Eines der drei Besatzungsmitglieder, der einzigen Insassen auf dem Frachtflug, wurde getötet. Das Flugzeug wurde repariert und im Dezember 2000 als C-GHVV in Kanada registriert.[149]

- 17. Juni – Eine Antonow An-26 der Tajikistan Airlines verunglückte, als sie auf dem Flug von Batumi (Georgien) nach Baku, Aserbaidschan in Turbulenzen geriet. Dabei starben 41 Menschen.

- (A) 1. Juli – Beim Endanflug auf Sorong, (West-Papua, Indonesien) stürzte eine in Ambon (Molukken) gestartete Fokker F28 der indonesischen Merpati Nusantara Airlines ab. Von 43 Insassen überlebten nur zwei (siehe auch Merpati-Nusantara-Airlines-Flug 724).

- (A) 23. Juli – Yinchuan, China. Weil die Startklappen nicht ausgefahren waren, schoss eine BAe-146 der China Northwest Airlines mit Ziel Peking über die Startbahn hinaus und verunglückte. Dabei kamen 56 der 113 Insassen um (siehe auch China-Northwest-Airlines-Flug 2119).

- (A) 26. Juli – Eine Boeing 737-500 der koreanischen Asiana Airlines (HL7229) wurde auf dem Flug von Seoul-Gimpo im Landeanflug auf Mokpo bei Regen und schlechter Sicht in einen Berg geflogen. Irrtümlich waren die Piloten davon ausgegangen, den Berg bereits überflogen zu haben. Durch diesen CFIT (Controlled flight into terrain) wurden 68 Insassen getötet, 66 Passagiere und zwei Crewmitglieder; nur 48 der 116 Menschen an Bord überlebten (siehe auch Asiana-Airlines-Flug 733).[150]

- 31. Juli – Eine Dornier 228 der Everest Air stürzte im Hochland von Nepal ab. Alle 19 Menschen an Bord starben.

- (A) 18. August – Eine Douglas DC-8-61F der US-amerikanischen Kalitta American International Airways (N814CK) stürzte im Anflug auf die Guantanamo Bay Naval Base infolge eines Strömungsabrisses ab. Die Maschine zerbrach beim Aufprall, ging in Flammen auf und wurde völlig zerstört. Die drei Besatzungsmitglieder überlebten den Unfall in der Cockpitsektion, welche bei dem Aufprall abgerissen und weggeschleudert wurde (siehe auch American-International-Airways-Flug 808).[151]

- (A) 26. August – Eine Let L-410 der russischen Sakha Avia (RA-67656) stürzte im Anflug auf Aldan 273 Meter vor der Landebahn ab, wobei alle 24 Menschen an Bord starben. Zu dem Unfall hatte eine Überladung der Maschine in Kombination mit einer falschen Gewichtsverteilung beigetragen. Beim Ausfahren der Landeklappen erreichte der Anstellwinkel der Maschine daraufhin überkritische Werte, wodurch es zum Strömungsabriss und Absturz kam. Mit Stand Oktober 2019 handelt es sich um den schwersten Zwischenfall einer Let L-410 überhaupt (siehe auch Sacha-Awia-Flug 301).[152]

- 28. August – Terroristen zwangen die Besatzung einer für 32 Passagiere ausgelegten Jakowlew Jak-40 der Tajikistan Airlines (Luftfahrzeugkennzeichen EY-87995) auf dem Flughafen der Stadt Chorugh (Tadschikistan), das Flugzeug mit 86 Personen zu füllen. Die Crew wurde vor die Wahl gestellt, vor Ort erschossen zu werden oder das Flugzeug zu fliegen. Während des Starts hob das Bugfahrwerk ab, das Flugzeug jedoch nicht. Die Piloten brachen den Start nicht ab; die Jak-40 schoss daraufhin über das Startbahnende hinaus und das linke Hauptfahrwerksbein traf einen flachen Erdwall, ca. 150 Meter hinter dem Ende der Startbahn. Weitere 60 Meter dahinter traf das rechte Hauptfahrwerksbein einen kleinen Bunker aus Beton. Schließlich stürzte das Flugzeug um 10:46 Uhr in den Fluss Pandsch bei Chorugh und zerbrach. Bei dem Unfall kamen 82 Personen ums Leben (zwei Personen erlagen ihren Verletzungen später im Spital) und vier Passagiere wurden verletzt. Es war der schwerste Flugunfall mit einer Jakowlew Jak-40 und der schwerste in Tadschikistan (siehe auch Flugunfall der Tajikistan Airlines nahe Chorugh).[153]

- 31. August – Eine Curtiss C-46F-1-CU Commando der kolumbianischen Aerosol (HK-400) verunglückte bei einer Notlandung auf dem Flugplatz La Colina (Kolumbien). Beide Piloten, die einzigen Insassen auf dem Frachtflug, überlebten den Unfall. Das Flugzeug wurde zerstört.[154]

- 31. August – Eine auf J.G. Abdi zugelassene Reims-Cessna F406 (F-GJLH) verunglückte am Flughafen Straßburg (Elsass). Das Flugzeug wurde zerstört. Nähere Einzelheiten sind derzeit nicht verfügbar. Der Pilot, einziger Insasse, überlebte den Unfall.[155]

- 7. September – Eine Hawker Siddeley HS 748-222 der Airfast Indonesia (PK-OBV) setzte am Flughafen von Tanah Merah (Westneuguinea, Indonesien) vor der Landebahn auf, wobei das Hauptfahrwerk abgerissen wurde. Das Flugzeug wurde irreparabel beschädigt. Alle sechs Insassen, zwei Besatzungsmitglieder und 4 Passagiere, überlebten den Unfall.[156]

- 13. September – An einer Curtiss C-46A-40-CU Commando der bolivianischen Frigorifico Santa Rita (CP-1848) kam es nach dem Start vom Flugplatz San Borja (Bolivien) zu Fehlzündungen und dann zu einem Brand des Triebwerks Nr. 1 (links). Löschversuche blieben erfolglos. Bei der erforderlichen Notlandung wurde das Flugzeug durch einen Brand zerstört. Alle drei Besatzungsmitglieder Insassen überlebten.[157]

- (A) 14. September – Ein Airbus A320 der Lufthansa kam auf dem Flughafen Warschau (Polen) wegen späten Aufsetzens auf der Landebahn und Aquaplanings (weswegen die Schubumkehr nicht einsetzte) nicht rechtzeitig zum Stehen, prallte gegen einen Erdwall und fing Feuer. Ein Passagier und einer der beiden Kapitäne starben, die anderen 68 Insassen überlebten (siehe auch Lufthansa-Flug 2904).

- 14. September – Die Besatzung einer Convair CV-440 der bolivianischen SASA – Servicios Aéreos Santa Ana (CP-2256) bemerkte zwei Stunden nach dem Start von Lima den Geruch von Kompassflüssigkeit und stellte fest, dass der Magnetkompass ausgefallen war. Da sie aufgrund von Nebelbänken ihre Position nicht bestimmen konnte und es zu Fehlzündungen der Triebwerke kam, machte sie im Distrikt Colquemarca (Peru) eine Notlandung als Bauchlandung in offenem Gelände. Alle drei Besatzungsmitglieder, die einzigen Insassen, überlebten den Unfall. Das Flugzeug wurde irreparabel beschädigt.[158]

- 20. September – Eine Tupolew Tu-134A der Orbi Georgian Airways (4L-65809) ohne Passagiere oder Besatzung wurde auf dem Flughafen Sochumi-Babuschara (Georgien) am Boden durch Beschuss mit Raketen oder Feuerwaffen zerstört.[159]

- 21. September – Beim Anflug auf den Flughafen Sochumi-Babuschara (Georgien) wurde eine Tupolew Tu-134 der Transair Georgia von abchasischen Separatisten abgeschossen.[160] Die Maschine wurde von einer russischen Strela-2-Rakete getroffen und stürzte ins Meer. Dabei wurden alle 27 Insassen getötet, 5 Besatzungsmitglieder und 22 Passagiere.[161]

- 22. September – Beim Anflug auf den Flughafen Sochumi-Babuschara (Georgien) wurde eine Tupolew Tu-154 der Transair Georgia (4L-85163) mit einer durch abchasischen Aufständische abgefeuerten russischen Luftabwehrrakete abgeschossen. Von den 132 Insassen wurden 108 getötet, 8 Besatzungsmitglieder und 100 Passagiere.[162]

- 22. September – Eine geparkte Tupolew Tu-154B-2 der Orbi Georgian Airways (4L-85359) wurde auf dem Flughafen Sochumi-Babuschara durch Mörser- oder Artilleriebeschuss zerstört.[163]

- 6. Oktober – Eine Fokker F-27-600 Friendship der Myanma Airways (XY-AEP) überrollte bei der Landung auf dem Flughafen Rangun (Myanmar) das Ende der Landebahn um 80 Meter und kam am Ufer eines kleinen Flusses zum Stehen. Das Flugzeug wurde irreparabel beschädigt. Alle 45 Insassen überlebten.[164]

- 8. Oktober – Eine Douglas DC-4/C-54G-15-DO der US-amerikanischen Brooks Fuel (N811E) verunglückte bei der Landung auf der eisbedeckten Landebahn am Flugplatz der Point Lay-Dew Station (Alaska, USA). Die Bahn war nur 3500 Fuß lang; auf einer trockenen Bahn wäre mit diesem Landegewicht eine Länge von 4500 Fuß nötig gewesen. Die Maschine verließ unkontrolliert die Landebahn und wurde irreparabel beschädigt. Alle 3 Insassen, die beiden Besatzungsmitglieder und der einzige Passagier, überlebten den Unfall.[165]

- 26. Oktober – Eine McDonnell Douglas DC-9-82 (MD-82) der China Eastern Airlines (B-2103) überschoss beim Landeanflug auf den Flughafen von Fuzhou die Landebahn. Als das Flugzeug noch zwei Kilometer von der Landebahn entfernt war, bemerkte der Kapitän eine Seitenabweichung nach rechts und eine zu große Höhe. Er versuchte dies zu korrigieren, entschied sich aber in einer Höhe von 20 Metern für ein Durchstartmanöver und gab Vollgas. Das Flugzeug sank allerdings weiterhin und der Kapitän brach das bereits eingeleitete Durchstarten wieder ab. Die Maschine landete 1983 Meter hinter dem Beginn der Landebahn. Das Flugzeug überschoss das Ende der Landebahn um 385 Meter, zerbrach und kam in einem Teich zum Stehen. Von den 80 Insassen kamen zwei ums Leben, zwei Passagiere.[166]

- 3. November – Kurz nach dem Start einer Convair CV-440 der bolivianischen CAMBA (CP-2212) vom Flughafen Santa Rosa (Bolivien) brach ein Feuer im Triebwerk Nr. 1 (links) aus. Nach der erforderlichen Notlandung wurde das Flugzeug durch den Brand zerstört. Alle drei Besatzungsmitglieder, die einzigen Insassen auf dem Frachtflug, überlebten den Unfall.[167]

- (A) 5. November – Newark International Airport, New Jersey, USA. Eine Mitarbeiterin des Bodenpersonals wurde getötet, als sie in die laufenden Propellerblätter einer Regionalmaschine des Typs Fairchild SA-227C Metro III der US-amerikanischen Northwest Airlink lief, die gerade für einen Abflug nach Boston abgefertigt wurde (siehe auch Northwest-Airlink-Flug 3724).

- 10. November – Eine Hawker Siddeley HS 748-234 2A der kanadischen Air Manitoba (C-GQTH) wurde nach dem Start vom Flughafen Sandy Lake (Ontario, Kanada) ins Gelände geflogen. Offenbar hatten die Piloten das Situationsbewusstsein für Lage und Position des Flugzeugs verloren, begünstigt durch teilweise nicht funktionierende Fluginstrumente. Bei diesem CFIT (Controlled flight into terrain) wurden alle 7 Insassen getötet, drei Besatzungsmitglieder und 4 Passagiere.[168]

- (A) 13. November – Eine SAIC MD-82 der China Northern Airlines kollidierte aufgrund eines Pilotenfehlers im Anflug auf Ürümqi mit einer Mauer, streifte eine Stromleitung und stürzte auf ein Feld. 12 der 102 Insassen kamen ums Leben. Die Piloten hatten eine falsche Sinkrate eingegeben und die anschließenden Warnungen des Bodenannäherungswarnsystems vor einer drohenden Kollision mit dem Boden aufgrund mangelnder Englischkenntnisse nicht verstanden (siehe auch China-Northern-Airlines-Flug 6901).

- 15. November – An einem Airbus A300B2-101 der Indian Airlines (VT-EDV) konnten nach dem Durchstarten am Flughafen Hyderabad wegen schlechter Sicht die Landeklappen nicht mehr eingefahren werden. Beim Ausweichflug nach Madras ging der Treibstoff zur Neige, aber nicht einmal der neue Notlandeplatz, der Flughafen Tirupati (Indien), konnte noch erreicht werden. Aufgrund der unstrukturierten Entscheidungsfindung des Kapitäns und der mangelhaften Überwachung des Treibstoffvorrats musste eine Notlandung auf einem offenen Reisfeld durchgeführt werden, noch 26 Kilometer vom Flughafen Tirupati entfernt. Das Flugzeug wurde irreparabel beschädigt. Alle 262 Insassen, zwölf Besatzungsmitglieder und 250 Passagiere, überlebten den Unfall.[169]

- (A) 20. November – Mazedonien. Eine Jakowlew Jak-42 der russischen Saravia (RA-42390), betrieben für die mazedonische Avioimpex, wich auf dem Flug von Genf, Schweiz nach Skopje wegen schlechten Wetters nach Ohrid aus. Sie wurde beim zweiten Landeversuch zwei Kilometer vor dem Flughafen in einen Berg geflogen. Bei diesem CFIT (Controlled flight into terrain) wurden alle 116 Insassen getötet (siehe auch Avioimpex-Flug 110).[170]

- 26. November – Eine Douglas DC-6/C-118B der US-amerikanischen Allcair Air Transport (N1597F) geriet auf dem Weg zum Flugplatz Patriot Hills (Antarktis) bei schlechtem Wetter vom Kurs ab und machte 11 Kilometer vom Kurs entfernt eine Bruchlandung. Alle 8 Insassen, sechs Besatzungsmitglieder und 2 Passagiere, überlebten den Unfall.[171]

- (A) 1. Dezember – Flughafen Range Regional, Minnesota, USA. Eine British Aerospace 3101 Jetstream 31 (N334PX) der US-amerikanischen Northwest Airlines, die durch deren Tochterfirma Northwest Airlink betrieben wurde, schlug im Anflug mit sehr hoher Sinkgeschwindigkeit gut 5 Kilometer vor dem Flughafen auf. Alle 18 Insassen an Bord wurden getötet. Als Ursache wurde der Zusammenbruch der Koordination innerhalb der Cockpitbesatzung festgestellt, bedingt durch das sehr dominante, provozierende und einschüchternde Verhalten des Kapitäns (siehe auch Northwest-Airlink-Flug 5719).[172]

- 26. Dezember – Bei der Landung auf dem Flughafen Gjumri (Armenien) verunglückte eine Antonow An-26B der russischen Kuban Airlines (RA-26141), wobei nur einer der 36 Menschen an Bord überlebte. Die Maschine befand sich auf einem Frachtflug von Krasnodar (Südrussland) und war mit zwei schlecht verzurrten Fahrzeugen sowie Benzinkanistern beladen. Der Kapitän hatte entschieden, zusätzlich noch 31 Passagiere in dem Frachtflugzeug mitzunehmen. Bei einer Sicht von nur 200 Metern in dichtem Nebel, weit unter den vorgeschriebenen Minima, schlug die völlig überladene Maschine nach Strömungsabriss bei einem missglückten Durchstartversuch in Rückenlage 3 Kilometer hinter dem Aufsetzpunkt auf.[173]

### 1994
- (A) 3. Januar – Eine Tupolew Tu-154 der russischen Baikal Air (Luftfahrzeugkennzeichen RA-85656) stürzte kurz nach dem Start vom Flughafen Irkutsk (Russland) Richtung Moskau wegen Triebwerks- und Hydraulikproblemen ab, nachdem es dadurch zum Kontrollverlust gekommen war. Alle 124 Menschen an Bord und einer am Boden starben (siehe auch Baikal-Airlines-Flug 130).[174]

- (A) 7. Januar – Eine British Aerospace Jetstream 41 der US-amerikanischen United Express stürzte nach einem Strömungsabriss aufgrund von Pilotenfehlern 1,9 Kilometer vor dem Flughafen Port Columbus International, Ohio, ab. Dabei kam es zu fünf Toten; drei Passagiere überlebten (siehe auch United-Express-Flug 6291).

- 20. Januar – In einem Airbus A340-211 der Air France (F-GNIA) entstand während eines Schlappvorgangs auf dem Flughafen Paris-Charles-de-Gaulle ein Feuer wegen der Überhitzung einer fehlerhaft in Betrieb belassenen elektrischen Hydraulikpumpe. Das Flugzeug brannte völlig aus. Personen kamen nicht zu Schaden.[175]

- 30. Januar – Eine Curtiss C-46A Commando der kolumbianischen Transoceanica de Aviacion (HK-1856) verunglückte bei der Landung auf dem Flughafen Puerto Inirida (Kolumbien). Die Räder versanken in der unbefestigten Landebahn, die nach vorherigem Regen aufgeweicht war. Es gab keine Todesfälle. Das Flugzeug wurde irreparabel beschädigt zerstört.[176]

- Im Februar 1994 (genaues Datum unbekannt) wurde eine Douglas DC-6BF der kolumbianischen Aerosol (HK-3874X) bei der Landung auf dem Flughafen Villavicencio (Kolumbien) irreparabel beschädigt. Alle Insassen, Besatzungsmitglieder und Passagiere, überlebten den Unfall.[177]

- (A) 24. Februar – Eine Antonow An-12BP der russischen Pulkovo Airlines (RA-11118) stürzte im Landeanflug auf den Flughafen Naltschik ab, wobei alle 13 Insassen ums Leben kamen. Der Unfall wurde auf eine unentdeckte Vereisung des Höhenleitwerks zurückgeführt, die nach dem Ausfahren der Landeklappen in die Endstellung zum Kontrollverlust führte (siehe auch Pulkovo-Airlines-Flug 9045).[178]

- 25. Februar – Wenige Minuten nach dem Start prallte eine Jakowlew Jak-40 der Expresso Aéreo gegen einen Berg bei Tingo María, Huánuco, Peru, wobei alle 31 Insassen umkamen.

- (A) 25. Februar – Bei einer Vickers Viscount 813 der British World Airlines (G-OHOT) fielen auf einem Frachtflug von Edinburgh nach Coventry nacheinander die Triebwerke 2, 3 und 4 wegen starker Vereisung aus, gefolgt von einem weitgehenden Ausfall der Elektrik. Der Versuch einer Notlandung in Birmingham misslang, da die Maschine etwa 50 Kilometer nördlich davon Bodenberührung bekam und zerbrach. Einer der beiden Piloten wurde getötet (siehe auch British-World-Airlines-Flug 4272).[179]

- 3. März – An einer auf J.C. Barravino Gammarra privat zugelassenen bolivianischen Douglas DC-6 (CP-2251) wurde auf dem Flughafen Tumbes (Peru) nach einer Reparatur eine Triebwerksüberprüfung vorgenommen. Da zu viel Benzin eingespritzt wurde, entstand ein Feuer im Abgasrohr. Durch die fast leere Batterie konnte der Motor nicht weiterlaufen, um das Feuer zu löschen. Daher konnte sich das Feuer allmählich immer weiter ausbreiten und schließlich die Maschine zerstören. Alle 3 Besatzungsmitglieder überlebten den Unfall.[180]

- (A) 8. März – Mit einer Boeing 737-200 der indischen Sahara Airlines (VT-SIA) wurde ein Trainingsflug am Flughafen Neu-Delhi durchgeführt. Fünf Touch-and-Go-Landungen erfolgten ohne besondere Vorkommnisse, nach der sechsten neigte sich die Maschine plötzlich stark nach links und stürzte auf das Vorfeld des internationalen Terminals. Das brennende Wrack der Maschine rutschte gegen eine Iljuschin Il-86 der russischen Aeroflot, welche daraufhin ebenfalls in Brand geriet und zerstört wurde. Bei dem Unfall starben alle vier Besatzungsmitglieder der Boeing, in der Iljuschin vier weitere Menschen sowie eine Person auf dem Vorfeld. Ursache war die Betätigung des Seitenruders durch einen auszubildenden Piloten in die falsche Richtung bei einem simulierten Triebwerksausfall (siehe auch Flugunfall am Flughafen Delhi 1994).[181]

- (A) 23. März – Absturz eines Airbus A310 der russischen Aeroflot nahe Meschduretschensk, Sibirien, Russland auf dem Weg von Moskau nach Hongkong, nachdem der Kommandant seine Kinder ans Steuer gelassen hatte. Keiner der 75 Insassen überlebte.[182]

- (A) 4. April – Eine Saab 340B (PH-KSH) der niederländischen KLM Cityhopper auf einem Flug für KLM stürzte beim Durchstarten auf dem Flughafen Amsterdam Schiphol ab. Die Maschine war auf dem Weg von Amsterdam nach Cardiff, als wegen eines Kurzschlusses eine Kontrollleuchte des Triebwerköldrucks aufleuchtete. Noch vor der Benutzung der Checkliste fuhr der Kapitän das rechte Triebwerk in den Leerlauf. Nach dem Durchgehen der Checkliste wurde beschlossen, den Flug fortzusetzen, der Kapitän vergaß jedoch, das heruntergefahrene Triebwerk wieder normal zu betreiben. Schließlich kehrten die Piloten doch nach Amsterdam um. Als sich der Kapitän dort zum Durchstarten entschied, rollte die Maschine unmittelbar vor der Landebahn mit 80° nach rechts und stürzte ab. Dabei kamen drei Personen ums Leben, 9 Insassen wurden verletzt. Grund war das Fehlverhalten der Piloten, welche den Propeller des vermeintlich beschädigten Triebwerks nicht in Segelstellung brachten (siehe auch KLM-Flug 433).[183]

- 23. April – An einer Curtiss C-46F Commando der kanadischen Air Manitoba (C-GIXZ), betrieben für Relief Air Transport, fiel nach dem Start vom Flughafen Lokichoggio (Kenia) das Triebwerk Nr. 1 (links) aus. Da die Höhe nicht gehalten werden konnte, wurde eine Bauchlandung durchgeführt. Die linke Tragfläche schlug während des Rutschens gegen Bäume. Beide Piloten, die einzigen Insassen auf dem Frachtflug, überlebten den Unfall. Das Flugzeug wurde irreparabel beschädigt.[184]

- (A) 26. April – Ein aus Taipeh, Taiwan kommender Airbus A300 der taiwanischen China Airlines stürzte beim Landeanflug in Nagoya, Japan ab. Die Piloten hatten nicht bemerkt, dass der Autopilot versehentlich auf Durchstarten eingestellt war und steuerten vergeblich dagegen. Von den 271 Menschen an Bord starben 264, nur 7 überlebten den Unfall (siehe auch China-Airlines-Flug 140).

- 21. Mai – Eine Douglas DC-6A/B der kolumbianischen Inversiones Agropecuarias del Casanare (HK-1276W) wurde bei einer Notlandung auf dem Flughafen Mitu (Kolumbien) irreparabel beschädigt. Alle 9 Insassen, Besatzungsmitglieder und Passagiere, überlebten den Unfall.[185]

- (A) 6. Juni – Eine Tupolew Tu-154 der China Northwest Airlines (B-2610) stürzte 10 Minuten nach dem Start in Xi’an, China ab. Der Grund waren Vibrationen, die das Flugzeug in der Luft zerrissen, verursacht durch eine Fehlverkabelung des Autopiloten während der Wartung am Vorabend. Alle 160 Menschen an Bord starben (siehe auch China-Northwest-Airlines-Flug 2303).[186]

- 26. Juni – Eine Fokker F-27-400M Friendship der Air Ivoire (TU-TIP) stürzte im Landeanflug auf den Flughafen Abidjan 5500 Meter vor dem Flughafen ab. Alle 17 Insassen starben.[187]

- 26. Juni – Bei einer Douglas DC-3C der kanadischen Buffalo Airways (C-FROD) ging im Anflug auf den Flughafen Fort Simpson der Treibstoff aus. Das Flugzeug war seit der letzten Betankung bei sechs Flügen 4:37 Stunden geflogen. Nach dem kompletten Triebwerksausfall versuchte der Kapitän, den Flugplatz im Gleitflug zu erreichen. Allerdings reichte dies nicht mehr ganz; die Maschine flog 900 Meter von der Landebahn entfernt in Bäume und wurde zerstört. Die beiden Besatzungsmitglieder des Frachtfluges überlebten.[188]

- (A) 30. Juni – Ein Airbus A330-321 von Airbus Industrie stürzte bei einem Testflug in Toulouse, Frankreich ab. Bei diesem Flug wurde der Ausfall des linken Triebwerks simuliert. Die Maschine konnte jedoch aufgrund der zu geringen Höhe nicht mehr abgefangen werden. Alle 7 Insassen starben (siehe auch Airbus-Industrie-Flug 129).

- Im Juli 1994 (genaues Datum unbekannt) wurde eine Douglas DC-6A der namibischen West Air Aviation (V5-WAC) bei der Landung irgendwo in Namibia irreparabel beschädigt. Personen kamen nicht zu Schaden.[189]

- (A) 1. Juli – Eine in Nouakchott gestartete Fokker F28 der Air Mauritanie machte im Sandsturm bei Tidjikja, Mauretanien, eine Bruchlandung. Dabei ging die Maschine in Flammen auf. 80 Menschen starben, 13 konnten mit schweren Verletzungen gerettet werden (siehe auch Air-Mauritanie-Flug 625).

- (A) 2. Juli – Eine am Columbia Metropolitan Airport, South Carolina gestartete Douglas DC-9-31 der US-amerikanischen USAir (N954VJ) stürzte am Charlotte Douglas International Airport, North Carolina bei einem missglückten Durchstartversuch in heftigen Regenschauern bei Windscherungen ab. Von den 57 Insassen kamen 37 ums Leben (siehe auch USAir-Flug 1016).[190]

- 17. Juli – Eine Britten-Norman BN-2B-26 Islander der Trans Island Air aus Barbados, betrieben für die Air Martinique, (8P-TAD) wurde in die Flanke eines 2795 Fuß (850 Meter) hohen Berges geflogen. Der Unfall ereignete sich bei einem nächtlichen Sichtanflug 13 Kilometer nordnordwestlich des Zielflughafens Martinique. Bei diesem CFIT (Controlled flight into terrain) wurden alle 6 Insassen, ein Pilot und 5 Passagiere, getötet.[191]

- (A) 19. Juli – Eine Embraer EMB 110P1 der panamaischen Alas Chiricanas (HP-1202AC), die einen Flug von Colón nach Panama-Stadt durchführen sollte, explodierte kurz nach dem Start. Panamaische und US-amerikanische Ermittler kamen zu dem Schluss, dass das Flugzeug von einer Bombe zerstört worden war, die ein Selbstmordattentäter mit an Bord gebracht hatte. Der Anschlag soll demnach 12 jüdischen Geschäftsleuten gegolten haben, die sich an Bord der Maschine befunden hatten (siehe auch Alas-Chiricanas-Flug 901).

- 10. August – Ein Airbus A300 der Korean Air setzte bei der Landung auf dem Flughafen Jeju (Südkorea) erst knapp 1800 m hinter dem Landebahnbeginn auf. Die verbliebenen 1200 m reichten nicht aus. Das Flugzeug überrollte das Pistenende mit fast 200 km/h, kollidierte mit Hindernissen und fing Feuer. Dennoch überlebten alle 160 Insassen den Unfall.[192]

- 21. August – Kurz nach dem Start einer ATR 42 der Royal Air Maroc (CN-CDT) mit Ziel Casablanca stürzte die Maschine nahe Agadir (Marokko) ab, wobei alle 44 Insassen starben.[193]

- (A) 8. September – Eine Boeing 737-300 der US-amerikanischen USAir (N513AU) stürzte bei Aliquippa (Pennsylvania) im Landeanflug auf den Pittsburgh International Airport aus einer Höhe von 1100 m fast senkrecht ab. Ursache war ein Defekt am Seitenruder, der zum Vollausschlag und Kontrollverlust führte. Alle 132 Menschen an Bord wurden getötet (siehe auch USAir-Flug 427).[194][195]

- (A) 17. September – Eine de Havilland Canada DHC-6 Twin Otter 100 der kanadischen Pacific Coastal Airlines (C-FDMR) stürzte kurz nach dem Start vom Fish Egg Inlet Logging Camp (British Columbia) 30 Meter vor der Küste ins Meer und ging unmittelbar unter. Als Ursache wurde ein durch Korrosion gerissenes Steuerkabel des Höhenruders ermittelt, das bei der Wartung übersehen worden war und zum Kontrollverlust seitens der Besatzung führte. Von den vier Insassen kamen drei ums Leben, ein Crewmitglied und beide Passagiere (siehe auch Flugunfall der Pacific Coastal Airlines im Fish Egg Inlet).[196][197]

- (A) 18. September – Eine BAC 1-11-515FB der nigerianischen Oriental Airlines (5N-IMO) verunglückte beim vierten Landeversuch auf dem Flughafen Tamanrasset, Algerien, wobei 5 der 39 Personen an Bord getötet wurden (siehe auch Flugunfall der Oriental Airways in Tamanrasset).[198]

- 26. September (nach anderen Angaben am 26. November) – Eine Viscount 843 der indonesischen Bouraq Indonesia Airlines (PK-IVU) wurde bei der Landung auf dem Flughafen Pontianak schwer beschädigt. Die beiden Piloten (die einzigen Insassen) überlebten. Nach einem Überführungsflug zum Flughafen Jakarta-Cengkareng wurde das Flugzeug dort als irreparabel stillgelegt.[199]

- (A) 12. Oktober – Eine Fokker F28-1000 der Iran Aseman Airlines (EP-PAV) unterwegs von Isfahan nach Teheran-Mehrabad verunglückte mit 59 Passagieren und sieben Besatzungsmitgliedern an Bord. Beide Triebwerke fielen 35 Minuten nach dem Start von Isfahan aus und das Flugzeug stürzte in der Nähe von Natanz ab. Alle 66 Personen kamen bei dem Unfall ums Leben (siehe auch Iran-Aseman-Airlines-Flug 746).[200]

- 29. Oktober – Beim Anflug auf Ust-Ilimsk (Sibirien, Russland) stürzte eine Antonow An-12 der russischen Aeronika in schlechtem Wetter ab. Alle 23 Menschen an Bord kamen um.

- (A) 31. Oktober – Eine in Indianapolis gestartete ATR 72 der US-amerikanischen American Eagle Airlines geriet beim Anflug auf Chicago durch vereiste Steuerflächen außer Kontrolle und stürzte nahe Roselawn (Indiana, USA) ab. Alle 68 Insassen starben (siehe auch American-Eagle-Flug 4184).[201]

- 4. November – Eine de Havilland Canada DHC-6-100 Twin Otter der indonesischen Trigana Air Service (PK-YNM) wurde nahe dem Flughafen Nabire (Indonesien) während des Reiseflugs in 7050 Fuß (2150 Metern) Höhe gegen die Kammlinie zwischen zwei Bergen geflogen. An der westlichen Seite der Kammlinie waren zahlreiche Wolken vorhanden. Durch diesen CFIT (Controlled flight into terrain) wurden alle 4 Insassen getötet, beide Besatzungsmitglieder und 2 Passagiere.[202]

- (A) 10. Dezember – An Bord einer Boeing 747 der Philippine Airlines explodierte eine von Ramzi Yousef gelegte Bombe und tötete einen Passagier. Das Attentat sollte nur ein Test für viele weitere gewesen sein (siehe auch Philippine-Airlines-Flug 434).

- (A) 13. Dezember – Eine Jetstream 32, die von der US-amerikanischen Flagship Airlines im Namen der American Eagle betrieben wurde, bei Morrisville, North Carolina ab. Zuvor hatten die Piloten kurz vor der Landung auf dem Raleigh-Durham International Airport einen nicht erforderlichen Fehlanflug durchgeführt, da der Flugkapitän eine aufleuchtende Kontrollleuchte im Cockpit fehlinterpretiert hatte. Bei dem Unfall starben 15 der 20 Personen an Bord (siehe auch Flagship-Airlines-Flug 3379).

- 17. Dezember – Der bisher (Oktober 2019) schwerste Unfall einer DHC-6 Twin Otter ereignete sich in (Papua-Neuguinea). Die de Havilland Canada DHC-6-200 Twin Otter der Mission Aviation Fellowship (MAF PNG) (P2-MFS) wurde auf dem Flug von Tabubil nach Selbang (Papua-Neuguinea) in einer Höhe von rund 1950 Meter (6400 Fuß) in einen Berg geflogen. Bei diesem CFIT (Controlled flight into terrain) wurden alle 28 Insassen, 2 Piloten und 26 Passagiere, getötet.[203]

- (A) 19. Dezember – Eine Boeing 707-3F9C der Nigeria Airways (5N-ABK) stürzte auf einem Frachtflug von Dschidda nach Kano in ein Sumpfgebiet bei Kiri Kasana. Während des Fluges war es im Bereich einer Frachtpalette zu starker Rauch- und Geruchsentwicklung gekommen. Nach einer Feuerwarnung und dem Eindringen von Rauch in das Cockpit stürzte das Flugzeug 40 Minuten vor der geplanten Landung ab. Drei der fünf Personen an Bord kamen ums Leben. Es konnte ermittelt werden, dass das Flugzeug leichtentzündliches Gefahrgut geladen hatte (siehe auch Nigeria-Airways-Flug 9805).[204]

- (A) 21. Dezember – Eine Boeing 737-200 der Air Algérie mit dem Kennzeichen 7T-VEE stürzte auf dem Weg vom Flughafen East Midlands kurz vor der Landung in Coventry ab, wobei alle fünf Besatzungsmitglieder an Bord starben (siehe auch Air-Algérie-Flug 702P).[205]

- 24. Dezember – Ein Airbus A300B2-1C der Air France (F-GBEC) wurde auf dem Flughafen Algier durch 4 Mitglieder der islamistischen Terroristenorganisation „GIA (Groupe Islamique Armee)“ entführt. Dort ermordeten die Entführer bereits drei Passagiere. Geplant war, das Flugzeug über Paris abstürzen zu lassen. Zwei Tage später wurde die Maschine zum Flughafen Marseille geflogen. Dort wurde das Flugzeug am Abend durch eine Spezialeinheit gestürmt. Während eines 20-minütigen Feuergefechtes tötete diese die vier Entführer; einige Passagiere sowie die Piloten wurden verletzt. Das Flugzeug wurde irreparabel beschädigt.[206]

- (A) 29. Dezember – Eine aus Ankara kommende Boeing 737 der Turkish Airlines prallte beim Landeanflug bei Van, Türkei im Schneetreiben gegen einen Berg. Bei diesem CFIT (Controlled flight into terrain) starben 57 der 76 Insassen (siehe auch Turkish-Airlines-Flug 278).

### 1995
- Am 10. Januar 1995 verschwand eine de Havilland Canada DHC-6-300 Twin Otter der indonesischen Merpati Nusantara Airlines (Luftfahrzeugkennzeichen PK-NUK) bei schlechtem Wetter in der etwa einen Kilometer breiten Meerenge Selat Molo zwischen den Inseln Rinca und Flores auf dem Weg von Bima (Indonesien) zum Flughafen Ruteng. Alle 14 Insassen, vier Besatzungsmitglieder und 10 Passagiere, werden vermisst und kamen ums Leben.[207]

- (A) 11. Januar – Eine aus Bogotá kommende Douglas DC-9-14 der kolumbianischen Intercontinental de Aviacion (HK-3839X) wurde im Anflug auf den Flughafen Cartagena, Kolumbien in einen Berg geflogen. Nur eine Person an Bord überlebte, alle anderen 51 starben (siehe auch Intercontinental-de-Aviación-Flug 256).[208]

- (A) 16. Februar – Eine Douglas DC-8-63F der US-amerikanischen Air Transport International (N782AL) verunglückte auf dem Kansas City International Airport. Es wurde versucht, mit nur drei laufenden Triebwerken zu starten, wobei alle drei Crewmitglieder ums Leben kamen. Als Ursache wurde ein Kontrollverlust des Flugzeuges aufgrund zu geringer Erfahrung der Crew mit dieser Startart ermittelt. Der Fluggesellschaft wurde dabei ein Mitverschulden zugeschrieben, da diese es versäumt hätte, eine adäquat ausgebildete Crew einzusetzen (siehe auch Air-Transport-International-Flug 782).[209]

- 18. März – Eine Convair CV-440 der US-amerikanischen Gulf & Caribbean Cargo, gemietet von Winemiller Aviation (N137CA) verlor im Anflug auf den Flughafen Cap-Haïtien (Haiti) den Hydraulikdruck. Nach dem Aufsetzen wurde mit dem druckluftbetriebenen, aber kaum regelbaren Notbremssystem gebremst, woraufhin die Bremsen des linken Hauptfahrwerks blockierten. Die Reifen platzten, das Flugzeug kippte nach links und kam von der Landebahn ab. Es kollidierte dann mit einer Sikorsky UH-60 Black Hawk, die etwa 12 Meter vom Rand der Landebahn entfernt geparkt war. Alle 31 Insassen, zwei Besatzungsmitglieder und 29 Passagiere, überlebten den Unfall.[210]

- (A) 31. März – Ein Airbus A310-300 der rumänischen TAROM (YR-LCC) stürzte in der Nähe von Balotești auf dem Weg von Bukarest nach Brüssel kurz nach dem Start ab. Alle 60 Insassen starben. Im Abschlussbericht der Flugunfallermittler wurden die Bewusstlosigkeit des Kapitäns, den von ihm ausgelösten asymmetrischen Schub und das Unvermögen des Ersten Offiziers, die Folgen der ersten beiden Faktoren auszugleichen als Unfallfaktoren festgestellt (siehe auch TAROM-Flug 371).[211]

- 8. April – Eine Convair CV-580 der kolumbianischen SEC Colombia (HK-3675) verunglückte beim Startversuch vom Landwirtschaftsflugplatz Espinal-Aguablanca (Kolumbien). Mit der Maschine sollte ein Überführungsflug nach Bogotá durchgeführt werden. Beim Startversuch von der 1010 Meter langen Schotterpiste driftete das Flugzeug nach links und hob nicht ab. Es überrollte das Startbahnende, kreuzte eine Straße und kam 275 Meter dahinter zum Liegen. Das ausbrechende Feuer zerstörte fast die gesamte Maschine. Die Schotterpiste war für Agrarflugzeuge mit einem maximalen Startgewicht von 2.000 kg vorgesehen, die Convair wog jedoch 17.640 kg und war damit für einen Start von dieser Bahn um ein Vielfaches zu schwer. Alle vier Besatzungsmitglieder, die einzigen Insassen, überlebten den Unfall.[212]

- 17. April – Eine Douglas DC-4/C-54G-5-DO der US-amerikanischen Brooks Fuel (N898AL) kollidierte bei der Landung auf dem Flugplatz von Kivalina (Alaska, USA) mit nicht geräumten Schneebänken auf der Landebahn. Deren Existenz war weder gemeldet worden noch sichtbar. Das Flugzeug geriet seitlich von der Mittellinie ab, das Bugfahrwerk kollabierte und das Flugzeug wurde irreparabel beschädigt. Alle 3 Insassen, die beiden Besatzungsmitglieder und der einzige Passagier, überlebten den Unfall.[213]

- (A) 28. April – Eine aus Miami kommende Douglas DC-8-54AF Jet Trader der US-amerikanischen Millon Air (N43UA), die auf einem Frachtflug durch die Millon Air für Lineas Aereas Mayas betrieben wurde, überschoss das Landebahnende auf dem Flughafen Guatemala-Stadt und stürzte eine Böschung herunter in ein Wohngebiet. An Bord der Maschine gab es keine Todesopfer, jedoch starben sechs Menschen am Boden (siehe auch Millon-Air-Flug 705).

- 28. April – An einer nach Colombo gestarteten Hawker Siddeley HS 748 der Helitours, betrieben für die Luftstreitkräfte Sri Lankas (4R-HVB), fiel nach dem Abheben vom Flughafen Jaffna (Sri Lanka) das rechte Triebwerk aus. Im Endanflug brach 200 Meter vor der Landebahn die rechte Tragfläche ab, woraufhin die Maschine abstürzte. Dabei wurden alle 45 Menschen an Bord getötet. Nach Berichten wurde das Flugzeug mit einer 9K32 Strela-2-Boden-Luft-Rakete der tamilischen Separatisten Tamil Tigers abgeschossen.[214]

- 29. April – Eine zweite Hawker Siddeley HS 748 der Helitours, betrieben für die Luftstreitkräfte Sri Lankas, die vom Flughafen Anuradhapura zum Flughafen Jaffna unterwegs war, wurde während des Landeanflugs in etwa 1000 Meter Flughöhe ebenfalls von einer Boden-Luft-Rakete der Tamil Tigers getroffen. Alle 52 Insassen wurden getötet. Dies war der folgenreichste Verlust einer HS 748, gemessen an der Anzahl der Todesopfer.[215]

- (A) 1. Mai – Eine Fairchild Swearingen Metro 23 der kanadischen Bearskin Airlines (C-GYYB) kollidierte auf dem Flug von Red Lake (Ontario) nach Sioux Lookout im Landeanflug mit einer Piper PA-31-350 Navajo Chieftain (C-GYPZ) der Air Sandy, die gerade in Gegenrichtung gestartet war. Alle drei Insassen der Metro und die fünf der Navajo wurden getötet (siehe auch Flugzeugkollision bei Sioux Lookout).[216]

- 9. Mai – Eine Curtiss C-46F-1-CU Commando der kolumbianischen COINCO – Cooperativa Interregional de Colombia (HK-3079-G) wurde beim Versuch eines Sichtanflugs auf den Flughafen Villavicencio (Kolumbien) 5,1 Kilometer nördlich davon in einen Hügel geflogen. Das Wetter war schlecht, mit starkem Regen und einer Sicht von 1000 Metern. Durch diesen CFIT (Controlled flight into terrain) wurden alle 9 Insassen getötet, die beiden Besatzungsmitglieder und 7 Passagiere.[217]

- 19. Mai – Die Besatzung einer Convair CV-580 der spanischen Swiftair (EC-899) vergaß, vor der Landung auf dem Flughafen Vitoria (Spanien) das Fahrwerk auszufahren. Demzufolge kam es auf dem Trainingsflug zu einer Bauchlandung. Das Flugzeug wurde irreparabel beschädigt. Alle vier Besatzungsmitglieder, die einzigen Insassen, überlebten den Unfall. Die Maschine war 1956 als OO-SCM an Sabena ausgeliefert worden.[218]

- 22. Mai – An einer Convair CV-440 der bolivianischen SASA – Servicios Aéreos Santa Ana (CP-2142) kam es im Steigflug nach dem Start vom Flughafen San Borja (Bolivien) zu einem Strömungsabriss im Kompressor. Während der Rückkehr schlug die Maschine bei der Landung mit dem Bug nach unten auf. Von den 4 Insassen wurde der einzige Passagier getötet.[219]

- (A) 9. Juni – Der Kapitän einer De Havilland Canada DHC-8-100 der neuseeländischen Ansett New Zealand (ZK-NEY), die einen Flug von Auckland zum Flughafen Palmerston North durchführte, unterbrach im Landeanflug mehrfach den Ersten Offizier, als dieser die Landecheckliste abarbeitete. Der Kapitän wies den Ersten Offizier an, einzelne Punkte der Checkliste zu überspringen und das Fahrwerk auszufahren. Derart abgelenkt von seiner eigentlichen Aufgabe, das Flugzeug zu fliegen, lenkte der Kapitän die Maschine schließlich in hügeliges Gelände (Controlled flight into terrain). Von den 21 Personen an Bord starben vier – der Flugbegleiter und drei Passagiere (siehe auch Ansett-New-Zealand-Flug 703).[220]

- 21. Juni – Eine Douglas DC-4/C-54G der US-amerikanischen Aero Union (N4989P) kollidierte mit einer Beechcraft Baron 58P des US Forest Service (N156Z). Beide Maschinen kamen von einem Einsatz zur Brandbekämpfung zurück und befanden sich im Anflug auf den Flugplatz Hemet-Ryan (Kalifornien, USA), als sie 1,6 Kilometer östlich von Ramona (Kalifornien) abstürzten. Alle 3 Piloten der beiden Flugzeuge kamen ums Leben.[221][222]

- 27. Juni – Bei einer Convair CV-440-98 der US-amerikanischen Salair (N356SA) traten während des Steigflugs Probleme auf. Beim Versuch der Rückkehr zum Flughafen Santo Domingo-Las Américas (Dominikanische Republik) stürzte die Maschine 70 Kilometer östlich davon bei La Romana ab. Beide Besatzungsmitglieder, die einzigen Insassen auf dem Frachtflug, kamen ums Leben.[223]

- 17. Juli – Eine de Havilland Canada DHC-6-300 Twin Otter der indonesischen Merpati Nusantara Airlines (PK-NUT) geriet beim Start vom Flughafen Bintuni (Indonesien) durch Aquaplaning von der Startbahn ab und raste in eine Bananenplantage. Von den 18 Insassen kam einer der beiden Piloten ums Leben.[224]

- (A) 9. August – Beim Anflug auf San Salvador (El Salvador) in schlechtem Wetter prallte eine Boeing 737 der guatemaltekischen Aviateca (N125GU) aus Guatemala-Stadt gegen einen Berg. Alle 65 Personen an Bord kamen dabei um (siehe auch Aviateca-Flug 901).

- 9. August – Eine Hawker Siddeley HS 748-216 2A der Bouraq Indonesia Airlines (PK-KHL) flog im Anflug auf den Flughafen Kaimana-Utarom (Westneuguinea, Indonesien) in einer Höhe von 2800 Metern in die Kumawa-Berge. Bei diesem CFIT (Controlled flight into terrain) wurden alle 10 Insassen getötet, sechs Besatzungsmitglieder und 4 Passagiere.[225]

- 19. August – Eine Douglas DC-3/C-47B-1-DL der kanadischen Air North (C-GZOF) startete von der Startbahn 08 am Flughafen Vancouver (British Columbia, Kanada), musste aber wegen eines Triebwerksausfalls des Motors Nr. 2 (Propeller mit Überdrehzahl) umkehren. Die DC-3 prallte beim Einkurven auf die Landebahn 30 gegen die Uferböschung des Fraser River. Von den 3 Besatzungsmitgliedern, den einzigen Insassen auf dem Überführungsflug, kam eines ums Leben. Das Flugzeug wurde zerstört.[226]

- (A) 21. August – Eine Embraer EMB 120 der US-amerikanischen Atlantic Southeast Airlines (N256AS) verunglückte bei Carrollton, Carroll County, Georgia auf dem Flug von Atlanta zum Flughafen Gulfport-Biloxi mit 26 Passagieren und drei Besatzungsmitgliedern an Bord. Durch Materialermüdung und Bruch eines Propellerblatts kam es zu einer derart massiven Beschädigung der betroffenen Motorgondel, dass die Maschine nicht mehr zu kontrollieren war und etwa 60 Kilometer westlich von Atlanta abstürzte. Von den 29 Personen an Bord kamen 8 ums Leben (siehe auch Atlantic-Southeast-Airlines-Flug 529).[227]

- (A) 15. September – Eine Fokker 50 der Malaysia Airlines (9M-MGH) stürzte während eines misslungenen Durchstartmanövers am Flughafen Tawau (Borneo, Malaysia) in bewohntes Gebiet. Das Durchstarten war eingeleitet worden, weil die Maschine zuvor erst 500 Meter vor dem Landebahnende aufgesetzt worden war. Von den 53 Menschen an Bord starben 34 (siehe auch Malaysia-Airlines-Flug 2133).[228]

- 21. September – Eine Antonow An-24 der mongolischen MIAT (BNMAU-10103) aus Ulan Bator sank zu früh und prallte nahe Mörön (Mongolei) gegen einen Berg. Von 43 Insassen überlebte nur einer.

- (A) 13. November – Eine Boeing 737-200 der Nigeria Airways (5N-AUA) kam nach einem extrem instabilen Anflug in Kaduna, Nigeria erst sehr spät auf der Landebahn auf. Beim Überschießen der Landebahn brach die Maschine auseinander und geriet in Brand. Von 138 Menschen an Bord starben 11 (siehe auch Nigeria-Airways-Flug 357).

- 28. November – Eine Fairchild FH-227B der Transportes Aéreos Regionais da Bacia Amazônica (TABA) mit dem Luftfahrzeugkennzeichen PP-BUJ stürzte beim zweiten Anflug auf den Flughafen Santarém ab. Ein Passagier (ein ehemaliger TABA-Mitarbeiter) hatte auf dem Copilotensitz gesessen. Beide Crew-Mitglieder und dieser Passagier starben, ein Passagier überlebte.[229]

- (A) 30. November – Mit einer Boeing 707-300C der Azerbaijan Airlines (4K-401) kam es infolge von Treibstoffmangel zu einer Bruchlandung 9 Kilometer vor dem Flughafen Baku, wobei zwei der sechs Insassen des Frachtfluges starben (siehe auch Flugunfall einer Boeing 707 der Azerbaijan Airlines bei Baku).[230]

- 2. Dezember – Eine Boeing 737-2A8 der Indian Airlines (VT-ECS) wurde auf dem Flughafen Delhi (Indien) nach einem völlig unstabilen Anflug erst 610 Meter vor dem Landebahnende aufgesetzt. Natürlich konnte die Maschine auf der verbleibenden Landebahnlänge nicht mehr zum Stillstand gebracht werden, zumal die Bremsklappen auch nicht ausgefahren wurden, überrollte das Landebahnende und rammte auf dem unebenen Boden einen 45 Zentimeter hohen Kabelkanal aus Zementbeton. Das Flugzeug wurde irreparabel beschädigt. Alle 108 Insassen, sechs Besatzungsmitglieder und 102 Passagiere, überlebten den Unfall.[231]

- (A) 3. Dezember – Eine aus Cotonou, Benin kommende Boeing 737 der Cameroon Airlines (TJ-CBE) stürzte beim zweiten Landeversuch in Douala (Kamerun) ab. Von 76 Insassen kamen 71 ums Leben (siehe auch Cameroon-Airlines-Flug 3701).

- (A) 5. Dezember – Eine Tupolew Tu-134B der Azerbaijan Airlines (4K-65703) verunglückte nach dem Start vom Flughafen Nachitschewan. Während des Steigflugs nach dem Start fiel das Triebwerk Nr. 1 (link) aus. Die dreiköpfige Besatzung stellte jedoch das noch funktionierende Triebwerk Nr. 2 (rechts) ab. Daraufhin kam es zum Kontrollverlust; die Maschine schlug auf einem Feld knapp 4 Kilometer von der Startbahn entfernt auf. Von den 82 Insassen starben 52. Auslöser war ein schon lange bestehender, nicht reparierter Defekt am Triebwerk 1 (siehe auch Azerbaijan-Airlines-Flug 56).[232]

- (A) 7. Dezember – Auf dem Flug von Juschno nach Chabarowsk stürzte eine Tupolew Tu-154 der russischen Aeroflot (RA-85164) nahe Grossewitschi (Russland) ab. Alle 98 Personen kamen um (siehe auch Khabarovsk-United-Air-Flug 3949).

- (A) 13. Dezember – Eine Antonow An-24 der rumänischen Romavia (YR-AMR) stürzte kurz nach dem Start vom Flughafen Verona (Italien) Richtung Timișoara, Rumänien wegen eines Strömungsabrisses in den Boden und ging in Flammen auf. Die Absturzursache lag darin, dass die Maschine trotz Schneefalls nicht enteist worden war. Darüber hinaus war sie um mindestens zwei Tonnen überladen. Alle 49 Menschen an Bord wurden getötet (siehe auch Banat-Air-Flug 166).[233]

- (A) 18. Dezember – Nach dem Start in Jamba (Cuando) (Angola) stürzte eine Lockheed L-188 Electra der kongolesischen Trans Service Airlift (9Q-CRR) mit 144 Menschen an Bord ab, wovon nur drei überlebten. Das Flugzeug war um rund 40 Personen überladen (siehe auch Flugunfall einer Lockheed L-188 Electra der Trans Service Airlift).

- (A) 20. Dezember – Eine aus Miami, USA kommende Boeing 757 der US-amerikanischen American Airlines (N651AA) wurde während des Landeanflugs auf Cali (Kolumbien) in einen Berg geflogen. Die Piloten hatten beim Anflug ein falsches NDB als Navigationsziel eingestellt. Bei der anschließenden Kurskorrektur prallte die Maschine gegen einen Berg. Von den 163 Menschen an Bord wurden 159 getötet (siehe American-Airlines-Flug 965).

- 20. Dezember – Eine mit 468 Personen besetzte Boeing 747-100 (N605FF) der US-amerikanischen Tower Air verunglückte beim Start auf dem Flughafen New York-John F. Kennedy. Bei einer Geschwindigkeit von 80 Knoten (148 km/h) begann die Maschine auf der schneebedeckten Startbahn 04L nach links auszubrechen. Die Besatzung entschied sich zu einem Startabbruch. Weil die Bremsen sowie die Lenkung des Bugrades auf der rutschigen Piste nicht ansprachen und die Besatzung es versäumte, die Schubumkehr der Maschine einzusetzen, verließ das Flugzeug die Startbahn, kollidierte mit einem Transformatorenhäuschen und kam mit abgerissenen Fahrwerken zum Stillstand. Eine Flugbegleiterin wurde schwer, 24 Passagiere leicht verletzt. Es wurden mehrere Unfallursachen festgestellt: Das Versäumnis des Flugkapitäns, den Start rechtzeitig abzubrechen sowie die erneute Anwendung des Vorwärtsschubs durch den Kapitän, bevor das Flugzeug die linke Seite der Landebahn verließ, trugen zur Stärke des Verlassens der Landebahn und zur Beschädigung des Flugzeugs bei. Hinzu kamen die von Tower Air und der Boeing Commercial Airplane Group entwickelten unzureichenden Betriebsverfahren für Boeing 747-Flugzeuge auf rutschiger Landebahn und die unzureichende Genauigkeit der Boeing 747-Flugsimulatoren für den Betrieb auf rutschiger Landebahn. Das Flugzeug wurde als Totalverlust abgeschrieben.[234][235]

- 30. Dezember – Eine BAC 1-11 der rumänischen TAROM (YR-BCO) setzte hart auf der Landebahn in Istanbul auf, woraufhin das Bugfahrwerk einbrach und die Maschine seitlich von der Bahn rutschte. Es gab keine Todesopfer, die Maschine wurde jedoch irreparabel beschädigt.[236]

### 1996
- 4. Januar – Mit einer Convair CV-440 der US-amerikanischen Salair (Luftfahrzeugkennzeichen N358SA) kam es zu einer Bruchlandung in einem Feld nahe dem Flughafen Spokane (Bundesstaat Washington, USA). Bei der vom Flugplatz Phoenix-Deer Valley (Arizona, USA) gestarteten Maschine waren wegen Treibstoffmangels beide Triebwerke ausgefallen. Unfallursachen waren unsachgemäßes Management des Kraftstoffsystems sowie falsche Anzeigen der Kraftstoffmenge im Cockpit. Das Flugzeug wurde irreparabel beschädigt. Beide Besatzungsmitglieder, die einzigen Insassen auf dem Positionierungsflug, überlebten den Unfall.[237]

- (A) 8. Januar – Ein überladenes Antonow An-32B-Frachtflugzeug der russischen Moscow Airways (RA-26222) raste nach missglücktem Start vom Flughafen N’Dolo (Demokratische Republik Kongo) in einen Marktplatz, wo mindestens 297 Menschen starben (einige Quellen berichten von über 350 Toten). Vier der sechs Besatzungsmitglieder überlebten[238] (einige Quellen geben an, dass alle Crewmitglieder überlebten). Das Flugzeug der Moscow Airways wurde von zwei alkoholisierten russischen Piloten geflogen. Es war offiziell von der Scibe Airlift geleast worden, da die African Air (ein Scheinunternehmen des Scibe-Eigentümers) keine Lizenz zum Betrieb eines solchen Flugzeuges hatte. Scibe Airlift und Air Africa wurden zur Zahlung von 1,4 Mio. US-$ an die Opfer und ihre Hinterbliebenen verurteilt (siehe Flugzeugkatastrophe von Kinshasa).[239][240]

- (A) 4. Februar – Eine leere Douglas DC-8-55F der kolumbianischen LAC Líneas Aéreas del Caribe (HK-3979X) startete vom Flughafen Asunción zu einem Positionierungsflug zum Flughafen Viracopos, um von dort aus einen Frachtflug durchzuführen. Kurz nach dem Abheben wurde die Leistung zweier Triebwerke gedrosselt. Es kam zu einem Strömungsabriss und die Maschine stürzte zwei Kilometer hinter der Startbahn auf ein Spielfeld. Alle drei Besatzungsmitglieder und der einzige Passagier an Bord kamen ums Leben, außerdem wurden 20 Personen am Boden getötet. Es wurde vermutet, dass die Besatzung den Positionierungsflug genutzt hatte, um ein unautorisiertes Pilotentraining durchzuführen (siehe auch LAC-Colombia-Flug 028).[241]

- 5. Februar – Eine Convair CV-440/C-131E der US-amerikanischen Business Air Connection (N131T) verunglückte beim Start einen Kilometer südöstlich des Flugplatzes St. Johns (Arizona, USA). Beim Versuch, vom 1749 Meter (5737 Fuß) hoch gelegenen Flugplatz zu starten, hob die Convair zwar ab, blieb aber im Bodeneffekt mit einem übermäßig hohen Anstellwinkel. Das Flugzeug prallte gegen den Begrenzungszaun, eine Mauer und Stromleitungen; es stürzte dann auf eine Weide und fing Feuer. Die Maschine wurde mit einer Betriebsgenehmigung geflogen, die die Beförderung von Fracht oder Passagieren ausschloss. Sie war jedoch beladen mit medizinischer und feuerwehrtechnischer Ausrüstung, sechs 55-Gallonen-Fässern mit Öl, Sperrholzplatten, zwei rollbaren Werkzeugschränken, Ersatzteilen, einer Ground Power Unit und Bleibatterien nach Chetumal (Mexiko). Der Pilot hatte nur 8 Stunden Flugerfahrung auf diesem Typ. Als Unfallursachen wurden festgestellt: die unzureichende Flugplanung und -vorbereitung durch den ersten Piloten (PIC), seine Versäumnisse, sicherzustellen, dass das Flugzeug innerhalb der zulässigen Grenzen ordnungsgemäß beladen war, die richtige Klappenstellung für den Start zu verwenden, die Starthilfe ADI (Antidetonation Injection) zu verwenden und sein daraus resultierendes Versäumnis, nach dem Start eine ausreichende Fluggeschwindigkeit für den Steigflug zu erreichen. Alle 4 Insassen, zwei Besatzungsmitglieder und zwei Passagiere, wurden getötet.[242]

- (A) 6. Februar – Beim Absturz einer Boeing 757 der türkischen Birgenair (TC-GEN) vor der Küste der Dominikanischen Republik kamen alle 189 Insassen ums Leben. Das für die dominikanische Alas Nacionales eingesetzte Flugzeug befand sich auf einem Charterflug von Puerto Plata über Gander und Berlin nach Frankfurt. Unfallursache war ein zu hohe Werte anzeigender Geschwindigkeitsmesser, der die Piloten zu falschen Reaktionen verleitete (siehe auch Alas-Nacionales-Flug 301).

- 22. Februar – Eine Antonow An-24RV der rumänischen Zivilluftfahrtbehörde (YR-BMK) wurde beim Anflug auf den Flughafen Baia Mare gegen Baumwipfeln geflogen und stürzte in ein Haus. Das Flugzeug befand sich auf einem Kalibrierungsflug für die örtlichen Anflughilfen. Durch diesen CFIT (Controlled flight into terrain) wurden alle 8 Insassen sowie 2 Personen am Boden getötet.[243]

- 29. Februar – Eine aus Lima kommende Boeing 737+200 der peruanischen Faucett (OB-1451) prallte beim Landeanflug auf Arequipa (Peru) gegen einen Berg, wobei alle 123 Personen an Bord umkamen.[244]

- 24. März – Die Piloten einer Vickers Viscount 808C der British World Airlines (G-OPFE) vergaßen auf einem nächtlichen Trainingsflug am Flughafen Belfast International (Aldergrove) (Nordirland), vor der Landung das Fahrwerk auszufahren. Das unvermeidliche Resultat war eine Bauchlandung, bei der das Flugzeug irreparabel beschädigt wurde. Beide Piloten, die einzigen Insassen, überlebten unverletzt.[245]

- 7. April – Beim Start einer DHC-6-300 Twin Otter der US-amerikanischen Dolphin Express Airways (N143SA) vom Flugplatz Virgin Gorda (Britische Jungferninseln) auf dem Weg nach Saint Croix kam es zu einem seitlichen Abkommen von der Startbahn. Das Flugzeug kollidierte mit einem Zaun, die Tragfläche wurde abgerissen. Das Flugzeug wurde irreparabel beschädigt. Einer der neun Passagiere erlitt bei dem Unfall leichte Verletzungen, die übrigen Passagiere sowie die beiden Piloten blieben unverletzt.[246]

- 25. April – Eine Hawker Siddeley HS 748-352 2B SCD der Royal Nepal Airlines (9N-ABR) überrollte bei der Landung auf dem Flughafen von Meghauli (Nepal) das Ende der 1065 Meter langen, nassen Landebahn. Beim Kreuzen mehrerer Gräben brach das Bugfahrwerk zusammen. Das Flugzeug wurde irreparabel beschädigt. Alle 31 Insassen, vier Besatzungsmitglieder und 27 Passagiere, überlebten den Unfall.[247]

- 3. Mai – Mit einer Antonow An-24RV der sudanesischen Federal Airlines (ST-FAG) missglückte die Notlandung in einem Vorort von Khartum (Sudan). Nach mehreren erfolglosen Landeversuchen auf dem Flughafen Khartum im Sandsturm kollidierte die Maschine bei der Notlandung mit einem Gebäude. Alle 53 Insassen, 6 Besatzungsmitglieder und 47 Passagiere, kamen dabei um.[248]

- 10. Mai – Eine de Havilland Canada DHC-6-200 Twin Otter der mexikanischen Aero Servicios Empresariales (XA-SWJ) stürzte im Anflug auf den Flugplatz Santa Maria de Otaez (Mexiko) bei Turbulenz und böigen Winden in einen Hügel. Von den 19 Insassen kamen 17 ums Leben, beide Besatzungsmitglieder und 15 Passagiere.[249]

- (A) 11. Mai – Eine Douglas DC-9-32 der US-amerikanischen ValuJet Airlines (N904VJ) stürzte neun Minuten nach dem Start vom Flughafen Miami in die Everglades-Sümpfe, weil kurz nach dem Start ein Feuer im Frachtraum ausgebrochen war. Ursache dafür waren mehrere Fehler durch Valujet und die Firma SabreTech bei der Verladung von fünf Kartons mit Sauerstoffgeneratoren einer McDonnell Douglas MD-80, die für die Sauerstoffmasken von Passagierflugzeugen verwendet werden. Alle 110 Menschen an Bord starben. Der Unfall führte dazu, dass die FAA am 17. Juni ValuJet die Fluglizenz entzog (siehe ValuJet-Flug 592).[250]

- 19. Mai – Eine Britten-Norman BN-2A-26 Islander der britischen Loganair (G-BEDZ) stürzte beim zweiten Anflugversuch auf den Flughafen Lerwick/Tingwall (Schottland) 1500 Meter vor der Landebahn ab. Bei der Kurve in den Endanflug flog der Pilot die Maschine in eine Rechtskurve mit 70° Schräglage und etwa 20° Längsneigung. Dabei kollidierte das Flugzeug bei einer um das Zweifache überhöhten Geschwindigkeit mit dem Gelände. Der Pilot kamen ums Leben, die beiden Passagiere überlebten.[251]

- (A) 9. Juni – Eine Boeing 727-286 der Iran Air (EP-IRU) verunglückte während eines Trainingsflugs nahe Rascht. Nachdem fünfzehn Mal ein Touch-and-Go durchgeführt wurde, landete das Flugzeug mit eingefahrenem Fahrwerk und startete dennoch wieder durch. Das entstandene Feuer führte zu einer Bruchlandung im Gelände, bei der vier der sieben Besatzungsmitglieder getötet wurden (siehe auch Flugunfall einer Boeing 727 der Iran Air bei Rascht).[252]

- (A) 13. Juni – Der Kapitän einer Douglas DC-10 der Garuda Indonesia (PK-GIE) brach beim Beschleunigen auf dem Flughafen Fukuoka (Japan) nach einem Triebwerksausfall den Start ab, obwohl das Flugzeug bereits abgehoben hatte. Die Maschine schlug wieder auf, raste über das Ende der Landebahn hinaus und brannte völlig aus. Von den 275 Insassen wurden 3 getötet. Die abgerissene Turbinenschaufel, die den Triebwerksausfall verursacht hatte, hätte nach 6000 Betriebszyklen ausgewechselt werden müssen, war aber nach 6182 Zyklen immer noch im Einsatz (siehe auch Garuda-Indonesia-Flug 865).[253]

- 11. Juli – Mit einer Hawker Siddeley HS 748-402 2B der Bouraq Indonesia Airlines (PK-IHN) wurde nach einem Triebwerksausfall der Start auf dem Flughafen Ambon-Pattimura (Indonesien) abgebrochen. Die Maschine überrollte das Landebahnende um 180 Meter und kollidierte mit einem Damm. Alle 48 Insassen, fünf Besatzungsmitglieder und 43 Passagiere, überlebten den Unfall. Das Flugzeug wurde irreparabel beschädigt.[254]

- (A) 17. Juli – Kurz nach dem Start in New York City explodierte eine Boeing 747 auf dem Flug 800 der US-amerikanischen Trans World Airlines (N93119) mit Ziel Paris in gut 4 Kilometer Höhe. Höchstwahrscheinlich hatte ein Kurzschluss das Gas-Luftgemisch eines Flügeltanks entzündet. Alle 230 Menschen an Bord kamen ums Leben(siehe auch Trans-World-Airlines-Flug 800).[255]

- 18. Juli – Eine Bristol 170 Freighter Mk. 31 der kanadischen Mrs 4000 Investments Ltd (C-FDFC) verunglückte beim Start vom Flugplatz Enstone (England). Das Flugzeug schwenkte beim Startlauf nach rechts. Die Piloten versuchten, dies zu korrigieren, aber als das Flugzeug kurz vor dem Startbahnende war, versuchten sie abzuheben. In einer Höhe von 50 Fuß (15 Metern) kam es zum Strömungsabriss. Die linke Tragfläche schlug auf dem Boden auf und das Fahrwerk brach beim Aufsetzen zusammen. Das Flugzeug wurde irreparabel beschädigt. Alle 8 Insassen, zwei Besatzungsmitglieder und 6 Passagiere, überlebten den Unfall. Es war der vorletzte Unfall einer Bristol 170.[256][257]

- (A) 20. Juli – Nach dem Start vom Flughafen Emmonak fing das Triebwerk Nummer 3 einer Douglas DC-6A der US-amerikanischen Northern Air Cargo Feuer (N313RS). Beim anschließenden Anflug zum Versuch einer Notlandung auf dem Flugplatz von Russian Mission brach die rechte Tragfläche ab, die Maschine kippte nach rechts und stürzte ab. Alle 4 Personen an Bord wurden getötet. Die Unfallursache ging auf Materialermüdung im Triebwerk und unzureichende Ausbildung der Piloten für Notsituationen zurück (siehe auch Northern-Air-Cargo-Flug 33).[258]

- 24. Juli – Eine Fokker F-27-600 Friendship der Myanma Airways (XY-AET) geriet im Endanflug auf den Flughafen von Myeik (Myanmar) in eine Böenwalze und starken Niederschlag. Die Maschine verlor rapide an Höhe und setzte 240 Meter vor der Landebahn auf. In einer mit Schotter belegten, geplanten Landebahnverlängerung fiel sie in eine 8 Meter breite, gut einen Meter tiefe Ausschachtung und brach auseinander. Von den 49 Insassen kamen 8 Passagiere ums Leben, alle 5 Besatzungsmitglieder und 39 Passagiere überlebten. Das Flugzeug wurde irreparabel beschädigt.[259]

- 7. August – Eine Douglas DC-6A der kongolesischen Transair Cargo (9Q-CJR) wurde bei der Landung auf dem Flughafen Cuango-Luzamba (Angola) irreparabel beschädigt. Alle Insassen, Besatzungsmitglieder und Passagiere, überlebten den Unfall.[260]

- (A) 12. August – Eine de Havilland Canada DHC-6 Twin Otter der kanadischen First Air (C-GNDN) verunglückte bei der Landung auf einer Landepiste bei Markham Bay, Kanada. Beide Besatzungsmitglieder kamen ums Leben. Die Untersuchung kam zum Schluss, dass sich die Besatzung zum verspäteten Durchstarten entschloss und dies zum Unfall geführt habe. Wahrscheinlich hatte das dreifache Aufsetzen auf der nur 209 Meter langen Piste zur Entscheidung beigetragen (siehe auch First-Air-Flug 64).[261]

- 14. August – Am Triebwerk Nr. 2 (links innen) einer Douglas DC-4/C-54A-15-DC der kanadischen Air North (C-FGNI) entstand ein Feuer, durch das sich schließlich der Motor von der Tragfläche löste. Die Maschine war kurz zuvor mit 7500 kg Fracht auf dem Flugplatz Bronson Creek (British Columbia, Kanada) gestartet. Es gelang nicht, die heftig schüttelnde Maschine gerade zu halten; sie sank immer weiter. In 15 Metern Höhe wurde das Gas heraus genommen, und kurz vor der Wasserung im Iskut River berührte die brennende linke Tragfläche einen Baum. Alle drei Besatzungsmitglieder, die einzigen Insassen auf dem Frachtflug, konnten das brennende Flugzeug verlassen; der Erste Offizier und der Lademeister schwammen ans Ufer. Der Kapitän wird vermisst; wahrscheinlich ist er ertrunken.[262]

- 19. August – Kurz nach dem Start einer Iljuschin Il-76T der russischen SPair (RA-76513) vom Flughafen Belgrad kam es zu einem Totalausfall der Bordelektronik. Die Piloten kehrten um und kreisten zweieinhalb Stunden über dem Flughafen, wobei sie in der Dunkelheit und bei dichten Wolken mehrere Notlandungen versuchten. Die Maschine stürzte schließlich in ein Maisfeld und brannte aus, wobei alle 11 Insassen starben. Als Ursache wurde ermittelt, dass die Flugbesatzung vergessen hatte, den Spannungswandler (AC/DC) einzuschalten, sodass sich die Batterien vollständig entluden. Einem Bericht der New York Times zufolge sei mit der Maschine ein illegaler Waffentransport nach Libyen unter Umgehung der UN-Sanktionen durchgeführt worden.[263]

- 29. August – Eine Tupolew Tu-154M (RA-85621) flog beim Landeanflug auf den Flughafen Longyearbyen (Spitzbergen, Norwegen) in einen Hügel. Die Maschine der russischen Vnukovo Airlines war auf dem Weg von Moskau nach Longyearbyen und hatte ukrainische Grubenarbeiter an Bord. In rund 900 m Höhe prallte das Flugzeug 14 Kilometer vor dem Flughafen gegen den Operafjellet (deutsch: Operberg). Alle 141 Insassen kamen dabei ums Leben. Als Gründe für den Unfall wurden unter anderem Verwirrungen im Cockpit, Abweichung von mehreren Vorschriften und mangelhafte Englischkenntnisse der Flugbesatzung festgestellt.[264]

- 25. September – Eine Douglas DC-3C der niederländischen Dutch Dakota Association (PH-DDA) stürzte auf dem Flug nach Amsterdam kurz nach dem Start vom Flugplatz Texel nach Ausfall eines Motors, gefolgt vom Ausfall der Segelstellungsbetätigung, in die Waddenzee (Niederlande). Alle 32 Insassen starben.[265]

- (A) 2. Oktober – Eine Boeing 757 der Aeroperú (N52AW) stürzte kurz nach dem Start vom Flughafen Lima (Peru) ins Meer. Der Geschwindigkeitsanzeiger zeigte falsche Werte an, weil die Messöffnungen bei der vorhergehenden Außenreinigung zugeklebt worden waren. Alle 70 Menschen an Bord kamen ums Leben (siehe Aeroperú-Flug 603).

- (A) 22. Oktober – Eine Boeing 707-323C der US-amerikanischen Millon Air (N751MA) kurz nach dem Start vom Flughafen Manta Hausdächer und stürzte auf ein Restaurant. Bei dem Unfall starben alle vier Insassen der Maschine sowie 23 Personen am Boden (siehe auch Millon-Air-Flug 406).[266]

- (A) 23. Oktober – Eine von der argentinischen Líneas Aéreas del Estado betriebene Boeing 707-372C der Argentinischen Luftstreitkräfte (LV-LGP) stürzte 750 Meter vor der Landebahn am Flughafen Buenos Aires–Ezeiza ab. Sie befand sich auf einem Frachtflug von Santiago de Chile nach Buenos Aires. Die Besatzung versäumte es, den Sinkflug frühzeitig einzuleiten. Als der Kapitän seinen Fehler bemerkte, ließ er abrupt die Störklappen ausfahren, wodurch die Flugzeugnase nach unten gedrückt wurde. Da die Maschine sich zu diesem Zeitpunkt auf einer Höhe von 900 bis 1000 Metern befand, blieb nicht mehr genug Zeit, um die abnorme Fluglage zu korrigieren. Die Maschine schlug 750 Meter vor der Landebahn hart auf dem Boden auf und ging in Flammen auf. Zwei der acht Besatzungsmitglieder kamen ums Leben (siehe auch LADE-Flug 5025).[267]

- (A) 31. Oktober – Kurz nach dem Abheben einer Fokker 100 der brasilianischen Regionalgesellschaft TAM (PT-MRK) in São Paulo (Brasilien) setzte der Umkehrschub eines Triebwerks ein. Die Maschine geriet außer Kontrolle und stürzte in ein Wohngebiet, dabei starben alle 95 Insassen und vier Menschen am Boden (siehe auch TAM-Linhas-Aéreas-Flug 402).

- (A) 7. November – Nach einem Lotsenfehler war es beinahe zum Zusammenstoß einer Boeing 727 der nigerianischen ADC Airlines (5N-BBG) mit einer anderen Maschine in der Nähe von Lagos (Nigeria) gekommen. Bei dem folgenden Ausweichmanöver geriet die B727 außer Kontrolle und stürzte ab, wobei alle 143 Insassen starben (siehe auch ADC-Airlines-Flug 86).

- (A) 8. November – Eine Antonow An-124-100, die zur Flotte der russischen Aeroflot gehörte und von Ajax betrieben wurde (RA-82069), verunglückte auf einem Charterfrachtflug vom Militärflugplatz Tschkalowski zum Flughafen Turin. Der Flug war ein Leerflug, in Turin sollten Ferrari-Sportwagen für den Sultan von Brunei verladen werden. Kurz vor dem Aufsetzen auf der Landebahn des Zielflughafens führten die Piloten einen Fehlanflug durch. Anschließend gelang es ihnen nicht, die in niedriger Höhe fliegende Maschine hochzuziehen. Die Antonow streifte im hinter dem Flughafen gelegenen Dorf San Francesco al Campo Bäume und Hausdächer, ehe sie schließlich mit einem Wohnhaus kollidierte. Bei dem Unfall wurden zwei der 23 Insassen der Maschine getötet, außerdem starben zwei Hausbewohner (siehe auch Aeroflot-Flug 9981).[268]

- (A) 12. November – Kollision in der Luft bei Charkhi Dadri (Indien) zwischen einer in Delhi gestarteten Boeing 747 der Saudi Arabian Airlines (HZ-AIH) und einer Iljuschin Il-76 der Kazakhstan Airlines (UN-76435), die ihre zugewiesene Flughöhe verlassen hatte. Alle 349 Personen in beiden Flugzeugen starben (siehe Flugzeugkollision von Charkhi Dadri).

- (A) 19. November – Eine Beechcraft 1900C der im Auftrag von United Express fliegenden US-amerikanischen Great Lakes Airlines (N87GL) landete gerade auf dem Quincy Municipal Airport in Quincy (Illinois), als eine private Beechcraft 65-A90 King Air von einer kreuzenden Startbahn des Flughafens startete. Die Maschinen stießen auf der Kreuzung zusammen. Alle 14 Insassen beider Flugzeuge starben, die der King Air beim Aufprall und die der Beechcraft 1900, weil sich eine Tür nach der Ausbruch des Brandes nicht mehr öffnen ließ und den Passagieren die Existenz einer zweiten Nottür nicht bewusst war (siehe auch United-Express-Flug 5925).

- (A) 23. November – Auf dem Flug von Addis Abeba, Äthiopien nach Nairobi, Kenia wollten Entführer die Boeing 767 der Ethiopian Airlines (ET-AIZ) nach Australien umleiten. Wegen Treibstoffmangel führten die Piloten eine Notwasserung vor der Hauptinsel Grande Comore (Komoren) durch, wobei sich das Flugzeug überschlug und 125 der 175 Insassen umkamen (siehe auch Ethiopian-Airlines-Flug 961).

- 30. November – Eine de Havilland Canada DHC-6-300 Twin Otter der kolumbianischen ACES Colombia (HK-2602) kollidierte nach dem Start vom Flughafen Medellin-Olaya Herrera im Steigflug acht Kilometer westlich davon mit dem Berg Padre Amaya, nur knapp unterhalb des 2180 Meter hohen Gipfels. Von den 15 Insassen kamen 14 ums Leben, beide Piloten und 12 der 13 Passagiere.[269]

- (A) 22. Dezember – Eine Douglas DC-8-63F der US-amerikanischen Airborne Express (N827AX) stürzte auf einem Testflug ab. Neben einer Reihe von anderen Manövern sollte ein Strömungsabriss simuliert werden. Dabei erlitt die Maschine einen tatsächlichen Strömungsabriss, aus dem die Besatzung sie nicht mehr abfangen konnte. Die DC-8 schlug bei Narrows, Virginia auf dem Boden auf. Alle sechs Personen an Bord der Maschine starben (siehe auch Airborne-Express-Flug 827).

### 1997
- Im Jahr 1997 (genaues Datum unbekannt) wurde eine Curtiss C-46F-1-CU Commando der bolivianischen TAVIC (Transportes Aéreos Virgen del Carmen) (Luftfahrzeugkennzeichen CP-1280) bei einer Notlandung im östlichen Teil Boliviens zerstört. Der vordere Rumpf brach ab, nachdem das Flugzeug mit Bäumen kollidiert war. Die Piloten hatten vorher die Orientierung verloren. Alle Insassen auf dem Frachtflug überlebten den Unfall.[270]

- (A) 9. Januar – Beim Anflug auf den Flughafen Detroit stürzte eine aus Cincinnati/Kentucky kommende Embraer EMB 120 der US-amerikanischen Comair (N265CA) in der Nähe von Monroe (Michigan, USA) wegen vereister Tragflächen ab. Alle 29 Menschen starben (siehe auch Comair-Flug 3272).[271]

- 24. Januar – Eine Convair CV-240-53/HC-131A der mexikanischen Linea Aérea Mexicana de Carga (XA-SOZ) verunglückte bei der Landung auf dem Flughafen Nuevo Laredo (Mexiko) und wurde zerstört. Personen kamen nicht zu Schaden.[272]

- 1. Februar – An einer Hawker Siddeley HS 748-353 2A der Air Sénégal (6V-AEO) kam es kurz nach dem Abheben vom Flughafen Tambacounda (Senegal) zu Triebwerksproblemen. Die schwer beladene Maschine stürzte 100 Meter hinter dem Startbahnende ab. Von den 52 Insassen kamen 23 ums Leben, alle drei Besatzungsmitglieder und 20 der 49 Passagiere.[273]

- (A) 14. Februar – Das rechte Hauptfahrwerk einer Boeing 737-2C3 der brasilianischen VARIG (PP-CJO) knickte während der Landung auf dem Flughafen Carajás nach hinten um. Die Maschine kam nach rechts von der Rollbahn ab und rutschte in den Wald. Unter den 52 Personen an Bord war der Erste Offizier das einzige Todesopfer (siehe auch VARIG-Flug 265).[274]

- 17. Februar – Eine Curtiss C-46 Commando mit dem gefälschten US-amerikanischen Kennzeichen "N1442V" wurde auf einem Drogen-Schmuggelflug bei der Nachtlandung nahe Huetamo de Nuñez (Mexiko) durch Feuer zerstört. Alle Insassen überlebten den Unfall.[275]

- 24. Februar – Eine Hawker Siddeley HS 748-235 2A der Bouraq Indonesia Airlines (PK-IHG) wurde irreparabel beschädigt, als beim Start vom Flughafen Tarakan-Juwata (Indonesien) eine Tür abriss. Alle 33 Insassen, vier Besatzungsmitglieder und 29 Passagiere, überlebten den Unfall.[276]

- 4. März – Eine in Hamilton gestartete Cessna 208B Super Cargomaster der kanadischen Air Georgian (C-FESJ) verunglückte während des Anflugs auf den Flughafen Barrie-Orillia Lake Simcoe (Ontario). Der Pilot, einziger Insasse auf dem Frachtflug, kam ums Leben. Das Flugzeug konnte repariert werden.[277]

- 7. März – An einer Convair CV-240-27 der US-amerikanischen Dodita Air Cargo (N357T) wurde nach dem Start vom Flugplatz Griffin-Spalding County (Georgia, USA) wegen steigender Temperaturen das rechte Triebwerk abgestellt. Weil die Höhe nicht gehalten werden konnte, entschied sich der Kapitän für eine Notlandung, wobei er feststellte, dass der Fahrwerkshebel nicht richtig funktionierte, obwohl es ausgefahren war. Die Maschine rollte etwa 200 Meter weit, bis das Fahrwerk zusammenbrach. Es stellte sich danach heraus, dass der Kapitän aufgrund von unzureichendem Training bei seiner Umschulung keine ausreichenden Kenntnisse der Notverfahren hatte; er gab seine Musterberechtigung zurück. Beide Piloten, die einzigen Insassen auf dem Überführungsflug, überlebten den Unfall. Das Flugzeug wurde irreparabel beschädigt.[278]

- (A) 18. März – Eine Antonow An-24 der russischen Stawropolskaja Akzionernaja Awia (RA-46516) auf dem Weg von Stawropol nach Trabzon, Türkei stürzte eine halbe Stunde nach dem Start bei Tscherkessk, Russland ab. Wegen Korrosion war das Heck im Flug abgebrochen. Keiner der 50 Insassen überlebte (siehe auch Stawropolskaja-Akzionernaja-Awia-Flug 1023).[279]

- 1. April – Mit einer Convair CV-580 der kongolesischen Compagnie Africaine d’Aviation - CAA (9Q-CRU) wurde auf dem Flugplatz Tshikapa (Demokratische Republik Kongo) der Start abgebrochen, da ein ungewöhnliches Geräusch vernommen wurde. Die Maschine überrollte das Startbahnende, kollidierte mit einer Böschung und wurde irreparabel beschädigt. Der Start war bergauf durchgeführt worden, während er aufgrund der steilen Neigung normalerweise bergab stattfand. Alle 14 Insassen, vier Besatzungsmitglieder und 10 Passagiere, überlebten den Unfall.[280]

- 4. April – An einer Aviation Traders ATL-98 Carvair der US-amerikanischen Custom Air Service (N83FA) fiel während des Startlaufs auf dem Flugplatz Griffin-Spalding County (Georgia, USA) das Triebwerk Nr. 1 (links außen) aus. Aufgrund der fehlerhaften Verfahren der Piloten drehte die Maschine nach links, die Tragfläche senkte sich und die Maschine überrollte das Landebahnende. Sie krachte in eine leerstehendes Gebäude und wurde durch Feuer zerstört. Beide Piloten, die einzigen Insassen auf dem Überführungsflug, wurden getötet.[281]

- 8. April – Eine Handley Page Herald 214 der britischen Channel Express (G-ASVO) kollidierte beim Rollen auf dem Flughafen Bournemouth (Vereinigtes Königreich) mit einem Beleuchtungsmast. Die rechte Tragfläche wurde dabei massiv beschädigt. Das Flugzeug wurde als irreparabel eingestuft und verschrottet. Personen kamen nicht zu Schaden. Es war der letzte Unfall mit einer Handley Page Herald, bevor der Typ am 9. April 1999 außer Betrieb genommen wurde.[282]

- 14. April – Eine Fokker F-27-600 Friendship der TAAG Angola Airlines (D2-TFP) verunglückte kurz nach dem Start vom Flughafen Brazzaville Maya-Maya, als die Besatzung die Kontrolle über die Maschine verlor und diese 300 Meter nach dem Ende der Startbahn wieder auf dem Boden aufschlug und in Flammen aufging. Drei der sieben Insassen kamen ums Leben.[283]

- 19. April – Eine BAe ATP der indonesischen Merpati Nusantara Airlines (PK-MTX) stürzte beim Anflug 1,5 Kilometer südlich des Flughafens Tanjung Pandan-Bulutumbang (Indonesien) in ein Kokosnuss-Wäldchen. Die Maschine kam mit einem sehr steilen Rollwinkel nach links in den Endanflug. Von den 53 Insassen kamen 15 ums Leben.[284]

- 24. April – Eine Bristol 170 Mk.31 der kanadischen Hawkair (C-FTPA) befand sich auf dem 80 Kilometer langen Frachtflug vom Flughafen Wrangell (Alaska) zum Flugplatz Bronson Creek (British Columbia). Bei der Landung bekam die rechte Tragfläche Bodenberührung. Das Flugzeug machte einen Ringelpiez und rutschte in einen Graben. Auslöser war vermutlich der Ermüdungsbruch eines Bolzens in der Fahrwerksaufhängung. Alle drei Besatzungsmitglieder überlebten. Die Maschine wurde irreparabel beschädigt. Es war der letzte Unfall einer Bristol 170, eines Typs, der zuletzt im Jahr 2004 eingesetzt wurde – nach 59 Jahren Betriebszeit.[285]

- 2. Mai – Eine Dornier 228-201 der griechischen Olympic Aviation (SX-BHG) setzte bei der Landung auf dem Flughafen Paros (1982) kurz vor der Landebahnschwelle sehr hart auf, wobei das Fahrwerk zusammenbrach. Alle 20 Insassen überlebten den Unfall; an der Maschine entstand Totalschaden.[286]

- (A) 8. Mai – Bei der Notlandung einer Boeing 737 der China Southern Airlines (B-2925) in Shenzhen, China bei schlechtem Wetter kam die Maschine von der Landebahn ab, zerbrach und fing Feuer. 35 der 74 Personen an Bord starben (siehe auch China-Southern-Airlines-Flug 3456).

- 22. Mai – Eine CASA CN-235 des indonesischen Herstellers IPTN (PK-XNT) stürzte auf der Luftwaffenbasis Gorda (Indonesien) ab, als der Abwurf von 4000 Kilogramm Ladung im Tiefflug aus 200 Metern Höhe missglückte. Alle 6 Besatzungsmitglieder und Passagiere, kamen ums Leben.[287]

- 22. Mai – An einer Convair CV-240/T-29B der US-amerikanischen Dodita Air Cargo (N355T) kam es im Reiseflug am Triebwerk Nr. 1 (links) zu steigenden Temperaturen und schwankendem Öldruck, weshalb es abgestellt wurde. Dann begann das Triebwerk Nr. 2 (rechts) zu rappeln und gab die Leistung auf. Obwohl Triebwerk 1 noch einmal angelassen werden konnte, musste eine Notwasserung an einem Strand bei Luquillo (Puerto Rico) durchgeführt werden, wobei die Maschine in einer Wassertiefe von 1,50 Metern zum Stillstand kam. Der Unfallort lag 29 Kilometer ostsüdöstlich vom Ziel entfernt, dem Flughafen San Juan. Alle 3 Besatzungsmitglieder, die einzigen Insassen auf dem Überführungsflug, überlebten den Unfall.[288]

- 6. Juni – Eine Vickers Viscount 781 der kongolesischen Bazair (9Q-CWL) stürzte in der Region Irumu (Demokratische Republik Kongo) auf dem Flug von Bunia zum Flughafen Kisangani-Bangoka ab. Alle 23 Insassen, 3 Besatzungsmitglieder und 20 Passagiere, kamen ums Leben.[289]

- 7. Juni – Eine BAC 1-11 der rumänischen TAROM (YR-BCM) schlug bei der Landung auf dem Flughafen Stockholm/Arlanda hart auf die Bahn auf und wurde strukturell irreparabel beschädigt.[290]

- 28. Juni – In einer Aviation Traders ATL-98 Carvair der US-amerikanischen Hondu Carib Cargo (N103) brach nach dem Start vom Flugplatz Venetie (Alaska, USA) im Triebwerk Nr. 2 (links innen) ein Brand aus. Trotz des Abstellens des Triebwerks und des Betätigens beider dortigen Feuerlöscher brannte der Motor weiter und löste sich von der Tragfläche. Der Kapitän war gezwungen, eine Notlandung auf einer Sand- und Kiesbank im Chandalar River durchzuführen. Alle drei Besatzungsmitglieder, die einzigen Insassen auf dem Überführungsflug, überlebten den Unfall.[291]

- 30. Juni – Das linke Triebwerk einer Convair CV-240-53 der US-amerikanischen Silver Express (N344MM) verlor in 120 Metern Höhe nach dem Start vom Flughafen San Juan (Puerto Rico, USA) an Leistung und wurde abgestellt. Obwohl für das verbliebene rechte Triebwerk die Wassereinspritzung verfügbar war, die zusätzlich 450 PS Leistung erbracht hätte, entschied der Kapitän, sie nicht zu nutzen. Das Flugzeug konnte die Höhe nicht halten, kollidierte mit einer Palme und kam an der Brandungslinie des Strandes zum Liegen. Es war um rund 300 kg überladen und wurde irreparabel beschädigt. Alle drei Insassen, die beiden Besatzungsmitglieder und ein Passagier auf dem Frachtflug, überlebten den Unfall.[292]

- 11. Juli – Kurz nach dem Start in Santiago de Cuba verunglückte eine Antonow An-24 der Cubana (CU-T1262). Keine der 44 Personen an Bord überlebte.

- 17. Juli – Eine Fokker F-27-600 der indonesischen Sempati Air Transport, gemietet von Trigana Air Service (PK-YPM), stürzte auf dem Flug nach Jakarta nahe dem Startflughafen Bandung, Indonesien etwa 12 Kilometer nach dem Start ab. Dabei starben 28 Menschen, 22 überlebten.[293]

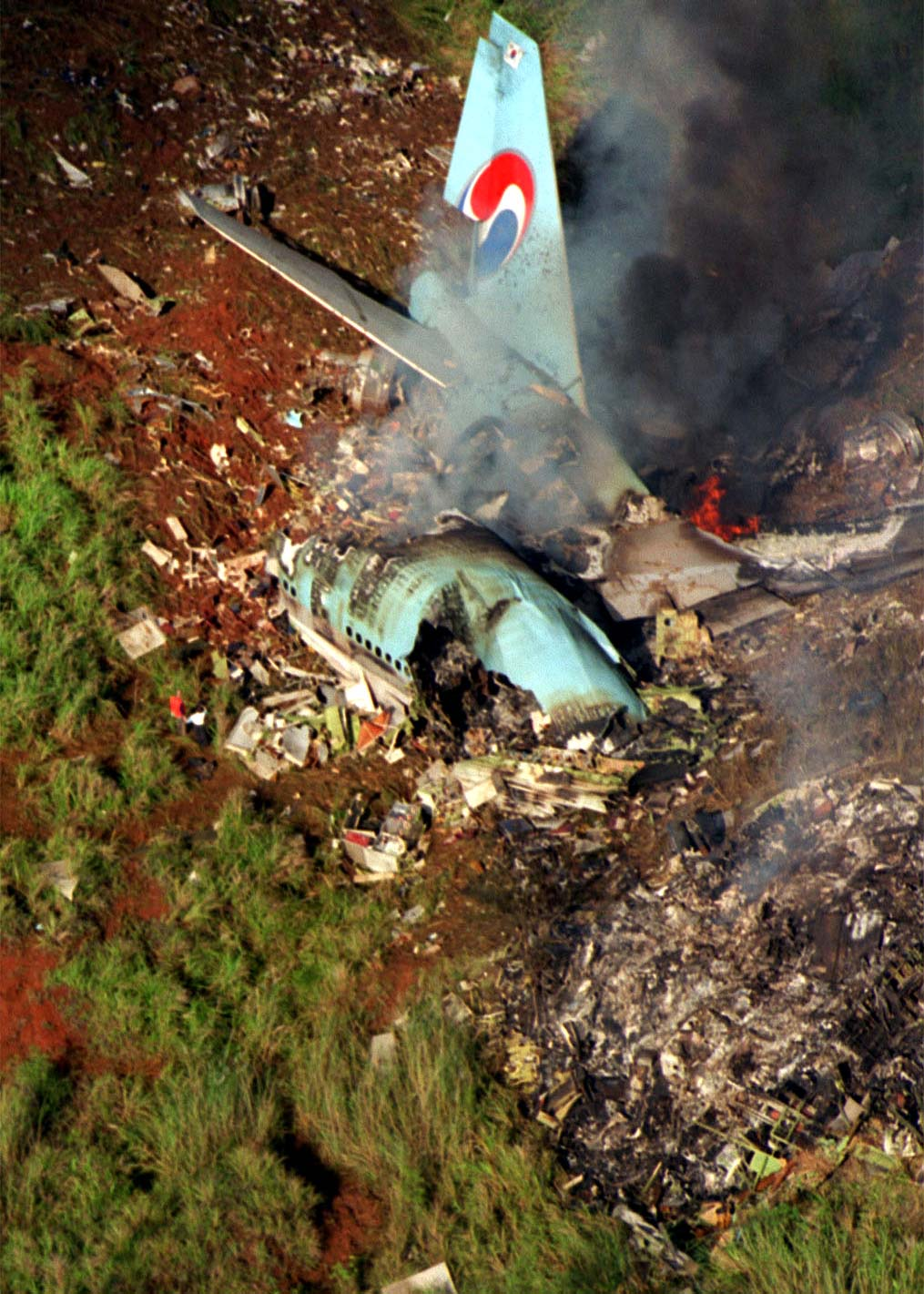
CFIT – Korean-Air-Flug 801 am 6. August 1997 (228 Menschen starben, 26 überlebten)

- (A) 30. Juli – Eine ATR 42 der französischen Air Littoral (F-GPYE) setzte bei der Landung auf dem Flughafen Florenz deutlich zu spät und zu schnell auf. Sie überrollte das Ende der nur 1030 m kurzen verfügbaren Landestrecke und prallte gegen die Böschung der angrenzenden Autobahn. Einer der Piloten wurde getötet, die anderen 16 Insassen überlebten (siehe auch Air-Littoral-Flug 701).[294]

- (A) 6. August – Eine Boeing 747-300 der Korean Air (HL7468) prallte beim Anflug auf den Flughafen Guam/Won Pat (Guam) gegen einen Hügel, etwa 5 Kilometer vor dem Flughafen. Das Instrumentenlandesystem ILS war abgeschaltet; die Piloten führten den Anflug zu tief aus, was von der Flugsicherung aber nicht bemerkt wurde. Von 254 Menschen an Bord des Flugzeugs konnten nach diesem CFIT (Controlled flight into terrain) nur 26 gerettet werden, 228 wurden getötet (siehe auch Korean-Air-Flug 801).[295]

- (A) 7. August – Aufgrund einer falsch durchgeführten Beladung stürzte ein Frachtflugzeug des Typs Douglas DC-8-61F der US-amerikanischen Fine Air (N27UA) nach dem Start vom Flughafen Miami (Vereinigte Staaten) ab. Alle vier Besatzungsmitglieder sowie eine Person am Boden kamen ums Leben (siehe auch Fine-Air-Flug 101).

- 20. August – Eine geparkte Short 360-300 der US-amerikanischen CCAir (N730CC) wurde unmittelbar vor dem Einsteigen der Passagiere auf dem Flughafen Charlotte Douglas (North Carolina, USA) von einer plötzlichen, sehr starken Windbö erfasst und in ein elektrisches Bodenaggregat geworfen. Durch ein dabei ausbrechendes Feuer wurde das Flugzeug irreparabel beschädigt. Die beiden Piloten, in diesem Moment noch die einzigen Insassen, überlebten den Totalschaden.[296]

- (A) 3. September – Eine aus Ho-Chi-Minh-Stadt kommende Tupolew Tu-134 der Vietnam Airlines (VN-A120) verunglückte beim Anflug auf Phnom Penh, (Kambodscha), nachdem die Piloten Anweisungen des Lotsen missachtet hatte. Dabei starben 65 Menschen. Ein Baby überlebte (siehe auch Vietnam-Airlines-Flug 815).

- 12. September – Eine de Havilland Canada DHC-6-300 Twin Otter der kongolesischen TMK Air Commuter (9Q-CRY) wurde in den Minembwe Mountains (Kongo) in einen Hügel geflogen. Die Maschine beförderte Menschen auf dem Weg zu einem Kirchentag. Durch diesen CFIT (Controlled flight into terrain) wurden alle 19 Insassen getötet.[297]

- (A) 26. September – Ein Airbus A300 der Garuda Indonesia (PK-GAI) wurde im Landeanflug nahe Medan, Sumatra (Indonesien) in einen Berg geflogen. Ursache waren höchstwahrscheinlich mangelhafte Kommunikation zwischen Piloten und Flugkontrolle sowie schlechte Sicht. Alle 234 Menschen an Bord kamen bei diesem CFIT (Controlled flight into terrain) ums Leben (siehe auch Garuda-Indonesia-Flug 152).

- (A) 10. Oktober – Eine Douglas DC-9 der argentinischen Austral Líneas Aéreas (LV-WEG) stürzte auf dem Weg von Posadas, Argentinien nach Buenos Aires bei ungünstigen Wetterbedingungen (Gewitter) nahe Nuevo Berlín (Uruguay) ab. Alle 74 Menschen starben (siehe auch Austral-Líneas-Aéreas-Flug 2553).

- 13. Oktober – Mit einer Hawker Siddeley HS 748-401 2B LFD der Bouraq Indonesia Airlines (PK-IHO) kam es auf dem Flughafen Yogyakarta-Adisucipto (Indonesien) zu einer besonders harten Landung. Der mittlere Teil des Rumpfes wurde so schwer beschädigt, dass die Maschine als irreparabel eingestuft werden musste. Alle 10 Insassen, fünf Besatzungsmitglieder und 5 Passagiere, überlebten den Unfall.[298]

- 29. Oktober – Eine Jakowlew Jak-40 der Ariana Afghan Airlines (YA-KAE) verunglückte bei der Landung in Dschalalabad, wobei ein Mensch ums Leben kam.[299]

- 6. November – Bei einer Hawker Siddeley HS 748-106 1A der nepalesischen Necon Air (9N-ACM) fiel bei der Landung auf dem Flughafen Pokhara (Nepal) das Hydrauliksystem aus. Das Flugzeug geriet von der Landebahn ab. Es gelang dem Kapitän, nach 100 Metern die Maschine zurück auf die Bahn zu steuern, jedoch kam sie erneut davon ab und kollidierte mit einer geparkten Hawker Siddeley HS 748 der Nepal Airways (9N-ACW). Diese wurde an der rechten Rumpfseite und dem Bug schwer beschädigt. Alle 48 Insassen der 9N-ACM, vier Besatzungsmitglieder und 44 Passagiere, überlebten den Unfall. Beide Flugzeuge wurden irreparabel beschädigt und mussten abgeschrieben werden.[300][301]

- 25. November – An einer Short 360-100 der US-amerikanischen Corporate Air (N691A) brach bei der Landung auf dem Flughafen Billings Logan (Montana, USA) das linke Hauptfahrwerk zusammen. Der Erste Offizier hatte die Maschine mit einer extrem hohen Sinkgeschwindigkeit auf der Landebahn aufschlagen lassen, wodurch sie irreparabel beschädigt wurde. Die beiden Piloten, die einzigen Insassen auf dem Frachtflug, überlebten den Unfall.[302]

- (A) 6. Dezember – Bei einer Antonow An-124-100 (RA-82005), welche die Ukrainian Cargo Airlines von der Russischen Luftwaffe gechartert hatte, kam es kurz nach dem Start vom Flughafen Irkutsk-Nordwest zu Flammabrissen an drei Triebwerken. Die Maschine stürzte auf zwei Wohnblocks in Irkutsk, 1,6 Kilometer hinter der Startbahn. Alle 23 Insassen sowie 45 Personen am Boden kamen ums Leben (siehe auch Absturz einer Antonow An-124 in Irkutsk).[303]

- 15. Dezember – Eine Tupolew Tu-154 der Tadschikistan Airlines (EY-85281) wurde im Anflug auf den Flughafen Schardscha (Vereinigte Arabische Emirate) wegen zu niedrigen Landeanfluges 13 Kilometer östlich der Landebahn ins Gelände geflogen. Durch diesen CFIT (Controlled flight into terrain) wurden von den 86 Insassen 85 getötet, 6 Besatzungsmitglieder und alle 79 Passagiere.[304]

- 16. Dezember – Eine Bombardier CRJ100ER der Air Canada (C-FSKI) verunglückte bei der Landung in dichtem Nebel am Flughafen Fredericton (New Brunswick, Kanada). Beim Versuch des Durchstartens kam es zu einem Strömungsabriss. Beim ersten Aufschlag brach das Bugfahrwerk ab; trotzdem beließen die Piloten den Schub auf Vollgas. Bei mehrfachem Steigen und Aufschlagen zerlegte sich das Flugzeug allmählich und kam schließlich zwischen Bäumen zum Stillstand. Alle 42 Insassen, drei Besatzungsmitglieder und 39 Passagiere, überlebten den Unfall. Das Flugzeug wurde irreparabel beschädigt.[305]

- 17. Dezember – Eine Jakowlew Jak-42 der ukrainischen Lvovskie avialinii, betrieben für die ebenfalls ukrainische Aerosvit Airlines (UR-42334) stürzte in bergigem Gelände ab, nachdem die Piloten in Thessaloniki (Griechenland) durchgestartet waren und die Orientierung verloren hatten. Alle 70 Menschen an Bord starben. Eine bei der Suche nach dem Wrack eingesetzte Lockheed C-130 der Griechischen Luftwaffe stürzte ebenfalls ab, wobei fünf Menschen umkamen.

- (A) 19. Dezember – Absturz einer Boeing 737 der singapurer SilkAir (9V-TRG) über Sumatra (Indonesien) auf halbem Weg von Jakarta nach Singapur. Alle 104 Menschen an Bord starben. Der Unfall wurde lt. Ermittlungen des US National Transport Safety Board von einem der Piloten absichtlich herbeigeführt (siehe auch SilkAir-Flug 185).[306]

### 1998
- 2. Januar – Während des Starts einer Douglas DC-6B der US-amerikanischen Woods Air Fuel (Luftfahrzeugkennzeichen N861TA) an der Nixon Fork Mine (Alaska, USA) wurden die Cockpitscheiben sehr schnell durch angesaugten Schnee undurchsichtig. Das Flugzeug driftete nach links in die Schneebänke an der Seite der 1280 Meter langen und 26 Meter breiten Startbahn und fing Feuer. Ein entscheidender Passus aus dem "DC-6 Airplane Operating Manual" war weder im Supplemental Type Certificate (STC) noch im Handbuch des Betreibers für die DC-6 enthalten: "anti-icing airflow with heater operation will be required to clear the panels." Dies war also auch der Besatzung nicht bekannt. Alle drei Besatzungsmitglieder, die einzigen Insassen auf dem Frachtflug, überlebten den Unfall. Das Flugzeug wurde irreparabel beschädigt.[307]

- 11. Januar – Eine Avro RJ100 der Turkish Airlines (TC-THF) wurde im Anflug auf die Landebahn 21 am alten Flughafen Samsun-Samair (Türkei) durchgestartet. Die Piloten flogen dann offenbar eine 180-Grad-Kurve, um auf der Piste 03 zu landen. Die Maschine setzte lang und schnell auf. Sie kam von der Landebahn ab und flog 67 m einen Hang hinunter. Alle 74 Insassen, sechs Besatzungsmitglieder und 68 Passagiere, überlebten den Unfall. Das Flugzeug wurde zerstört.[308]

- 13. Januar – Eine Antonow An-32 der Islamischen Luftstreitkräfte von Afghanistan (Luftfahrzeugkennzeichen unbekannt) transportierte Taliban-Kämpfer von Kandahar nach Herat. Aufgrund schlechten Wetters am Zielort entschieden sich die Piloten, nach Quetta in Pakistan auszuweichen. Bereits 110 Kilometer nördlich des Ausweichflughafens stürzte die Maschine ab. Dabei kamen alle 51 Insassen ums Leben.[309]

- 27. Januar – Bei einer Fokker F-27-600 Friendship der Myanma Airways (XY-AES) fiel während des Starts vom Flughafen Thandwe (Myanmar) das rechte Triebwerk aus. Die Maschine brach nach rechts aus, kollidierte mit einer Böschung und fing Feuer. Bei dem Unfall wurden 16 Insassen getötet, ein Besatzungsmitglied und 15 Passagiere; die anderen 29 Insassen überlebten. Das Flugzeug wurde zerstört.[310]

- (A) 2. Februar – Beim Anflug auf Cagayan de Oro (Philippinen) prallte eine Douglas DC-9-32 der philippinischen Cebu Pacific (RP-C1507) mit 104 Menschen an Bord gegen einen Berg. Niemand überlebte (siehe auch Cebu-Pacific-Flug 387).

- 9. Februar – Eine Short 360-100 der British Regional Airlines (G-BLGB) wurde bei einer sehr harten Landung auf dem Flughafen Stornoway (Schottland) irreparabel beschädigt. Alle 30 Insassen, vier Besatzungsmitglieder und 26 Passagiere, überlebten den Unfall.[311]

- (A) 16. Februar – Ein Airbus A300 der taiwanischen China Airlines (B-1814) steuerte in leichtem Nebel und Regen die Landebahn in Taipeh (Taiwan) zu hoch an und startete durch. Dabei geriet die Maschine außer Kontrolle, stürzte ab und explodierte. Alle 196 Menschen an Bord sowie sieben am Boden starben (siehe auch China-Airlines-Flug 676).

- (A) 10. März – Eine Boeing 707-300C der ägyptischen Air Memphis (SU-PBA) verunglückte beim Start vom Flughafen Mombasa. Das Frachtflugzeug streifte nach dem Abheben Aufbauten der Anflugbefeuerung, schlug zurück auf dem Boden auf, zerbrach und fing Feuer. Alle sechs Insassen kamen ums Leben (siehe auch Flugunfall einer Boeing 707 der Air Memphis in Mombasa).[312]

- 19. März – Eine Boeing 727-228 der Ariana Afghan Airlines (YA-FAZ) wurde im Anflug auf den Flughafen Kabul 15 Kilometer südlich des Zielflughafens in den Berg Shakh-e Barantay geflogen. Die Maschine war auf dem Weg von Schardscha (Vereinigte Arabische Emirate) über Kandahar nach Kabul. Bei diesem (CFIT, Controlled flight into terrain) wurden alle 45 Menschen an Bord getötet.[313]

- (A) 22. März – Ein Airbus A320-200 der Philippine Airlines (RP-C3222) kam am Bacolod City Domestic Airport (Philippinen) von der Landebahn ab und durchbrach mehrere Häuser einer anliegenden Siedlung, nachdem der defekte Umkehrschub des Triebwerks 1 in der Climb-Position gelassen wurde und die Maschine wegen des asymmetrischen Schub-Zustandes nach rechts von der Landebahn abkam. Im Flugzeug gab es nur Verletzte, jedoch kamen drei Menschen in der Siedlung ums Leben (siehe auch Philippine-Airlines-Flug 137).[314]

- 31. März – An einer Convair CV-240-53/C-131A der mexikanischen Linea Aérea Mexicana de Carga (XA-TAP) kam es etwa eine Viertelstunde nach dem Start vom Flughafen Mexico City zu einem Leistungsverlust des Triebwerks Nr. 2 (rechts), das schließlich in Brand geriet. Da die Höhe nicht gehalten werden konnte, sollte auf der Luftwaffenbasis Santa Lucia (Mexiko) eine Notlandung durchgeführt werden. Im Anflug auf die Basis bei schlechter Sicht schlug die Maschine in Bäumen auf und wurde zerstört. Von den vier Insassen kamen 2 ums Leben, je ein Besatzungsmitglied und Passagier.[315]

- 31. März – An einer Hawker Siddeley HS 748-378 2B der britischen Emerald Airways (G-OJEM) kam es beim Start vom Flughafen London-Stansted (England) in einer Höhe von 10 bis 30 Metern zu einem schlagartigen Ausfall des Triebwerks Nr. 2 (rechts). Dieser löste einen Brand in der Triebwerksgondel und eine Drehbewegung nach rechts aus. Der Schub wurde reduziert und nach 27 Sekunden Flugzeit setzte die Maschine wieder auf, überrollte das Startbahnende mit 62 Knoten (115 km/h) und kam nach dem Zusammenbruch des Bugfahrwerks zum Stillstand. Hauptursachen waren diverse Ermüdungsschäden im Triebwerk. Das Flugzeug wurde irreparabel beschädigt. Alle 44 Insassen, vier Besatzungsmitglieder und 40 Passagiere, überlebten den Unfall.[316]

- (A) 20. April – Kurz nach dem Start in Bogotá (Kolumbien) flog eine Boeing 727-230 der TAME (Ecuador) (HC-BSU) mit Ziel Quito (Ecuador) wegen falschen Steuerkurses gegen einen Berghang. Dabei starben alle 53 Menschen an Bord. Die Maschine war 14 Jahre lang von Lufthansa als D-ABKS betrieben worden (siehe auch Air-France-Flug 422).

- 25. Mai – Eine Jakowlew Jak-40 der Lao Aviation (RDPL-34001) stürzte in Laos in einem Unwetter ab, wobei alle 26 Insassen umkamen.

- 26. Mai – Eine Yunshuji Y-12 der MIAT Mongolian Airlines (JU-1017) prallte wenige Minuten nach dem Start in Erdenet (Mongolei) gegen einen Berg. Alle 28 Menschen an Bord starben.

- 30. Mai – In einer Convair CV-240-17 der US-amerikanischen Trans Florida Airlines (N87949) wurde auf dem Flughafen Aguadilla-Borinquen (Puerto Rico) auf einem Trainingsflug bei einer Touch-and-Go-Übung durch den Ersten Offizier versehentlich der Fahrwerkshebel statt des Hebels für die Landeklappen nach oben betätigt. Das linke Hauptfahrwerk und das Bugfahrwerk brachen zusammen, das Flugzeug rutschte auf der Startbahn entlang und wurde irreparabel beschädigt. Beide Piloten, die einzigen Insassen, überlebten den Unfall.[317]

- (A) 28. Juli – Ein Frachtflugzeug des Typs Fairchild Swearingen Metro III der Flightline (EC-FXD) mit zwei Besatzungsmitgliedern verunglückte im Anflug auf den Flughafen Barcelona-El Prat. Die beiden Besatzungsmitglieder kamen dabei ums Leben (siehe auch Swiftair-Flug 704).[318]

- (A) 29. Juli – Eine Embraer EMB 110P1 der brasilianischen Selva Taxi Aéreo (PT-LGN) führte einen Regionalflug von Manaus nach Tefé im brasilianischen Amazonasgebiet durch. Die Maschine war um 852 Kilogramm überladen, es befanden sich 25 statt der zulässigen 19 Passagiere an Bord. Als im Flug ein Triebwerks ausfiel, kehrten die Piloten um. Da die überladene Maschine zu sinken begann, wurde Gepäck von Passagieren zur Reduktion des Gewichts über Bord geworfen. Der Sinkflug konnte dennoch nicht aufgehalten werden, und die Maschine musste im Manacapuru-Fluss notwassern. Von den 27 Menschen an Bord starben 12 (siehe auch Flugunfall der Selva Taxi Aéreo).

- (A) 30. Juli – Eine Beechcraft 1900 der französischen Proteus Airlines (F-GSJM) stieß auf einem Regionalflug vom Flughafen Lyon Saint-Exupéry zum Flughafen Lorient über der Bucht von Quiberon mit einer privaten Reims Cessna F177RG Cardinal (F-GAJE) zusammen. Beide Flugzeuge zerbrachen in der Luft und stürzten ins Meer. Insgesamt starben 15 Menschen, 14 an Bord der Beechcraft und einer an Bord der Cessna. Die Piloten der Beechcraft hatten auf die Bitte eines Passagiers hin eine Kursabweichung über die Bucht von Quiberon vorgenommen, da dort gerade das berühmte Schiff France lag (siehe auch Proteus-Airlines-Flug 706).

- 5. August 1998 – Eine Boeing 747-400 der Korean Air (HL7496) verunglückte bei der Landung auf dem Flughafen Seoul-Gimpo (Südkorea), als der Kapitän die Schubumkehr asymmetrisch bediente, da er sie bei einem Triebwerk nicht aktivierte. Die Maschine kam seitlich von der Landebahn ab, wobei ein Teil des Hauptfahrwerks abgerissen wurde. Alle 395 Menschen an Bord überlebten.[319]

- 6. August – Eine Hawker Siddeley HS 748-310 2A LFD der kanadischen Wasaya Airways (C-GTAD) wurde bei der Landung auf dem Flugplatz Kasabonika (Ontario, Kanada) spät aufgesetzt. Trotz maximaler Bremsung überrollte die Maschine das Landebahnende und kam erst 150 Meter dahinter in einem Gebiet von Jungbäumen zum Stillstand. Das Flugzeug wurde irreparabel beschädigt. Alle vier Besatzungsmitglieder, die einzigen Insassen auf dem Frachtflug, überlebten den Unfall.[320]

- 21. August – Eine de Havilland Canada DHC-6-300 Twin Otter der nepalesischen Luftfahrtbehörde, betrieben für Lumbini Airways (9N-ACC), wurde in 2100 Metern Höhe gegen den 8091 Meter hohen Berg Annapurna (Nepal) geflogen. Durch diesen CFIT (Controlled flight into terrain) wurden alle 18 Insassen getötet, drei Besatzungsmitglieder und 15 Passagiere.[321]

- 24. August – Eine Fokker F-27-600 Friendship der Myanma Airways (XY-AEN) wurde im Anflug auf den Flughafen von Tachilek (Myanmar) drei Kilometer davor in einen 140 Meter hohen Hügel geflogen. Die Maschine kam vom Flughafen Rangun. Bei diesem CFIT (Controlled flight into terrain) wurden alle 36 Insassen getötet, 4 Besatzungsmitglieder und 32 Passagiere. Es war der zweite tödliche Flugunfall bei Myanma Airways innerhalb von 7 Monaten. Das Flugzeug wurde zerstört.[322]

- 24. August – Eine Antonow An-32 der kolumbianischen SADELCA (HK-4007X) verunglückte auf dem Flughafen von Leticia (Kolumbien) bei einem missglückten Startabbruch. Die um eine halbe Tonne überladenen Maschine ließ sich nicht abheben; beim zu späten Startabbruch überrollte das Flugzeug das Startbahnende um 80 Meter und wurde irreparabel beschädigt. Bei den sechs Insassen des Frachtfluges kam es nicht zu ohne Personenschäden.[323]

- 29. August – Eine Tupolew Tu-154 der Cubana (CU-T1264) mit Ziel Guayaquil konnte beim Start in Quito (Ecuador) keine ausreichende Höhe gewinnen und krachte in bewohntes Gebiet. Bei dem Unfall starben 70 von 90 Menschen im Flugzeug und 10 Anwohner.

- 31. August – Eine Boeing 727-228(F) der US-amerikanischen DHL Airways (N722DH) verunglückte bei der Landung auf dem Flughafen New York-John F. Kennedy (USA). Kurz nach dem Start fiel das Triebwerk Nummer 2 aus. Die Flugbesatzung erklärte einen Notfall und kehrte zum JFK-Flughafen zurück. Als das Flugzeug auf der Landebahn auf etwa 80 Knoten verlangsamt wurde, brach das rechte Hauptfahrwerk zusammen. Das Flugzeug rutschte auf der Landebahn bis zum Stillstand. Das Versagen des rechten Hauptfahrwerks wurde durch Ermüdungsrisse und Spannungskorrosionsrisse in der Lagerzapfenhalterung verursacht. Alle fünf Insassen auf dem Frachtflug, die 3 Flugbesatzungsmitglieder und 2 Mitflieger, blieben unverletzt. Das Flugzeug wurde irreparabel beschädigt.[324]

- 2. September – Eine geleaste Antonow An-26 der russischen Permtransavia (RA-26028) stürzte eine halbe Stunde nach dem Start in Luanda (Angola) ab. Keiner der 24 Insassen überlebte.

- (A) 2. September – Bei einer MD-11 der Swissair (HB-IWF) brach auf dem Flug von New York City nach Genf rund eine Stunde nach dem Start ein Feuer hinter dem Cockpit aus, das zu Rauchentwicklung und zum Ausfall von Instrumenten führte. Als Unfallursache wurde ein Lichtbogen an einem Kabelbaum des In-flight-Entertainment-Systems ermittelt. Auf dem Weg zur Notlandung in Halifax (Nova Scotia) (Kanada) stürzte das Flugzeug vor der Küste Neuschottlands in den Atlantik, wobei alle 229 Menschen an Bord ums Leben kamen (siehe auch Swissair-Flug 111).[325]

- 22. September – Eine Curtiss C-46D-15-CU Commando der dominikanischen Aerolineas Mundo (AMSA) (HI-503CT) wurde auf dem Flughafen Las Américas (Dominikanische Republik) während des Hurrikans Georges gegen die Lockheed L-1049 Super Constellation HI-548CT der ebenfalls dominikanischen Aerochago Airlines geblasen. Das Flugzeug wurde irreparabel beschädigt und Anfang 1999 verschrottet. Über Personenschäden liegen keine Informationen vor.[326]

- 22. September – Eine Lockheed L-1049/C-121C Super Constellation der dominikanischen Aerochago Airlines (HI-548CT) wurde auf dem Flughafen Santo Domingo-Las Américas (Dominikanische Republik) irreparabel beschädigt. Während des Hurrikans Georges wurde eine Curtiss C-46 Commando der Aerolineas Mundo (HI-503CT) in die Superconnie geblasen. Über Personenschäden ist nichts bekannt. Dies war der letzte Totalschaden einer Super Constellation seit ihrer Indienststellung im Dezember 1951.[327]

- 24. September – Eine Convair CV-240-13 der US-amerikanischen Trans Florida Airlines (N91237) nach dem Start vom Flughafen San Juan (Puerto Rico) 3,5 Kilometer östlich davon notgewassert werden. Ein vorheriger Start war wegen schwankender Leistungsanzeigen im Triebwerk Nr. 2 (rechts) abgebrochen worden. Mehrere Probeläufe verliefen normal. Nach dem Abheben kam es zu starken Fehlzündungen und Vibrationen, woraufhin das rechte Triebwerk abgestellt wurde. Die Höhe konnte nicht gehalten werden, weshalb die Notwasserung stattfand. Das Flugzeug wurde irreparabel beschädigt. Alle 3 Insassen auf dem Frachtflug, beide Besatzungsmitglieder und der einzige Passagier, überlebten den Unfall. Dies war bis zum Juli 2023 der letzte bekanntgewordene Totalverlust einer Convair CV-240 nach ihrem Erstflug im Jahr 1947.[328]

- (A) 25. September – Eine aus Málaga kommende BAe 146-100 der spanischen Paukn Air (EC-GEO) wurde beim Anflug auf den Flughafen Melilla in eine Hügel auf marokkanischer Seite geflogen. Durch diesen CFIT (Controlled flight into terrain) wurden alle 38 Menschen an Bord getötet. Die Piloten hatten die Landevorschriften nicht beachtet, die Maschine unter die Mindestflughöhe gebracht und nicht auf das ertönte Ground Proximity Warning System reagiert (siehe auch PauknAir-Flug 4101).[329]

- 29. September – Rund 15 Minuten nach dem Start in Jaffna (Sri Lanka) verunglückte eine von der belarussischen Gomelavia geleaste Antonow An-24 (EW-46465) der LionAir mit 55 Insassen. Niemand überlebte.

- 10. Oktober – Eine Boeing 727-30 der kongolesischen Lignes Aériennes Congolaises (9Q-CSG) wurde unmittelbar nach dem Start in Kindu (Demokratische Republik Kongo) von Rebellen mit einer Boden-Luft-Rakete abgeschossen. Alle 41 Flugzeuginsassen starben. Die Maschine war 16 Jahre lang von Lufthansa und Condor als D-ABIN betrieben worden.

- 11. November – Eine Boeing 747-400 der koreanischen Asiana Airlines (HL7414) rollte auf dem Anchorage (Alaska)zunächst mit einem Triebwerk gegen die Tragfläche einer geparkten Iljuschin Il-62 der russischen Aeroflot (RA-86564). Gleich darauf bohrte sich die linke Tragfläche der Boeing in die Vorderseite des Seitenleitwerks der Iljuschin. Die Asiana-Piloten erhöhten den Schub weiter, so dass ihre Tragfläche das Leitwerk der Iljuschin zur Hälfte durchschnitt. Als Hauptursache wurde exzessive Rollgeschwindigkeit festgestellt. Es gab keine Personenschäden; die Il-62 musste allerdings verschrottet werden.

- 3. Dezember – Eine Hawker Siddeley 748 der kanadischen Bradley Air Services (C-FBNW) wurde bei einem Startabbruch auf dem Flughafen Iqaluit (Nunavut, Kanada) irreparabel beschädigt.[330] Aufgrund von Beladefehlern des Lademeisters lag der Schwerpunkt des Flugzeugs deutlich weiter vorne als berechnet. Die dadurch benötigten höheren Kräfte am Steuer führten dazu, dass der Kapitän beim Rotieren nicht ausreichend stark zog und zu der irrigen Annahme kam, die Flugfähigkeit der Maschine sei beeinträchtigt. Obwohl die Entscheidungsgeschwindigkeit V1 für einen Startabbruch schon um rund 20 Knoten überschritten war, brach er den Start nur 530 Meter vor dem Startbahnende noch ab. Bei dessen Überrollen hatte das Flugzeug immer noch eine Geschwindigkeit von etwa 100 Knoten (185 km/h). Nach dem Zusammenbruch des Fahrwerks rutschte es noch 240 Meter auf dem Bauch über felsiges Gelände und wurde irreparabel beschädigt. Alle sieben Insassen, vier Besatzungsmitglieder und drei Passagiere, überlebten.[331]

- (A) 11. Dezember – Ein aus Bangkok kommender Airbus A310 der Thai Airways International (HS-TIA) stürzte während des dritten Landeversuchs in Surat Thani (Thailand) bei schlechtem Wetter etwa 3 Kilometer vor dem Flughafen ab und explodierte. Von den 146 Menschen an Bord starben 101, 45 überlebten (siehe auch Thai-Airways-Flug 261).

- 26. Dezember – Eine Lockheed L-100-30 Hercules der angolanischen Transafrik (S9-CAO) stürzte in dichtem Dschungel 25 Kilometer vom Startflughafen von Huambo (Angola) entfernt ab. Die Maschine wurde im Auftrag der Vereinten Nationen betrieben. Aufgrund heftiger Kämpfe in diesem Gebiet war es den Vertretern der UNO unmöglich, zum Wrack zu gelangen und die Absturzursachen zu untersuchen. Alle 14 Insassen, 4 Besatzungsmitglieder und 10 Passagiere, kamen ums Leben.[332]

### 1999
- 2. Januar – Eine Lockheed L-100 Hercules der angolanischen Transafrik (Luftfahrzeugkennzeichen D2-EHD) wurde 80 Kilometer nördlich von Huambo (Angola) durch Rebellen der UNITA abgeschossen. Die Maschine war im Auftrag der Vereinten Nationen unterwegs. Alle 9 Insassen, 4 Besatzungsmitglieder und 5 Passagiere, wurden getötet.[333]

- (A) 18. Januar – Eine Cessna 208A Caravan I der nepalesischen Necon Air (9N-ADA) verunglückte unterwegs nach Nepalganj. Nach dem Start vom Flughafen Jumla kam es in rund 140 Metern Höhe zu einem Strömungsabriss, da die Piloten entgegen der Checkliste mit voll ausgefahrenen Landeklappen starteten. Die Cessna stürzte ab und fing Feuer, welches der Flughafentower nicht löschen konnte, weil dessen einziger Feuerlöscher noch original verpackt war. Von den 12 Insassen starben 4 Passagiere und einer der beiden Piloten (siehe auch Flugunfall einer Cessna 208 der Necon Air).[334]

- 2. Februar – Eine Frachtmaschine des Typs Antonow An-12 der Santa Cruz Imperial aus den Vereinigten Arabischen Emiraten (EY-ASS), registriert in Tadschikistan und betrieben für die angolanische Savanair, kehrte unmittelbar nach dem Start vom Flughafen Luanda (Angola) wegen technischer Probleme um, wohl aufgrund von Triebwerksproblemen oder -feuer. Im Anflug auf Luanda stürzte das Flugzeug 6 Kilometer östlich des Flughafens in das dicht besiedelte Wohngebiet Cazenga. Die Ladung bestand aus 14 Tonnen Lebensmitteln. Alle vier (nach anderen Angaben elf) Besatzungsmitglieder und 13 Personen am Boden starben.[335]

- (A) 9. Februar – Alle sieben Insassen einer Lockheed L-188 Electra der kongolesischen Air Karibu (9Q-CDI) kamen ums Leben, die von den kongolesischen Streitkräften gechartert worden war, um Treibstoff, scharfe Munition und Bomben vom Flughafen Kinshasa-Ndjili nach Mbandaka zu transportieren. Bei dem um sechs Tonnen überladenen Flugzeug kam es kurz nach dem Start zu einem Schaden an Triebwerk Nr. 3, welches daraufhin abgestellt werden musste. Der Kapitän versuchte, zum Flughafen zurückzukehren, aber das Flugzeug verlor an Höhe und die Kontrolle ging verloren. Die Maschine stürzte etwa drei Minuten nach dem Start ab. Ein entscheidender Faktor bei dem Unfall war der Umstand, dass eine unterqualifizierte Besatzung eingesetzt wurde: Da kein Erster Offizier anwesend war, erfüllte der Flugingenieur die Aufgaben des Ersten Offiziers und ein Bodenmechaniker die Aufgaben des Flugingenieurs (siehe auch Flugunfall einer Lockheed L-188 Electra der Air Karibu).[336]

- (A) 12. Februar – Eine Frachtmaschine des Typs Beechcraft C99 der US-amerikanischen Ameriflight (N205RA) verunglückte während eines Fluges vom Tonopah Airport in Nevada zum Eastern Sierra Regional Airport in Kalifornien, wobei der einzige an Bord anwesende Pilot starb. Die Maschine wurde 18 Kilometer vor dem Zielflughafen in einen Berg geflogen. Die Unfalluntersuchung legt den Verdacht nahe, dass die Maschine verunglückte, weil der einzige anwesende Pilot im Flug Landschaftsaufnahmen machte und von seiner Aufgabe abgelenkt war, die Maschine zu fliegen (siehe auch Flugunfall der Ameriflight im Februar 1999).[337]

- 14. Februar – Eine Hawker Siddeley HS-748 der 748 Air Services aus Sierra Leone (9L-LBG) landete zu schnell und mit starkem Rückenwind auf dem Foxtrot Airstrip im Sudan (heute Südsudan). Die Maschine überrollte das Landebahnende und anschließend einige Baumstümpfe. Die Landepiste liegt rund 180 Kilometer nordnordwestlich von Malakal. Beide Piloten, die einzigen Insassen auf dem Frachtflug, überlebten den Unfall. Das Flugzeug wurde irreparabel beschädigt.[338][339]

- (A) 24. Februar – Beim Anflug auf Wenzhou (China) stürzte eine aus Chengdu kommende Tupolew Tu-154M der China Southwest Airlines (B-2622) unvermittelt ab. Alle 61 Menschen an Bord kamen dabei um. Als wahrscheinliche Unfallursache gilt ein fehlerhaftes Bauteil der Höhenrudersteuerung (siehe auch China-Southwest-Airlines-Flug 4509).

- (A) 25. Februar – Eine Dornier 328-110 (D-CPRR) verunglückte bei der Landung auf dem Flughafen Genua. Die Maschine der italienischen Minerva Airlines, die für Alitalia betrieben wurde, schoss über das Ende der Landebahn hinaus, unter anderem, weil sie mit unzulässig starkem Rückenwind gelandet und viel zu spät aufgesetzt wurde. Vier Personen kamen ums Leben (siehe auch Alitalia-Flug 1553).[340]

- 4. März – Eine Boeing 737-228 der Air France (F-GBYA) geriet auf dem Flug von Paris-Charles de Gaulle am Flughafen Biarritz seitlich von der Landebahn ab, wobei das Bugfahrwerk einknickte. Nach weiteren 400 Metern kam das Flugzeug zum Stehen. Von den 97 Insassen kam niemand zu Schaden, die Maschine musste jedoch als Totalverlust abgeschrieben werden.[341]

- 5. März – Auf einer Frachtmaschine des Typs Boeing 747-2B3F der Air France (F-GPAN) kam es im Anflug auf den Flughafen Chennai zu einer Warnung hinsichtlich des nicht ausgefahrenen Bugfahrwerks, die jedoch von der Flugbesatzung als Fehlwarnung eingeschätzt wurde. Das Flugzeug landete daraufhin mit nicht ausgefahrenem Bugfahrwerk. Während sich die fünfköpfige Besatzung retten konnte, brannte die Maschine anschließend vollständig aus, da die Flughafenfeuerwehr nicht in der Lage war, den Brand zu löschen.[342]

- 15. März – Die Piloten einer McDonnell Douglas MD-83 der Korean Air (HL7570) landeten auf dem Flughafen Pohang mit 20 Knoten (37 km/h) Rückenwind (zulässig waren maximal 10 Knoten). Beim Überrollen des Landebahnendes zerbrach der Rumpf der Maschine in zwei Teile. Alle 156 Insassen überlebten.[343]

- (A) 7. April – Eine Boeing 737-400 der Turkish Airlines (TC-JEP) stürzte bei schlechtem Wetter nach dem Start vom Flughafen Adana bei Ceyhan (Adana (Provinz), Türkei) im Steigflug ab. Die Piloten verloren nach Ausfall der Geschwindigkeitsanzeigen die Kontrolle über das Flugzeug, da die Heizung des Pitot-Statik-Systems während der Vorbereitungen nicht aktiviert worden war, weil die Checkliste nur unvollständig abgearbeitet worden war. Die 737 befand sich auf einem Überführungsflug, es waren keine Passagiere an Bord. Alle sechs Besatzungsmitglieder kamen ums Leben (siehe auch Turkish-Airlines-Flug 5904).[344]

- 8. April – Eine de Havilland Canada DHC-6-300 Twin Otter der kolumbianischen Aerotransportes Casanare (Aerotaca) (HK-2760) wurde 11 Kilometer südwestlich des Ziels, dem Flughafen Málaga (Kolumbien), in 2470 Metern Höhe gegen den wolkenverhangenen Berg Cerro La Carbonera geflogen. Die Kollision geschah, weil die Piloten trotz Instrumentenflugbedingungen weiterflogen, einen Sichtanflug durchgeführt und sämtliche Vorschriften für Mindestflughöhen nicht eingehalten hatten. Durch diesen CFIT (Controlled flight into terrain) wurden alle 5 Insassen getötet, beide Besatzungsmitglieder und 3 Passagiere.[345]

- (A) 15. April – Kurz nach dem Start vom Flughafen Shanghai-Hongqiao stürzte eine Frachtmaschine des Typs McDonnell Douglas MD-11 der Korean Air (HL7373) ab. Der Kommandant dachte aufgrund einer Ansage des Kopiloten, dass sie viel zu hoch flögen und brachte die Maschine in einen Sturzflug. Die Piloten fingen diesen aber nicht rechtzeitig ab, so dass die Maschine abstürzte. Die drei Crew-Mitglieder und fünf Personen am Boden kamen ums Leben (siehe auch Korean-Air-Cargo-Flug 6316).[346][347]

- 8. Mai – Eine de Havilland Canada DHC-6-300 Twin Otter der vanuatuischen Vanair (YJ-RV9) wurde bei einem Regenschauer 11 Kilometer vom Flughafen Bauerfield (Vanuatu) entfernt ins Wasser geflogen. Bei diesem CFIT (Controlled flight into terrain) wurden von den 12 Insassen 7 getötet, der Pilot und 6 Passagiere.[348]

- 17. Mai – An einer Curtiss C-46F-1-CU Commando der bolivianischen CAMBA (Commercializadora Aérea Mixta Boliviana) (CP-1319) kam es im Anflug auf die Landepiste der El Paraiso Ranch (Bolivien) zu Triebwerksproblemen. Das Triebwerk wurde abgestellt, aber es war dennoch unmöglich, die Höhe zu halten, weshalb die Piloten eine Notlandung in einem Sumpfgebiet in der Nähe der Landebahn durchführen mussten. Alle Insassen überlebten den Unfall.[349]

- 19. Mai – Eine Jakowlew Jak-40 der Centrafrican Airlines („TL-ACO“) verunglückte bei der Landung auf dem Flughafen Berbérati (Zentralafrikanische Republik). Bei der Landung überrollte die Maschine das Landebahnende und wurde irreparabel beschädigt. Alle 33 Insassen überlebten den Unfall. Das Kennzeichen „TL-ACO“ war illegal aufgebracht worden; somit war das Flugzeug überhaupt nicht zugelassen.[350]

- (A) 1. Juni – Auf Grund des zum Zeitpunkt der Landung herrschenden Gewitters mit heftigen Scherwinden verloren die Piloten einer McDonnell Douglas DC-9-82 der US-amerikanischen American Airlines (N215AA) in Little Rock (Arkansas, USA) die Kontrolle über ihre Maschine und rutschten über die Landebahn hinaus. Bei dem Unfall kamen 11 Menschen, darunter der Kapitän, ums Leben. Die restlichen 134 Insassen wurden teils schwer verletzt. Neben dem Wetter gilt auch der enorme Zeitdruck und der daraus resultierende Stress als Unfallursache.[351]

- (A) 30. Juni – Eine Beechcraft 99 der deutschen Nightexpress (D-IBEX) verunglückte, nachdem beide Triebwerke auf einem Frachtflug von London-Luton nach Frankfurt ausgefallen waren. Die Besatzung versuchte auf dem Flughafen Lüttich notzulanden. Das Flugzeug erreichte die Landebahn nicht und schlug nahe Seraing (Belgien) in einem Wald auf. Beide Piloten kamen ums Leben (siehe auch Nightexpress-Flug 114).[352]

- Juli 1999 (genauer Tag unbekannt) – Eine Curtiss C-46A-5-CU Commando der bolivianischen Servicios Aéreos del Oriente - SAO (CP-746) wurde irreparabel beschädigt. An einem nicht bekannten Ort in Bolivien war es zu einer Notlandung der auf einem Frachtflug befindlichen Maschine gekommen. Menschen kamen nicht zu Schaden.[353]

- 2. Juli – Eine Fokker F-27-600 Friendship der Myanma Airways (XY-AEO) wurde im Anflug auf den Flughafen von Sittwe (Myanmar) in eine wolkenverhangene Hügelkette geflogen. Die vom Flughafen Rangun kommende Maschine verunglückte etwa 14 Kilometer östlich des Zielflughafens in einer Höhe von nur 270 Metern. Bei diesem CFIT (Controlled flight into terrain) wurden alle 8 Insassen auf dem Frachtflug getötet, die vier Besatzungsmitglieder und vier Passagiere. Das Flugzeug wurde zerstört.[354]

- 4. Juli – Eine Douglas DC-6A der kolumbianischen LANC Colombia (HK-1776) überrollte bei einer Notlandung auf dem Flughafen Villavicencio (Kolumbien) das Landebahnende und kollidierte mit einer Mauer. Nach dem Start war es zu einem Leistungsverlust des Triebwerks Nr. 2 (links innen) gekommen. Unnötigerweise stellte der Flugingenieur das Triebwerk vollständig ab, so dass die Bremsen ausfielen. Hinzu kamen ein zu schneller Anflug und spätes Aufsetzen bei der Landung. Von den 15 Insassen kamen 4 Passagiere ums Leben, alle anderen Insassen überlebten.[355]

- (A) 24. Juli – Eine Embraer EMB 110P1 der Air Fiji (DQ-AFN), die mit 15 Passagieren und zwei Mann Besatzung unterwegs von Nausori zum Flughafen Nadi war, wurde gegen einen Bergrücken in der Nähe der Ortschaft Delailasakau geflogen. Niemand überlebte den Unfall. Die Untersuchungen ergaben, dass der Kapitän zu wenig Ruhezeit vor dem Flug hatte und alkoholisiert war. Zusätzlich wurde im Blut des Kapitäns Werte von Antihistaminikum festgestellt, die das übliche therapeutische Maß überstiegen (siehe auch Air-Fiji-Flug 121).

- (A) 28. Juli – Ein Mitarbeiter des Bodenpersonals auf dem Little Rock National Airport (Arkansas, USA) wurde getötet, als er in das laufende Propellerblatt einer Regionalmaschine des Typs ATR 42-500 der Continental Express lief, die gerade aus Houston eingetroffen war (siehe auch Continental-Express-Flug 3402).

- August 1999 (genauer Tag unbekannt) – An einer Curtiss C-46D-10-CU Commando der bolivianischen Servicios Aéreos del Oriente - SAO (CP-1655) entstand ein Triebwerksbrand. Bei der Notlandung auf dem Flughafen La Paz-El Alto (Bolivien) wurde das Flugzeug irreparabel beschädigt. Alle drei Besatzungsmitglieder, die einzigen Insassen auf dem Frachtflug, überlebten die Notlandung.[356]

- (A) 22. August – Beim missglückten Landeanflug einer McDonnell Douglas MD-11 der taiwanischen China Airlines (B-150) auf den Hong Kong International Airport starben drei Menschen. Unfallursachen waren der seinerzeit herrschende Taifun Sam sowie der daraus resultierende Pilotenfehler, nicht einen Ausweichflughafen anzusteuern (siehe auch China-Airlines-Flug 642).

- (A) 24. August – Ein Passagier starb bei einer Explosion an Bord einer McDonnell Douglas MD-90 der taiwanischen Uni Air (B-17912) während der Landung auf dem Flughafen Hualien. Die Explosion war mutmaßlich durch das Mitführen entzündlicher Flüssigkeit im Handgepäck verursacht worden (siehe auch Uni-Air-Flug 873).[357]

- (A) 31. August – Eine Boeing 737-200 der Líneas Aéreas Privadas Argentinas (LAPA) (LV-WRZ) hob beim Start am Flughafen Buenos Aires–Jorge Newbery (Argentinien) nicht ab, kreuzte eine Straße und raste in einen Golfplatz. Von den 103 Insassen starben 63 und ein Mensch am Boden, 17 wurden schwer verletzt. Als Ursache gilt die mangelhafte Vorbereitung und Durchführung des Starts durch die Piloten. So waren die Auftriebshilfen für den Start nicht gesetzt (siehe auch LAPA-Flug 3142).[358]

- 5. September – Eine Hawker Siddeley HS 748-501 2B der nepalesischen Necon Air (9N-AEG) unterwegs von Pokhara zum Flughafen Kathmandu wurde etwa 15 Kilometer westlich davon gegen einen Funkturm geflogen. Das Flugzeug stürzte in einen Wald. Bei diesem CFIT (Controlled flight into terrain) wurden alle 15 Insassen getötet, fünf Crewmitglieder und 10 Passagiere.[359]

- 18. September – Eine Short 330-200 der britischen Streamline Aviation (G-SSWU), die auf dem Flughafen Luton (England) geparkt war, wurde von einer landenden Grumman American AA-5B gerammt und irreparabel beschädigt. Der Pilot der AA-5 hatte eine chaotische Kombination aus mehrfachem Landen und erneutem Abheben verursacht. Alle drei Insassen der AA-5 wurden bei dem Unfall getötet.[360]

- (A) 11. Oktober – Ein Pilot der Air Botswana stahl eine ATR 42-320 (A2-ABB) und steuerte sie, alleine fliegend, am Flughafen Gaborone absichtlich in zwei leere ATR 42 am Boden, nachdem seine Forderungen nach Gesprächen mit dem Präsidenten von Botswana und weiteren Entscheidungsträgern nicht erfüllt worden waren (siehe auch Air-Botswana-Flugunfall 1999).[361]

- 12. Oktober – Eine Douglas DC-6B der bolivianischen Air Beni (CP-2291) brannte auf dem Flughafen La Paz-El Alto (Bolivien) aus. Ein Flugingenieur und ein Mechaniker versuchten, nach Reparaturarbeiten das Triebwerk Nr. 2 anzulassen. Darin entstand ein Feuer, und die beiden Experten verließen fluchtartig das Flugzeug, ohne die vorgesehenen Verfahren zu beachten, während z. B. die Treibstoffpumpen auf der Hochdruck-Stellung arbeiteten. Während das Feuer sich immer weiter auf den Rumpf ausbreitete, beschäftigte sich die Feuerwehr mit einer Übung auf einem entfernten Teil des Flughafens. Die Maschine wurde zum Totalschaden; die beiden dort Beschäftigten blieben unverletzt.[362]

- (A) 31. Oktober – Eine Boeing 767-300ER der Egypt Air (SU-GAP) stürzte auf dem Flug von New York City (USA) nach Kairo (Ägypten) in den Nordatlantik. Der Absturzort liegt rund 100 Kilometer südlich der Insel Nantucket im Nordatlantik. Das Flugzeug ging lt. Ermittlungen des US National Transport Safety Board kurz vor dem Absturz in einen vom Copiloten ausgelösten Sturzflug über. Alle 217 Menschen an Bord kamen beim Aufprall auf die Meeresoberfläche ums Leben (siehe auch Egypt-Air-Flug 990).

- 9. November – Eine Douglas DC-9 der mexikanischen TAESA (XA-TKN) stieg nach dem Start in Uruapan (Mexiko) zunächst zu steil, geriet daraufhin außer Kontrolle und stürzte rund 6 Kilometer südlich des Flughafens Uruapan ab. Alle 18 Personen an Bord starben.

- (A) 12. November – Auf dem Weg von Rom (Italien) nach Pristina (Kosovo) wurde eine vom Welternährungsprogramm der Vereinten Nationen gecharterte ATR 42 der italienischen SiFly (F-OHFV) nahe Mitrovica (Serbien) gegen einen Berg geflogen. Durch diesen CFIT (Controlled flight into terrain) wurden alle 24 Insassen getötet, drei Besatzungsmitglieder und 21 Passagiere. Als Unfallursache wurde eine Reihe von Faktoren ermittelt, u. a. Mängel in der Zusammenarbeit im Cockpit und eine unzureichende Aufmerksamkeit beim Fliegen über bergigem Gebiet in schlechtem Wetter (siehe auch Si-Fly-Flug 3275)[363][364]

- 18. November – Mit einer Convair CV-580 der kongolesischen Compagnie Africaine d’Aviation - CAA (9Q-CEJ) wurde nahe dem Flugplatz Tshikapa (Demokratische Republik Kongo) eine Notlandung durchgeführt, nachdem Probleme mit dem Triebwerk Nr. 2 (rechts) aufgetreten waren. Es wird vermutet, dass diese durch Treibstoffmangel verursacht wurden. Das Flugzeug wurde irreparabel beschädigt. Alle Insassen überlebten den Unfall.[365]

- 7. Dezember – Eine Let L-410 der philippinischen Asian Spirit (RP-C3883) stürzte in der Nähe von Bayombong (Philippinen) ab. Alle 17 Menschen an Bord starben.

- 11. Dezember – Eine BAe ATP der portugiesischen SATA Air Açores (CS-TGM) wurde auf der Azoren-Insel São Jorge in einen Berg geflogen. Die Maschine befand sich auf dem Weg von Ponta Delgada nach Horta auf der Insel Faial. Die Piloten hatten die Freigabe für einen Sichtanflug angefordert und erhalten, als sie in heftige Regenfälle und Turbulenzen gerieten. Dabei verloren sie die Bodensicht. Da sie weder ihr Wetterradar noch die Höhenmesser angemessen benutzten und sich nicht an die vorgeschriebene Mindesthöhe hielten, kollidierte das Flugzeug nahe dem Pico da Esperança mit dem Vulkan Morro Pelado. Die Flughöhe betrug weniger als 1000 Meter, obwohl sich die Maschine noch 56 Kilometer vom Zielflughafen entfernt befand. Bei diesem CFIT (Controlled flight into terrain) wurden alle 35 Menschen an Bord getötet.[366]

- (A) 21. Dezember – Eine McDonnell Douglas DC-10 der französischen AOM French Airlines (F-GTDI), die für die Cubana betrieben wurde, schoss bei der Landung auf dem Flughafen Guatemala-La Aurora bei nasser Witterung über das Landebahnende hinaus und stürzte einen Abhang hinab. Von den 314 Menschen an Bord starben 16 (siehe auch Cubana-Flug 1216).[367]

- (A) 22. Dezember – Eine Boeing 747-200F der Korean Air (HL7451) auf einem Frachtflug stürzte kurz nach dem Start vom Flughafen London Stansted ab, wobei alle vier Personen an Bord ums Leben kamen. Unfallursache war ein defektes Fluglageinstrument. Als der Jet in die Kurve ging, verließ sich der Kommandant auf dieses Instrument, so dass die Maschine außer Kontrolle geriet (siehe auch Korean-Air-Cargo-Flug 8509).

- 25. Dezember – Kurz vor dem Zielflughafen Valencia (Venezuela) stürzte eine aus Havanna kommende Jakowlew Jak-42 der Cubana (CU-T1285) ab. Alle 22 Insassen kamen dabei ums Leben.

- 25. Dezember – Eine de Havilland Canada DHC-6-300 Twin Otter der nepalesischen Skyline Airways (9N-AFL) stürzte fünf Minuten nach dem Start vom Flugplatz Simra (Nepal) ab. Alle 10 Insassen, drei Besatzungsmitglieder und 7 Passagiere, kamen ums Leben.[368]

- 28. Dezember – Eine Lockheed L-100-30 Hercules der angolanischen Transafrik (S9-BOP) überrollte auf dem Flugplatz Cuango-Luzamba (Angola) das Landebahnende und rutschte in eine 12 Meter tiefe Schlucht. Die Landebahn war nur 910 Meter lang, ihre Oberfläche bestand aus Erde. Als Ladung war Dieseltreibstoff an Bord. Alle vier Besatzungsmitglieder überlebten den Unfall.[369]